# Le Plantier de Costebelle
Vous lisez un « bon article » labellisé en 2010.
Pour les articles homonymes, voir Plantier.
Le Plantier de Costebelle est une maison d’architecture néo-palladienne construite à partir de 1857 par la baronne Hortense Pauline Husson de Prailly. Située dans la commune de Hyères-les-Palmiers, dans le département du Var, sur le versant est du mont des Oiseaux et des collines de Costebelle, la propriété surplombe la rade d'Hyères, la presqu'île de Giens et les îles de Porquerolles et de Port-Cros. Lieu de villégiature dans la deuxième moitié du XIXe siècle pour d’éminents ecclésiastiques (le père dominicain Henri Lacordaire et l’évêque d’Orléans, Monseigneur Félix Dupanloup), la « Villa des Palmiers » (ainsi baptisée par Hortense de Prailly) accueille également l’écrivain légitimiste Armand de Pontmartin. Mais la plus illustre visite à ce jour reste le passage à la Villa des Palmiers, de la reine Victoria accompagnée de la prince Henri de Battenberg, en 1892.
En 1896, le romancier et académicien français Paul Bourget (1852 † 1935), auteur du Disciple, achète la propriété qui prend alors son nom actuel, « Le Plantier de Costebelle », et y reçoit de nombreuses personnalités du monde littéraire, tels qu’André Gide, Henry James, Edith Wharton, de la sphère politique (Lady Randolph Churchill, Charles Maurras, Maurice Barrès) ou même militaire (le maréchal Joseph Joffre) et ce, jusqu’à sa mort, en 1935. Le domaine est, à cette date, transmis à l'héritier du romancier, le général Marius Daille.
La maison bénéficie d’une inscription partielle à l’inventaire supplémentaire des monuments historiques, par un arrêté du 26 décembre 1976. Son parc botanique est labellisé « Jardin remarquable » depuis novembre 2009. Après de nombreuses années de rénovation destinée à restituer l’ensemble architectural et botanique tel qu’il avait été souhaité par Hortense de Prailly au XIXe siècle, Le Plantier de Costebelle est aujourd’hui une maison d’écrivain, alliant habitation privée et ouverture au public sous certaines conditions.

## Histoire de la propriété
À l’origine de la propriété du Plantier de Costebelle se trouve une vaste campagne appartenant à Louis Jacques Odier, membre du Conseil souverain de la république de Genève, dès 1822. Dominique Honoré Peillon et son épouse, née Marguerite Adélaïde Eydoux, propriétaires hyérois, deviennent les nouveaux maîtres des lieux en 1840. À la suite de l’expropriation du sieur Peillon et lors d’une vente aux enchères, le 1er avril 1851, le domaine est adjugé à Ernest Desclozeaux. La monarchie de Juillet a fait de lui un magistrat. Il est ensuite élu député à Embrun dans les Hautes-Alpes. Mais après la révolution française de 1848, il s’éloigne de la vie politique. En 1857, Ernest Desclozeaux détache une parcelle de terrain qu’il vend à la baronne de Prailly. C’est l’acte de naissance de la propriété du Plantier de Costebelle.

### Baronne Hortense Pauline Husson de Prailly, Villa des Palmiers

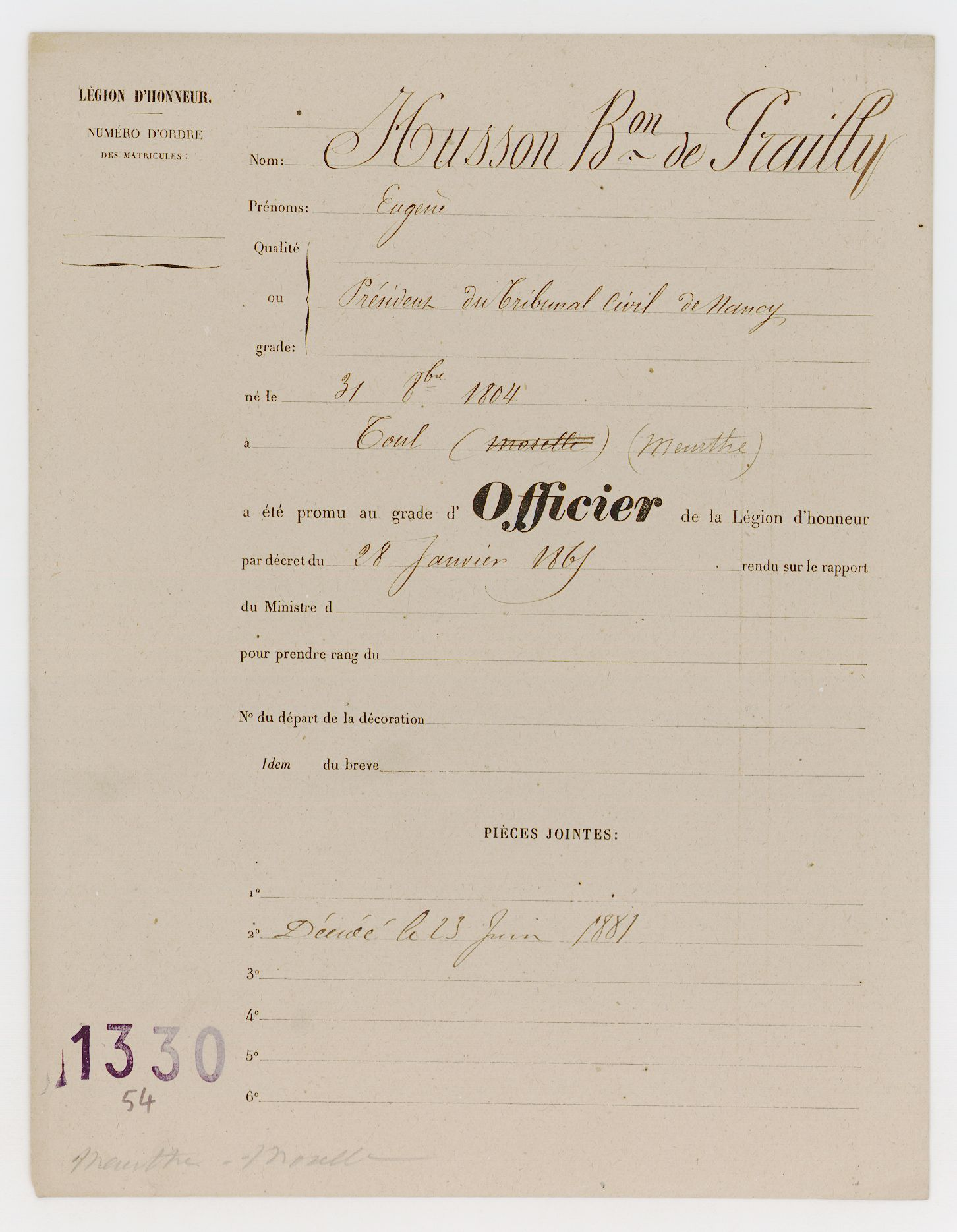
dossier de Légion d'honneur du baron de Prailly (Archives nationales).

#### Origines familiales et construction
Hortense Chevandier de Valdrome (1813 † 1879) a épousé en 1834 le baron Husson de Prailly (1804 † 1881), président du Tribunal civil de première instance de Nancy et officier de la Légion d'honneur. Les deux familles sont originaires de Lorraine. Le père de Hortense de Prailly, Jean Auguste Chevandier de Valdrome, qui a été élevé à la dignité de Pair de France sous la monarchie de Juillet, est directeur de la manufacture de glaces de Cirey-sur-Vezouze, grâce à son mariage, sous l’Empire, avec une demoiselle Guaita.

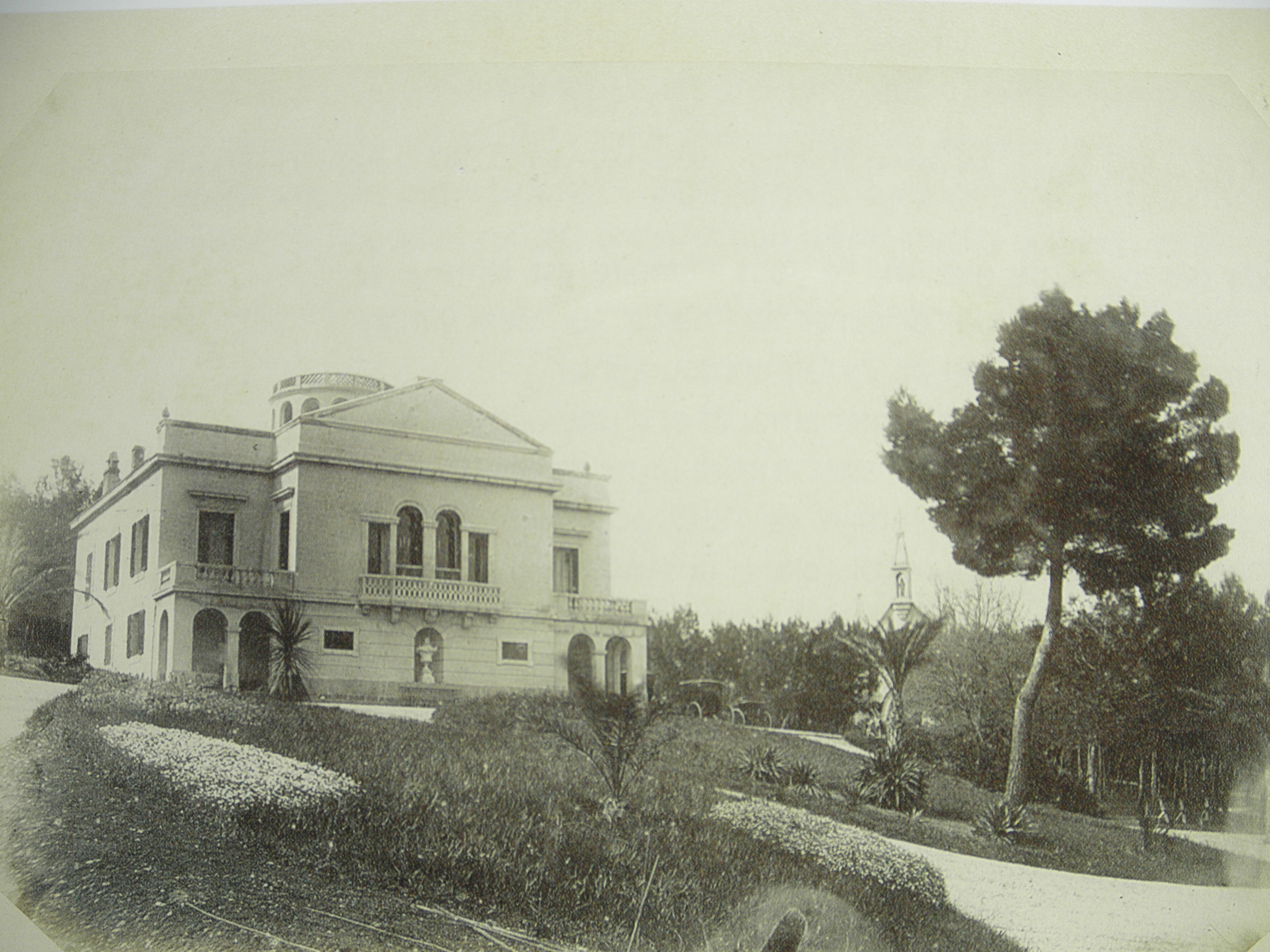
Le Plantier de Costebelle en 1863 ; on remarque des fiacres sur la droite du bâtiment.
Agrandissez cette image

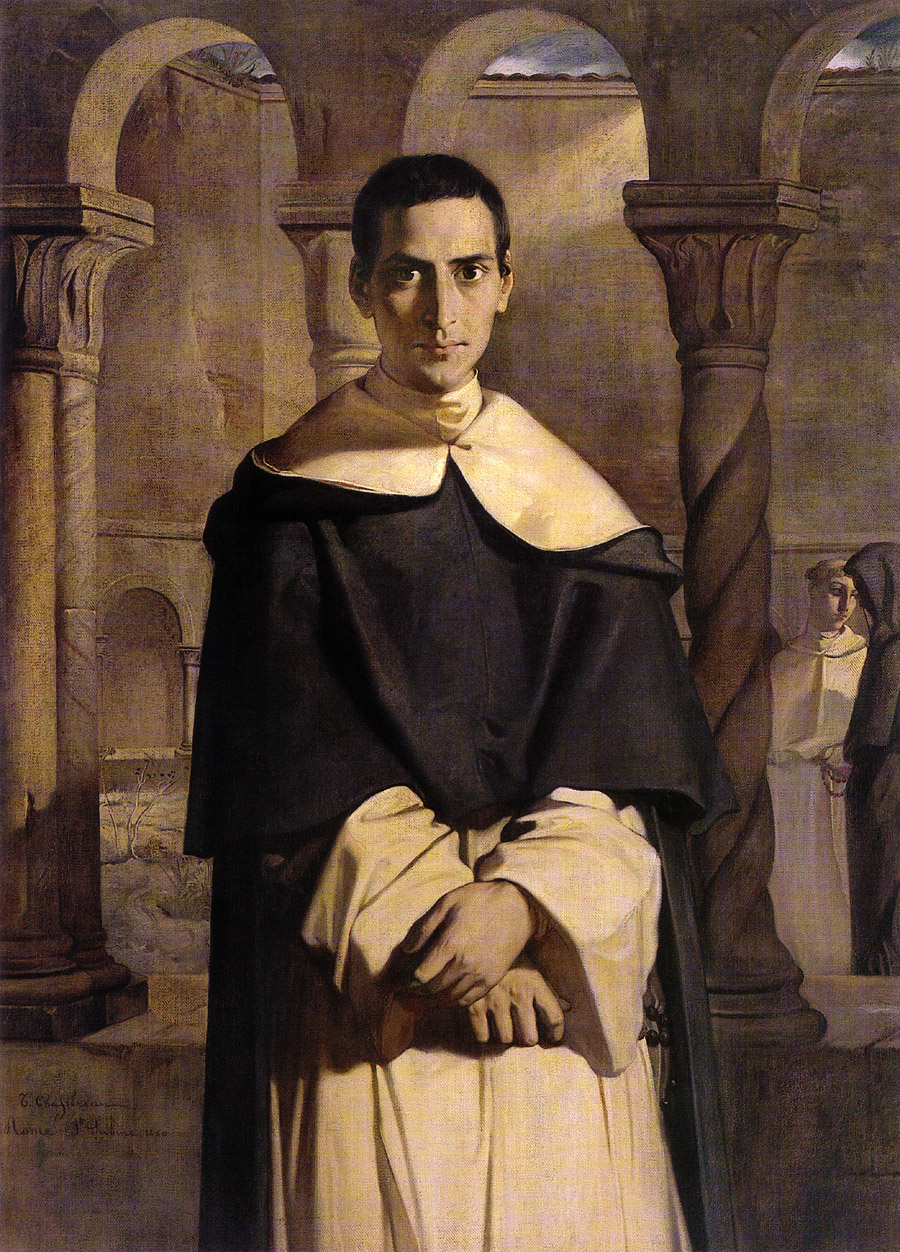
Henri-Dominique Lacordaire au couvent de Sainte-Sabine à Rome, par Théodore Chassériau (1840), musée du Louvre

Âgée de 27 ans, Hortense Chevandier de Valdrome séjourne régulièrement en Italie (Pise, Lucques, Rome) pour des raisons de santé. En juillet 1840, elle effectue un séjour aux Bains de Lucques, célèbre station thermale. Elle se rend à Rome durant l'automne 1840, où elle est entourée d’une société de Français choisis et côtoie le père Jandel, prieur du couvent Sainte-Sabine et originaire de Nancy. Elle héberge à Rome son frère, Paul Chevandier de Valdrome, et un ami, Théodore Chassériau. Ce dernier dessine pour elle Deux femmes dans une forêt (1841), une représentation idéale de l'amitié.
C’est le climat rigoureux de leurs terres natales du château de Lettenbach où Hortense de Prailly est née et du domaine paternel de Sainte-Catherine dans les Vosges ainsi que la santé fragile de madame qui incitent les Prailly à s’établir sur les premières pentes du mont des Oiseaux, à Costebelle, sur les rivages de la mer Méditerranée. Dès 1841, la baronne de Prailly loue à Dominique Peillon puis à Ernest Desclozeaux une ferme et les terres attenantes qu'elle achète 16 ans plus tard, en 1857.

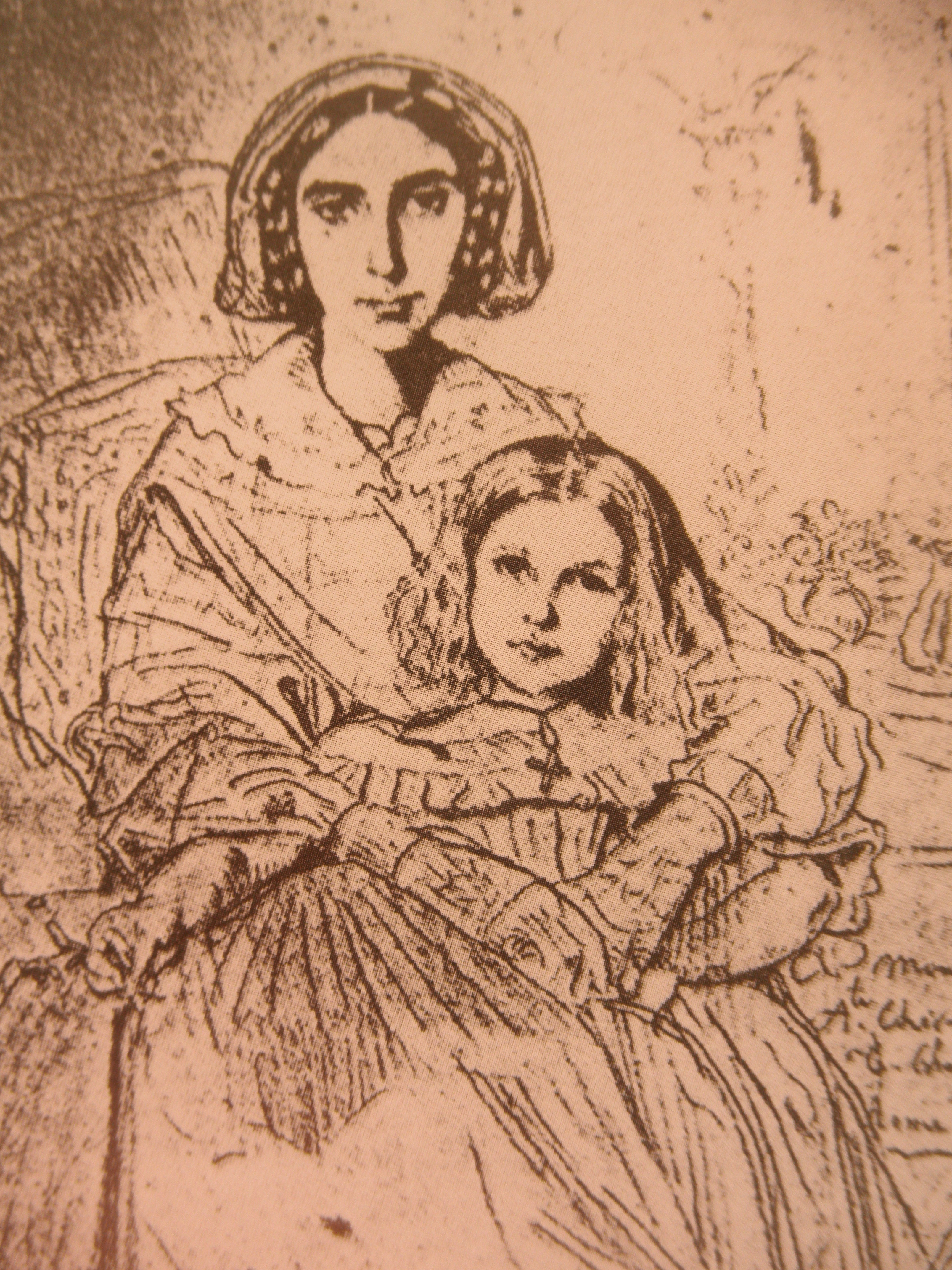
Hortense de Prailly et sa fille Berthe.

Un dessin à la mine de plomb exécuté à Rome en janvier 1841 par Théodore Chassériau, semble être le seul témoignage qui nous soit parvenu de Hortense de Prailly, alors âgée de 28 ans. Elle y est représentée, assise, de trois quarts à droite. Après avoir appartenu un temps à la collection de dessins rassemblée par John Postle Heseltine, ce portrait, alors faussement attribué à Jean-Auguste-Dominique Ingres, entre en 1941, dans les collections de l’Ashmolean Museum d’Oxford où il est depuis exposé.
Après avoir mené à bien l’achat des différentes parcelles à Ernest Desclozeaux et aux Arène, la baronne de Prailly y entreprend l’édification d’une villa de type palladien et fait appel à un architecte qui, à cette époque et grâce au maire Alphonse Denis, concentre toutes les grandes commandes publiques dans le but de développer la station de Hyères : Victor Trotobas (1807 † 1884). Durant les quelques années que dure la construction, elle loge dans la ferme proche du chantier et qui devient plus tard la maison d’hôtes de la propriété, là-même où Paul Bourget reçoit, à partir de 1896, ses invités.
La villa est baptisée « Villa des Palmiers ». La baronne de Prailly prend exemple sur le jardin exotique du Château Denis, dans le centre de Hyères, et recrée, avec l'aide de Charles Huber, horticulteur hyérois, un parc complanté, au milieu des essences indigènes, de palmiers rares que seul l'acclimateur hyérois commercialise alors dans toute la France : le Phoenix dactylifera. Elle introduit notamment le Yucca filifera, qui fleurit pour la première fois en France, à la Villa des Palmiers en 1876,. Le jardin exotique de la Villa des Palmiers est dessiné par les propriétaires à l’image des jardins d’acclimatation qui ont vu le jour sur la Côte d’Azur ainsi que sur toute la Riviera méditerranéenne depuis le milieu du siècle (comme la Villa Victoria à Grasse, Hanbury au cap de La Mortola, la Villa Thuret au cap d'Antibes, les Villas Vigier et Les Tropiques à Nice, les Villas Valetta et Camille – Amélie à Cannes, la Villa Eilenroc et surtout le Domaine des Cèdres à Saint-Jean-Cap-Ferrat).
Les travaux engagés sont très importants, tant pour l’édification de la villa et de la chapelle que pour l’impressionnant mur d’enceinte voulu par la baronne et qui clôture entièrement le domaine et ses cinq hectares. Il semble d’ailleurs que l’édification de ce mur ait précédé la construction des bâtiments. Avec leurs voisins immédiats, les Prailly projettent la construction d'une route desservie par omnibus.

#### Arbre généalogique de la famille Chevandier de Valdrome
Cette arborescence explique de façon synthétique la position de la baronne de Prailly et de sa fille Berthe de Guichen au sein de leur famille, une dynastie de maîtres verriers lorrains et prussiens.
|                                                                            |                                                                            |                                                                            |                                                                            |                                                                            |                                                                            |                                                   |                                                   |                                                                              |                                                                              | Antoine Marie de Guaïta (1722 † 1808) Banquier                               | Antoine Marie de Guaïta (1722 † 1808) Banquier                               | Antoine Marie de Guaïta (1722 † 1808) Banquier                               | Antoine Marie de Guaïta (1722 † 1808) Banquier                               | Antoine Marie de Guaïta (1722 † 1808) Banquier                  | Antoine Marie de Guaïta (1722 † 1808) Banquier                  |                                                                              |                                                                              |                                                                              |                                                                              |                                                                              |                                                                              | Catherine Claire Bessel (Frankfurt am Main) (1733 † 1783) | Catherine Claire Bessel (Frankfurt am Main) (1733 † 1783) | Catherine Claire Bessel (Frankfurt am Main) (1733 † 1783)        | Catherine Claire Bessel (Frankfurt am Main) (1733 † 1783)        | Catherine Claire Bessel (Frankfurt am Main) (1733 † 1783)        | Catherine Claire Bessel (Frankfurt am Main) (1733 † 1783)        |                                                                  |                                                                  |                                                            |                                                            |                                                                              |                                                                              |                                                                              |                                                                              |                                                                              |                                                                              |                                                    |                                                    |                                                    |                                                    |                                             |                                             |  |  |                                           |                                           |                                           |                                           |                                           |                                           |  |  |  |  |  |  |  |  |  |  |
|                                                                            |                                                                            |                                                                            |                                                                            |                                                                            |                                                                            |                                                   |                                                   |                                                                              |                                                                              | Antoine Marie de Guaïta (1722 † 1808) Banquier                               | Antoine Marie de Guaïta (1722 † 1808) Banquier                               | Antoine Marie de Guaïta (1722 † 1808) Banquier                               | Antoine Marie de Guaïta (1722 † 1808) Banquier                               | Antoine Marie de Guaïta (1722 † 1808) Banquier                  | Antoine Marie de Guaïta (1722 † 1808) Banquier                  |                                                                              |                                                                              |                                                                              |                                                                              |                                                                              |                                                                              | Catherine Claire Bessel (Frankfurt am Main) (1733 † 1783) | Catherine Claire Bessel (Frankfurt am Main) (1733 † 1783) | Catherine Claire Bessel (Frankfurt am Main) (1733 † 1783)        | Catherine Claire Bessel (Frankfurt am Main) (1733 † 1783)        | Catherine Claire Bessel (Frankfurt am Main) (1733 † 1783)        | Catherine Claire Bessel (Frankfurt am Main) (1733 † 1783)        |                                                                  |                                                                  |                                                            |                                                            |                                                                              |                                                                              |                                                                              |                                                                              |                                                                              |                                                                              |                                                    |                                                    |                                                    |                                                    |                                             |                                             |  |  |                                           |                                           |                                           |                                           |                                           |                                           |  |  |  |  |  |  |  |  |  |  |
|                                                                            |                                                                            |                                                                            |                                                                            |                                                                            |                                                                            |                                                   |                                                   |                                                                              |                                                                              |                                                                              |                                                                              |                                                                              |                                                                              |                                                                 |                                                                 |                                                                              |                                                                              |                                                                              |                                                                              |                                                                              |                                                                              |                                                           |                                                           |                                                                  |                                                                  |                                                                  |                                                                  |                                                                  |                                                                  |                                                            |                                                            |                                                                              |                                                                              |                                                                              |                                                                              |                                                                              |                                                                              |                                                    |                                                    |                                                    |                                                    |                                             |                                             |  |  |                                           |                                           |                                           |                                           |                                           |                                           |  |  |  |  |  |  |  |  |  |  |
|                                                                            |                                                                            |                                                                            |                                                                            |                                                                            |                                                                            |                                                   |                                                   |                                                                              |                                                                              |                                                                              |                                                                              |                                                                              |                                                                              |                                                                 |                                                                 |                                                                              |                                                                              |                                                                              |                                                                              |                                                                              |                                                                              |                                                           |                                                           |                                                                  |                                                                  |                                                                  |                                                                  |                                                                  |                                                                  |                                                            |                                                            |                                                                              |                                                                              |                                                                              |                                                                              |                                                                              |                                                                              |                                                    |                                                    |                                                    |                                                    |                                             |                                             |  |  |                                           |                                           |                                           |                                           |                                           |                                           |  |  |  |  |  |  |  |  |  |  |
| François Chevandier de Valdrome (1767 † 1851)                              | François Chevandier de Valdrome (1767 † 1851)                              | François Chevandier de Valdrome (1767 † 1851)                              | François Chevandier de Valdrome (1767 † 1851)                              | François Chevandier de Valdrome (1767 † 1851)                              | François Chevandier de Valdrome (1767 † 1851)                              |                                                   |                                                   | Jeanne Louise Jullien (1776 † 1847)                                          | Jeanne Louise Jullien (1776 † 1847)                                          | Jeanne Louise Jullien (1776 † 1847)                                          | Jeanne Louise Jullien (1776 † 1847)                                          | Jeanne Louise Jullien (1776 † 1847)                                          | Jeanne Louise Jullien (1776 † 1847)                                          |                                                                 |                                                                 | Bernard de Guaïta (1755 † 1831) Verreries de Saint-Quirin                    | Bernard de Guaïta (1755 † 1831) Verreries de Saint-Quirin                    | Bernard de Guaïta (1755 † 1831) Verreries de Saint-Quirin                    | Bernard de Guaïta (1755 † 1831) Verreries de Saint-Quirin                    | Bernard de Guaïta (1755 † 1831) Verreries de Saint-Quirin                    | Bernard de Guaïta (1755 † 1831) Verreries de Saint-Quirin                    |                                                           |                                                           |                                                                  |                                                                  |                                                                  |                                                                  | Marie-Anne Allezina von Schweitzer (1761 † 1792)                 | Marie-Anne Allezina von Schweitzer (1761 † 1792)                 | Marie-Anne Allezina von Schweitzer (1761 † 1792)           | Marie-Anne Allezina von Schweitzer (1761 † 1792)           | Marie-Anne Allezina von Schweitzer (1761 † 1792)                             | Marie-Anne Allezina von Schweitzer (1761 † 1792)                             |                                                                              |                                                                              |                                                                              |                                                                              | Ève Régine Walburge de Guaïta (1757 † 1833)        | Ève Régine Walburge de Guaïta (1757 † 1833)        | Ève Régine Walburge de Guaïta (1757 † 1833)        | Ève Régine Walburge de Guaïta (1757 † 1833)        | Ève Régine Walburge de Guaïta (1757 † 1833) | Ève Régine Walburge de Guaïta (1757 † 1833) |  |  | Comte Pierre Louis Roederer (1754 † 1835) | Comte Pierre Louis Roederer (1754 † 1835) | Comte Pierre Louis Roederer (1754 † 1835) | Comte Pierre Louis Roederer (1754 † 1835) | Comte Pierre Louis Roederer (1754 † 1835) | Comte Pierre Louis Roederer (1754 † 1835) |  |  |  |  |  |  |  |  |  |  |
| François Chevandier de Valdrome (1767 † 1851)                              | François Chevandier de Valdrome (1767 † 1851)                              | François Chevandier de Valdrome (1767 † 1851)                              | François Chevandier de Valdrome (1767 † 1851)                              | François Chevandier de Valdrome (1767 † 1851)                              | François Chevandier de Valdrome (1767 † 1851)                              |                                                   |                                                   | Jeanne Louise Jullien (1776 † 1847)                                          | Jeanne Louise Jullien (1776 † 1847)                                          | Jeanne Louise Jullien (1776 † 1847)                                          | Jeanne Louise Jullien (1776 † 1847)                                          | Jeanne Louise Jullien (1776 † 1847)                                          | Jeanne Louise Jullien (1776 † 1847)                                          |                                                                 |                                                                 | Bernard de Guaïta (1755 † 1831) Verreries de Saint-Quirin                    | Bernard de Guaïta (1755 † 1831) Verreries de Saint-Quirin                    | Bernard de Guaïta (1755 † 1831) Verreries de Saint-Quirin                    | Bernard de Guaïta (1755 † 1831) Verreries de Saint-Quirin                    | Bernard de Guaïta (1755 † 1831) Verreries de Saint-Quirin                    | Bernard de Guaïta (1755 † 1831) Verreries de Saint-Quirin                    |                                                           |                                                           |                                                                  |                                                                  |                                                                  |                                                                  | Marie-Anne Allezina von Schweitzer (1761 † 1792)                 | Marie-Anne Allezina von Schweitzer (1761 † 1792)                 | Marie-Anne Allezina von Schweitzer (1761 † 1792)           | Marie-Anne Allezina von Schweitzer (1761 † 1792)           | Marie-Anne Allezina von Schweitzer (1761 † 1792)                             | Marie-Anne Allezina von Schweitzer (1761 † 1792)                             |                                                                              |                                                                              |                                                                              |                                                                              | Ève Régine Walburge de Guaïta (1757 † 1833)        | Ève Régine Walburge de Guaïta (1757 † 1833)        | Ève Régine Walburge de Guaïta (1757 † 1833)        | Ève Régine Walburge de Guaïta (1757 † 1833)        | Ève Régine Walburge de Guaïta (1757 † 1833) | Ève Régine Walburge de Guaïta (1757 † 1833) |  |  | Comte Pierre Louis Roederer (1754 † 1835) | Comte Pierre Louis Roederer (1754 † 1835) | Comte Pierre Louis Roederer (1754 † 1835) | Comte Pierre Louis Roederer (1754 † 1835) | Comte Pierre Louis Roederer (1754 † 1835) | Comte Pierre Louis Roederer (1754 † 1835) |  |  |  |  |  |  |  |  |  |  |
|                                                                            |                                                                            |                                                                            |                                                                            |                                                                            |                                                                            |                                                   |                                                   |                                                                              |                                                                              |                                                                              |                                                                              |                                                                              |                                                                              |                                                                 |                                                                 |                                                                              |                                                                              |                                                                              |                                                                              |                                                                              |                                                                              |                                                           |                                                           |                                                                  |                                                                  |                                                                  |                                                                  |                                                                  |                                                                  |                                                            |                                                            |                                                                              |                                                                              |                                                                              |                                                                              |                                                                              |                                                                              |                                                    |                                                    |                                                    |                                                    |                                             |                                             |  |  |                                           |                                           |                                           |                                           |                                           |                                           |  |  |  |  |  |  |  |  |  |  |
|                                                                            |                                                                            |                                                                            |                                                                            |                                                                            |                                                                            |                                                   |                                                   |                                                                              |                                                                              |                                                                              |                                                                              |                                                                              |                                                                              |                                                                 |                                                                 |                                                                              |                                                                              |                                                                              |                                                                              |                                                                              |                                                                              |                                                           |                                                           |                                                                  |                                                                  |                                                                  |                                                                  |                                                                  |                                                                  |                                                            |                                                            |                                                                              |                                                                              |                                                                              |                                                                              |                                                                              |                                                                              |                                                    |                                                    |                                                    |                                                    |                                             |                                             |  |  |                                           |                                           |                                           |                                           |                                           |                                           |  |  |  |  |  |  |  |  |  |  |
|                                                                            |                                                                            |                                                                            |                                                                            | Auguste Jean Chevandier de Valdrome (1781 † 1865)                          | Auguste Jean Chevandier de Valdrome (1781 † 1865)                          | Auguste Jean Chevandier de Valdrome (1781 † 1865) | Auguste Jean Chevandier de Valdrome (1781 † 1865) | Auguste Jean Chevandier de Valdrome (1781 † 1865)                            | Auguste Jean Chevandier de Valdrome (1781 † 1865)                            |                                                                              |                                                                              | Catherine Claire de Guaïta (1782 † 1836) Verreries Saint-Quirin              | Catherine Claire de Guaïta (1782 † 1836) Verreries Saint-Quirin              | Catherine Claire de Guaïta (1782 † 1836) Verreries Saint-Quirin | Catherine Claire de Guaïta (1782 † 1836) Verreries Saint-Quirin | Catherine Claire de Guaïta (1782 † 1836) Verreries Saint-Quirin              | Catherine Claire de Guaïta (1782 † 1836) Verreries Saint-Quirin              |                                                                              |                                                                              |                                                                              |                                                                              |                                                           |                                                           |                                                                  |                                                                  |                                                                  |                                                                  |                                                                  |                                                                  |                                                            |                                                            |                                                                              |                                                                              |                                                                              |                                                                              |                                                                              |                                                                              |                                                    |                                                    |                                                    |                                                    |                                             |                                             |  |  |                                           |                                           |                                           |                                           |                                           |                                           |  |  |  |  |  |  |  |  |  |  |
|                                                                            |                                                                            |                                                                            |                                                                            | Auguste Jean Chevandier de Valdrome (1781 † 1865)                          | Auguste Jean Chevandier de Valdrome (1781 † 1865)                          | Auguste Jean Chevandier de Valdrome (1781 † 1865) | Auguste Jean Chevandier de Valdrome (1781 † 1865) | Auguste Jean Chevandier de Valdrome (1781 † 1865)                            | Auguste Jean Chevandier de Valdrome (1781 † 1865)                            |                                                                              |                                                                              | Catherine Claire de Guaïta (1782 † 1836) Verreries Saint-Quirin              | Catherine Claire de Guaïta (1782 † 1836) Verreries Saint-Quirin              | Catherine Claire de Guaïta (1782 † 1836) Verreries Saint-Quirin | Catherine Claire de Guaïta (1782 † 1836) Verreries Saint-Quirin | Catherine Claire de Guaïta (1782 † 1836) Verreries Saint-Quirin              | Catherine Claire de Guaïta (1782 † 1836) Verreries Saint-Quirin              |                                                                              |                                                                              |                                                                              |                                                                              |                                                           |                                                           |                                                                  |                                                                  |                                                                  |                                                                  |                                                                  |                                                                  |                                                            |                                                            |                                                                              |                                                                              |                                                                              |                                                                              |                                                                              |                                                                              |                                                    |                                                    |                                                    |                                                    |                                             |                                             |  |  |                                           |                                           |                                           |                                           |                                           |                                           |  |  |  |  |  |  |  |  |  |  |
|                                                                            |                                                                            |                                                                            |                                                                            |                                                                            |                                                                            |                                                   |                                                   |                                                                              |                                                                              |                                                                              |                                                                              |                                                                              |                                                                              |                                                                 |                                                                 |                                                                              |                                                                              |                                                                              |                                                                              |                                                                              |                                                                              |                                                           |                                                           |                                                                  |                                                                  |                                                                  |                                                                  |                                                                  |                                                                  |                                                            |                                                            |                                                                              |                                                                              |                                                                              |                                                                              |                                                                              |                                                                              |                                                    |                                                    |                                                    |                                                    |                                             |                                             |  |  |                                           |                                           |                                           |                                           |                                           |                                           |  |  |  |  |  |  |  |  |  |  |
|                                                                            |                                                                            |                                                                            |                                                                            |                                                                            |                                                                            |                                                   |                                                   |                                                                              |                                                                              |                                                                              |                                                                              |                                                                              |                                                                              |                                                                 |                                                                 |                                                                              |                                                                              |                                                                              |                                                                              |                                                                              |                                                                              |                                                           |                                                           |                                                                  |                                                                  |                                                                  |                                                                  |                                                                  |                                                                  |                                                            |                                                            |                                                                              |                                                                              |                                                                              |                                                                              |                                                                              |                                                                              |                                                    |                                                    |                                                    |                                                    |                                             |                                             |  |  |                                           |                                           |                                           |                                           |                                           |                                           |  |  |  |  |  |  |  |  |  |  |
| Georges Chevandier de Valdrome (1804 † 1887) ép. Julie Finot (1818 † 1873) | Georges Chevandier de Valdrome (1804 † 1887) ép. Julie Finot (1818 † 1873) | Georges Chevandier de Valdrome (1804 † 1887) ép. Julie Finot (1818 † 1873) | Georges Chevandier de Valdrome (1804 † 1887) ép. Julie Finot (1818 † 1873) | Georges Chevandier de Valdrome (1804 † 1887) ép. Julie Finot (1818 † 1873) | Georges Chevandier de Valdrome (1804 † 1887) ép. Julie Finot (1818 † 1873) |                                                   |                                                   | Eugène Chevandier de Valdrome (1810 † 1878) ép. Pauline Sahler (1820 † 1901) | Eugène Chevandier de Valdrome (1810 † 1878) ép. Pauline Sahler (1820 † 1901) | Eugène Chevandier de Valdrome (1810 † 1878) ép. Pauline Sahler (1820 † 1901) | Eugène Chevandier de Valdrome (1810 † 1878) ép. Pauline Sahler (1820 † 1901) | Eugène Chevandier de Valdrome (1810 † 1878) ép. Pauline Sahler (1820 † 1901) | Eugène Chevandier de Valdrome (1810 † 1878) ép. Pauline Sahler (1820 † 1901) |                                                                 |                                                                 | Paul Chevandier de Valdrome (1817 † 1877) Artiste peintre ép. Émilie Lelarge | Paul Chevandier de Valdrome (1817 † 1877) Artiste peintre ép. Émilie Lelarge | Paul Chevandier de Valdrome (1817 † 1877) Artiste peintre ép. Émilie Lelarge | Paul Chevandier de Valdrome (1817 † 1877) Artiste peintre ép. Émilie Lelarge | Paul Chevandier de Valdrome (1817 † 1877) Artiste peintre ép. Émilie Lelarge | Paul Chevandier de Valdrome (1817 † 1877) Artiste peintre ép. Émilie Lelarge |                                                           |                                                           | Hortense Chevandier de Valdrome (1813 † 1879) baronne de Prailly | Hortense Chevandier de Valdrome (1813 † 1879) baronne de Prailly | Hortense Chevandier de Valdrome (1813 † 1879) baronne de Prailly | Hortense Chevandier de Valdrome (1813 † 1879) baronne de Prailly | Hortense Chevandier de Valdrome (1813 † 1879) baronne de Prailly | Hortense Chevandier de Valdrome (1813 † 1879) baronne de Prailly |                                                            |                                                            | Nicolas Husson Baron de Prailly (1804 † 1881) Président du Tribunal de Nancy | Nicolas Husson Baron de Prailly (1804 † 1881) Président du Tribunal de Nancy | Nicolas Husson Baron de Prailly (1804 † 1881) Président du Tribunal de Nancy | Nicolas Husson Baron de Prailly (1804 † 1881) Président du Tribunal de Nancy | Nicolas Husson Baron de Prailly (1804 † 1881) Président du Tribunal de Nancy | Nicolas Husson Baron de Prailly (1804 † 1881) Président du Tribunal de Nancy |                                                    |                                                    |                                                    |                                                    |                                             |                                             |  |  |                                           |                                           |                                           |                                           |                                           |                                           |  |  |  |  |  |  |  |  |  |  |
| Georges Chevandier de Valdrome (1804 † 1887) ép. Julie Finot (1818 † 1873) | Georges Chevandier de Valdrome (1804 † 1887) ép. Julie Finot (1818 † 1873) | Georges Chevandier de Valdrome (1804 † 1887) ép. Julie Finot (1818 † 1873) | Georges Chevandier de Valdrome (1804 † 1887) ép. Julie Finot (1818 † 1873) | Georges Chevandier de Valdrome (1804 † 1887) ép. Julie Finot (1818 † 1873) | Georges Chevandier de Valdrome (1804 † 1887) ép. Julie Finot (1818 † 1873) |                                                   |                                                   | Eugène Chevandier de Valdrome (1810 † 1878) ép. Pauline Sahler (1820 † 1901) | Eugène Chevandier de Valdrome (1810 † 1878) ép. Pauline Sahler (1820 † 1901) | Eugène Chevandier de Valdrome (1810 † 1878) ép. Pauline Sahler (1820 † 1901) | Eugène Chevandier de Valdrome (1810 † 1878) ép. Pauline Sahler (1820 † 1901) | Eugène Chevandier de Valdrome (1810 † 1878) ép. Pauline Sahler (1820 † 1901) | Eugène Chevandier de Valdrome (1810 † 1878) ép. Pauline Sahler (1820 † 1901) |                                                                 |                                                                 | Paul Chevandier de Valdrome (1817 † 1877) Artiste peintre ép. Émilie Lelarge | Paul Chevandier de Valdrome (1817 † 1877) Artiste peintre ép. Émilie Lelarge | Paul Chevandier de Valdrome (1817 † 1877) Artiste peintre ép. Émilie Lelarge | Paul Chevandier de Valdrome (1817 † 1877) Artiste peintre ép. Émilie Lelarge | Paul Chevandier de Valdrome (1817 † 1877) Artiste peintre ép. Émilie Lelarge | Paul Chevandier de Valdrome (1817 † 1877) Artiste peintre ép. Émilie Lelarge |                                                           |                                                           | Hortense Chevandier de Valdrome (1813 † 1879) baronne de Prailly | Hortense Chevandier de Valdrome (1813 † 1879) baronne de Prailly | Hortense Chevandier de Valdrome (1813 † 1879) baronne de Prailly | Hortense Chevandier de Valdrome (1813 † 1879) baronne de Prailly | Hortense Chevandier de Valdrome (1813 † 1879) baronne de Prailly | Hortense Chevandier de Valdrome (1813 † 1879) baronne de Prailly |                                                            |                                                            | Nicolas Husson Baron de Prailly (1804 † 1881) Président du Tribunal de Nancy | Nicolas Husson Baron de Prailly (1804 † 1881) Président du Tribunal de Nancy | Nicolas Husson Baron de Prailly (1804 † 1881) Président du Tribunal de Nancy | Nicolas Husson Baron de Prailly (1804 † 1881) Président du Tribunal de Nancy | Nicolas Husson Baron de Prailly (1804 † 1881) Président du Tribunal de Nancy | Nicolas Husson Baron de Prailly (1804 † 1881) Président du Tribunal de Nancy |                                                    |                                                    |                                                    |                                                    |                                             |                                             |  |  |                                           |                                           |                                           |                                           |                                           |                                           |  |  |  |  |  |  |  |  |  |  |
|                                                                            |                                                                            |                                                                            |                                                                            |                                                                            |                                                                            |                                                   |                                                   |                                                                              |                                                                              |                                                                              |                                                                              |                                                                              |                                                                              |                                                                 |                                                                 |                                                                              |                                                                              |                                                                              |                                                                              |                                                                              |                                                                              |                                                           |                                                           |                                                                  |                                                                  |                                                                  |                                                                  |                                                                  |                                                                  |                                                            |                                                            |                                                                              |                                                                              |                                                                              |                                                                              |                                                                              |                                                                              |                                                    |                                                    |                                                    |                                                    |                                             |                                             |  |  |                                           |                                           |                                           |                                           |                                           |                                           |  |  |  |  |  |  |  |  |  |  |
|                                                                            |                                                                            |                                                                            |                                                                            |                                                                            |                                                                            |                                                   |                                                   | sans descendance                                                             | sans descendance                                                             | sans descendance                                                             | sans descendance                                                             | sans descendance                                                             | sans descendance                                                             |                                                                 |                                                                 | Armand Chevandier de Valdrome Agent consulaire (1865 † 1914)                 | Armand Chevandier de Valdrome Agent consulaire (1865 † 1914)                 | Armand Chevandier de Valdrome Agent consulaire (1865 † 1914)                 | Armand Chevandier de Valdrome Agent consulaire (1865 † 1914)                 | Armand Chevandier de Valdrome Agent consulaire (1865 † 1914)                 | Armand Chevandier de Valdrome Agent consulaire (1865 † 1914)                 |                                                           |                                                           |                                                                  |                                                                  |                                                                  |                                                                  | Berthe Husson de Prailly (1835 † 1910) comtesse de Guichen       | Berthe Husson de Prailly (1835 † 1910) comtesse de Guichen       | Berthe Husson de Prailly (1835 † 1910) comtesse de Guichen | Berthe Husson de Prailly (1835 † 1910) comtesse de Guichen | Berthe Husson de Prailly (1835 † 1910) comtesse de Guichen                   | Berthe Husson de Prailly (1835 † 1910) comtesse de Guichen                   |                                                                              |                                                                              | Alphonse du Bouëxic comte de Guichen (1822 † 1894)                           | Alphonse du Bouëxic comte de Guichen (1822 † 1894)                           | Alphonse du Bouëxic comte de Guichen (1822 † 1894) | Alphonse du Bouëxic comte de Guichen (1822 † 1894) | Alphonse du Bouëxic comte de Guichen (1822 † 1894) | Alphonse du Bouëxic comte de Guichen (1822 † 1894) |                                             |                                             |  |  |                                           |                                           |                                           |                                           |                                           |                                           |  |  |  |  |  |  |  |  |  |  |
|                                                                            |                                                                            |                                                                            |                                                                            |                                                                            |                                                                            |                                                   |                                                   | sans descendance                                                             | sans descendance                                                             | sans descendance                                                             | sans descendance                                                             | sans descendance                                                             | sans descendance                                                             |                                                                 |                                                                 | Armand Chevandier de Valdrome Agent consulaire (1865 † 1914)                 | Armand Chevandier de Valdrome Agent consulaire (1865 † 1914)                 | Armand Chevandier de Valdrome Agent consulaire (1865 † 1914)                 | Armand Chevandier de Valdrome Agent consulaire (1865 † 1914)                 | Armand Chevandier de Valdrome Agent consulaire (1865 † 1914)                 | Armand Chevandier de Valdrome Agent consulaire (1865 † 1914)                 |                                                           |                                                           |                                                                  |                                                                  |                                                                  |                                                                  | Berthe Husson de Prailly (1835 † 1910) comtesse de Guichen       | Berthe Husson de Prailly (1835 † 1910) comtesse de Guichen       | Berthe Husson de Prailly (1835 † 1910) comtesse de Guichen | Berthe Husson de Prailly (1835 † 1910) comtesse de Guichen | Berthe Husson de Prailly (1835 † 1910) comtesse de Guichen                   | Berthe Husson de Prailly (1835 † 1910) comtesse de Guichen                   |                                                                              |                                                                              | Alphonse du Bouëxic comte de Guichen (1822 † 1894)                           | Alphonse du Bouëxic comte de Guichen (1822 † 1894)                           | Alphonse du Bouëxic comte de Guichen (1822 † 1894) | Alphonse du Bouëxic comte de Guichen (1822 † 1894) | Alphonse du Bouëxic comte de Guichen (1822 † 1894) | Alphonse du Bouëxic comte de Guichen (1822 † 1894) |                                             |                                             |  |  |                                           |                                           |                                           |                                           |                                           |                                           |  |  |  |  |  |  |  |  |  |  |
|                                                                            |                                                                            |                                                                            |                                                                            |                                                                            |                                                                            |                                                   |                                                   |                                                                              |                                                                              |                                                                              |                                                                              |                                                                              |                                                                              |                                                                 |                                                                 |                                                                              |                                                                              |                                                                              |                                                                              |                                                                              |                                                                              |                                                           |                                                           |                                                                  |                                                                  |                                                                  |                                                                  |                                                                  |                                                                  |                                                            |                                                            |                                                                              |                                                                              |                                                                              |                                                                              |                                                                              |                                                                              |                                                    |                                                    |                                                    |                                                    |                                             |                                             |  |  |                                           |                                           |                                           |                                           |                                           |                                           |  |  |  |  |  |  |  |  |  |  |
|                                                                            |                                                                            |                                                                            |                                                                            |                                                                            |                                                                            |                                                   |                                                   |                                                                              |                                                                              |                                                                              |                                                                              |                                                                              |                                                                              |                                                                 |                                                                 | Édith Damase belle-sœur de la romancière Colette                             | Édith Damase belle-sœur de la romancière Colette                             | Édith Damase belle-sœur de la romancière Colette                             | Édith Damase belle-sœur de la romancière Colette                             | Édith Damase belle-sœur de la romancière Colette                             | Édith Damase belle-sœur de la romancière Colette                             |                                                           |                                                           |                                                                  |                                                                  |                                                                  |                                                                  |                                                                  |                                                                  |                                                            |                                                            | Joseph du Bouëxic comte de Guichen (1862 † 1921) Maire de Cirey en 1911      | Joseph du Bouëxic comte de Guichen (1862 † 1921) Maire de Cirey en 1911      | Joseph du Bouëxic comte de Guichen (1862 † 1921) Maire de Cirey en 1911      | Joseph du Bouëxic comte de Guichen (1862 † 1921) Maire de Cirey en 1911      | Joseph du Bouëxic comte de Guichen (1862 † 1921) Maire de Cirey en 1911      | Joseph du Bouëxic comte de Guichen (1862 † 1921) Maire de Cirey en 1911      |                                                    |                                                    |                                                    |                                                    |                                             |                                             |  |  |                                           |                                           |                                           |                                           |                                           |                                           |  |  |  |  |  |  |  |  |  |  |

#### Le Père Lacordaire et Monseigneur Dupanloup
Elle fait également bâtir une chapelle qui jouxte la maison principale et est bénie pour la première fois par son directeur de conscience, « son premier et son seul vrai Père », le père dominicain Henri Lacordaire, qui, durant les toutes dernières années de sa vie, est un hôte régulier à Costebelle,.

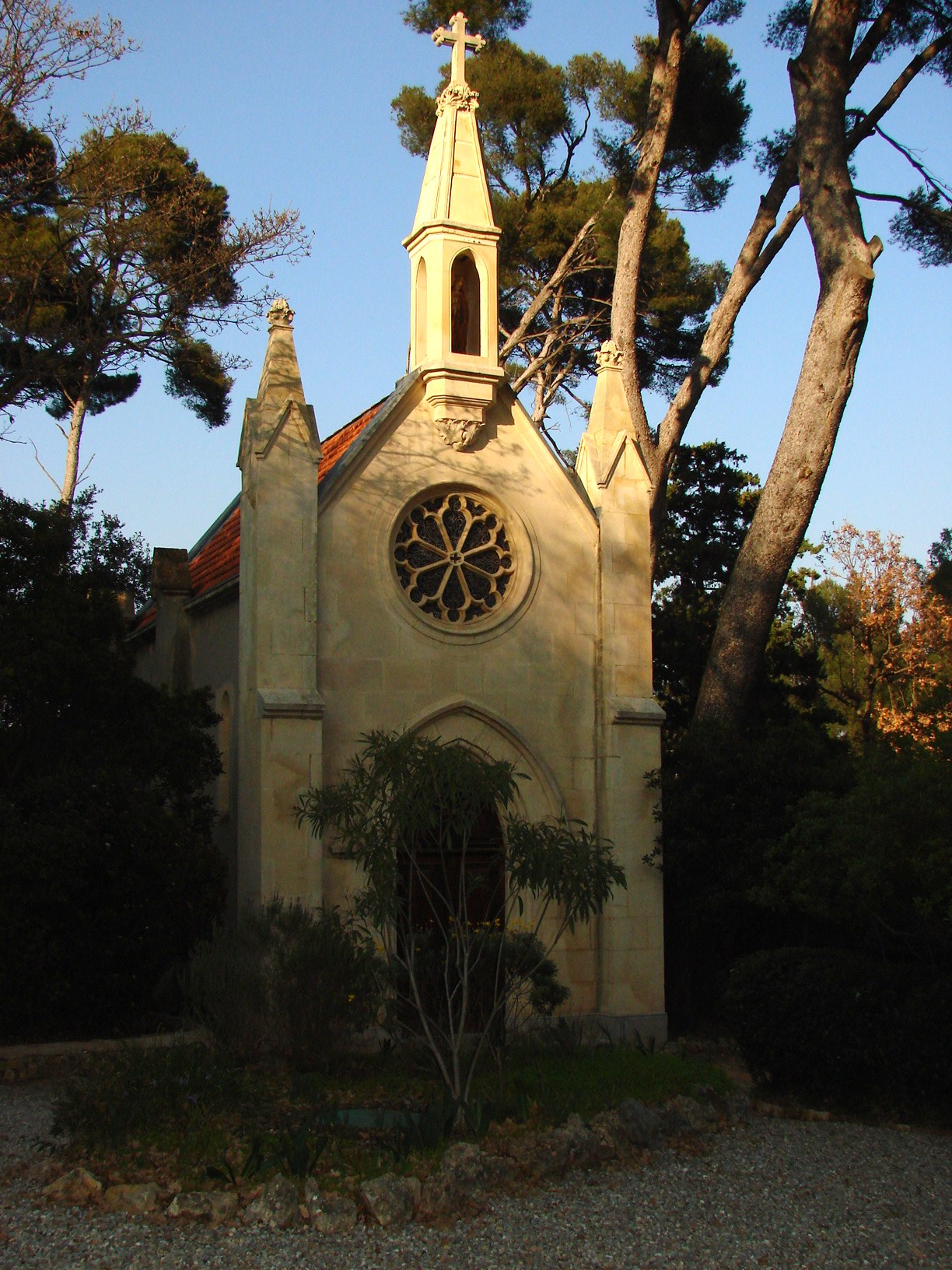
La chapelle du Plantier.

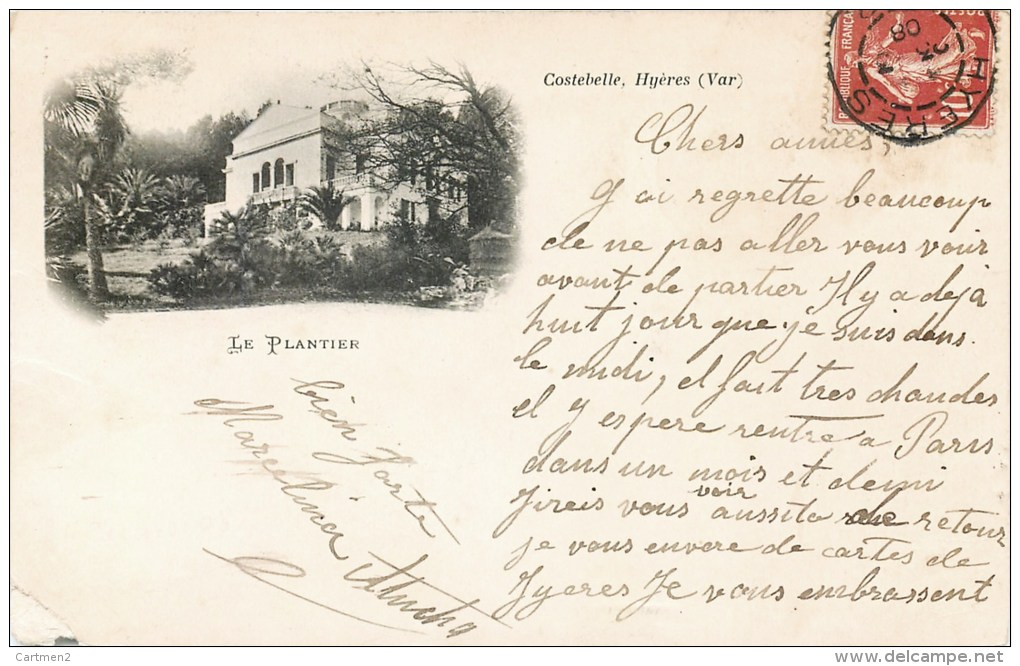
Le Plantier de Costebelle vers 1880 - 1910.

En effet, le père Lacordaire connaît Hortense de Prailly depuis 1835, puisqu’il vient prêcher à Nancy alors que la baronne n’a que 22 ans ; leur premier rencontre a lieu à la manufacture des glaces de Cirey chez Eugène Chevandier de Valdrome. Étrangement, cette chapelle est plus luxueuse que la maison. Mais la baronne de Prailly est très pieuse, sans doute encore plus que son frère, Eugène Chevandier de Valdrome, ministre de l’Intérieur du Cabinet Émile Ollivier, le gouvernement de réconciliation avec les catholiques. Sa foi sincère et fervente est remarquée par son entourage puisque Mme Swetchine, amie et conseillère russe du père Lacordaire, évoque à son propos un « état de possession ».
Aussi est-il possible de considérer que la baronne de Prailly fait partie de ce milieu préoccupé par le renouveau religieux, où se retrouvent bien des légitimistes. C’est ce que semblent indiquer certaines lettres de Mme Swetchine qui parle d’une certaine baronne « de P. » qui est « tout à fait hors ligne ». Elle reçoit aussi à la Villa des Palmiers le détracteur des Encyclopédistes, l’écrivain légitimiste Armand de Pontmartin (1811 † 1890), l'abbé Joseph Perdrau, curé de l'église Saint-Étienne-du-Mont et aussi sans doute Monseigneur Saivet. Ces précisions expliquent pourquoi Hortense Chevandier de Valdrome, baronne de Prailly, porte toute son attention à la chapelle.

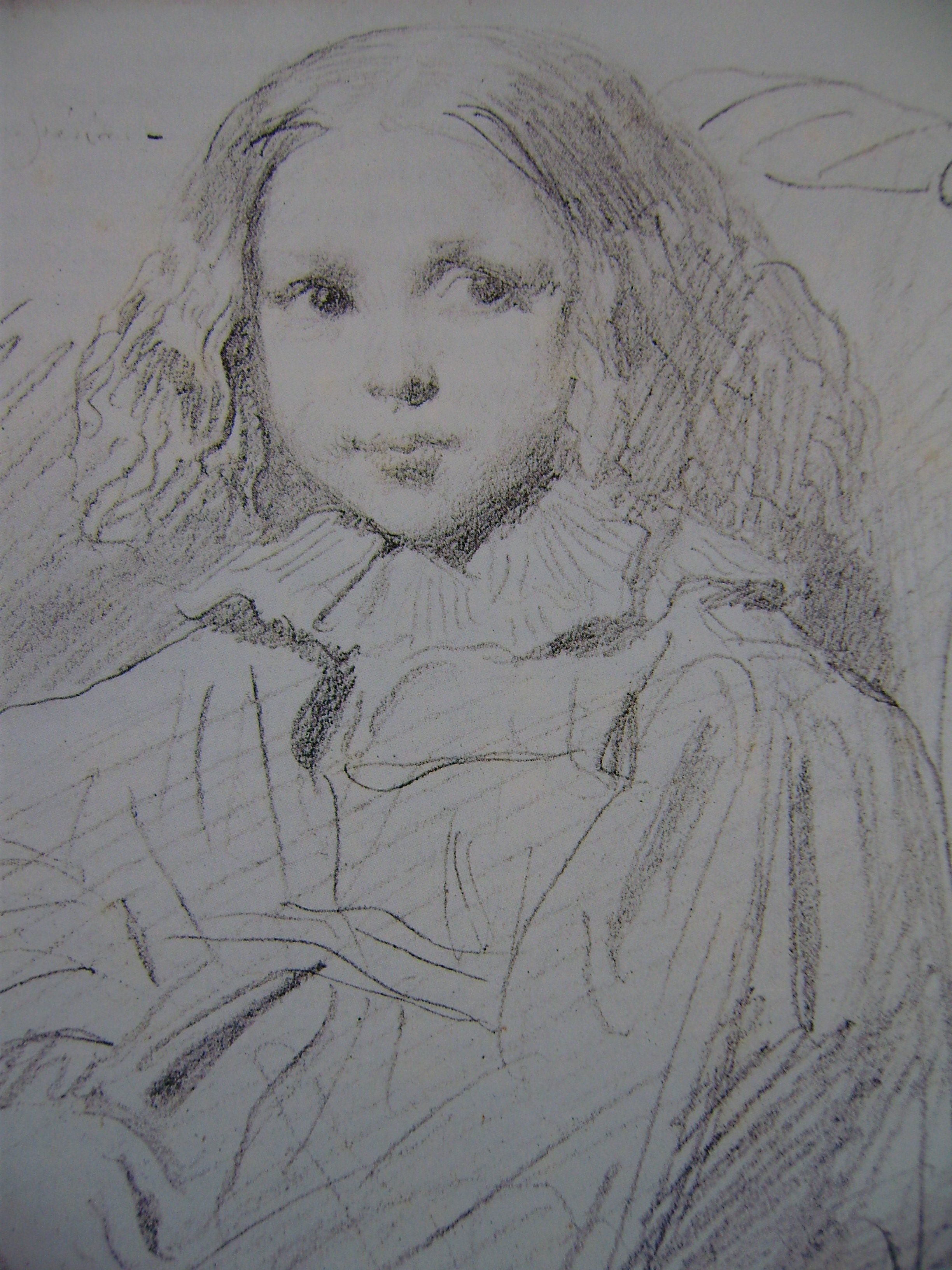
Berthe de Prailly par Théodore Chassériau (Collection J.Bonna).

Autre invité prestigieux ayant ses habitudes chez Hortense de Prailly, l’évêque d’Orléans, Mgr Félix Dupanloup qui y fait de fréquentes haltes en 1877 – 1878. Le célèbre orateur catholique partage ses séjours hyérois entre la villa Jenny, propriété du comte de Rocheplatte, d’une noble famille orléanaise, fidèle diocésain et la villa des Palmiers où il célèbre la messe à la chapelle. Hortense de Prailly fait aménager pour l’évêque les stations horizontales dans le sentier qui parcourt les flancs de sa propriété. Monseigneur Dupanloup rencontre à la Villa des Palmiers Armand de Pontmartin, auteur des Causeries littéraires, que son hôtesse a aussi invité en mars 1878. Comme avec le père Lacordaire, la baronne de Prailly engage avec Mgr Dupanloup une importante correspondance épistolaire.
Adolphe Chevandier de Valdrome, oncle paternel de Hortense de Prailly et officier sous le Premier Empire, réside également à la Villa des Palmiers pendant de nombreuses années. Cet ancien aide de camp du général Détrès dans l’armée de Murat s’est distingué durant la campagne de Russie et à Dantzig, il a retrouvé la baronne de Prailly à Rome en 1840. Hortense de Prailly commence par lui la série des retours à la foi dont elle est l'instrument dans sa parenté. La Villa des Palmiers accueille aussi les frères de la baronne de Prailly : le lorrain Eugène Chevandier de Valdrome, industriel et ministre à poigne dans le cabinet d'Émile Ollivier en 1870 ainsi que l'artiste-peintre Paul Chevandier de Valdrome et son fils Paul Armand, futur agent consulaire. Le rosiériste Jean Liabaud dédie à la baronne une rose hybride remontant qu'il baptise en 1871 'Baronne de Prailly'.

### Berthe Husson de Prailly, comtesse de Guichen

#### Origines familiales

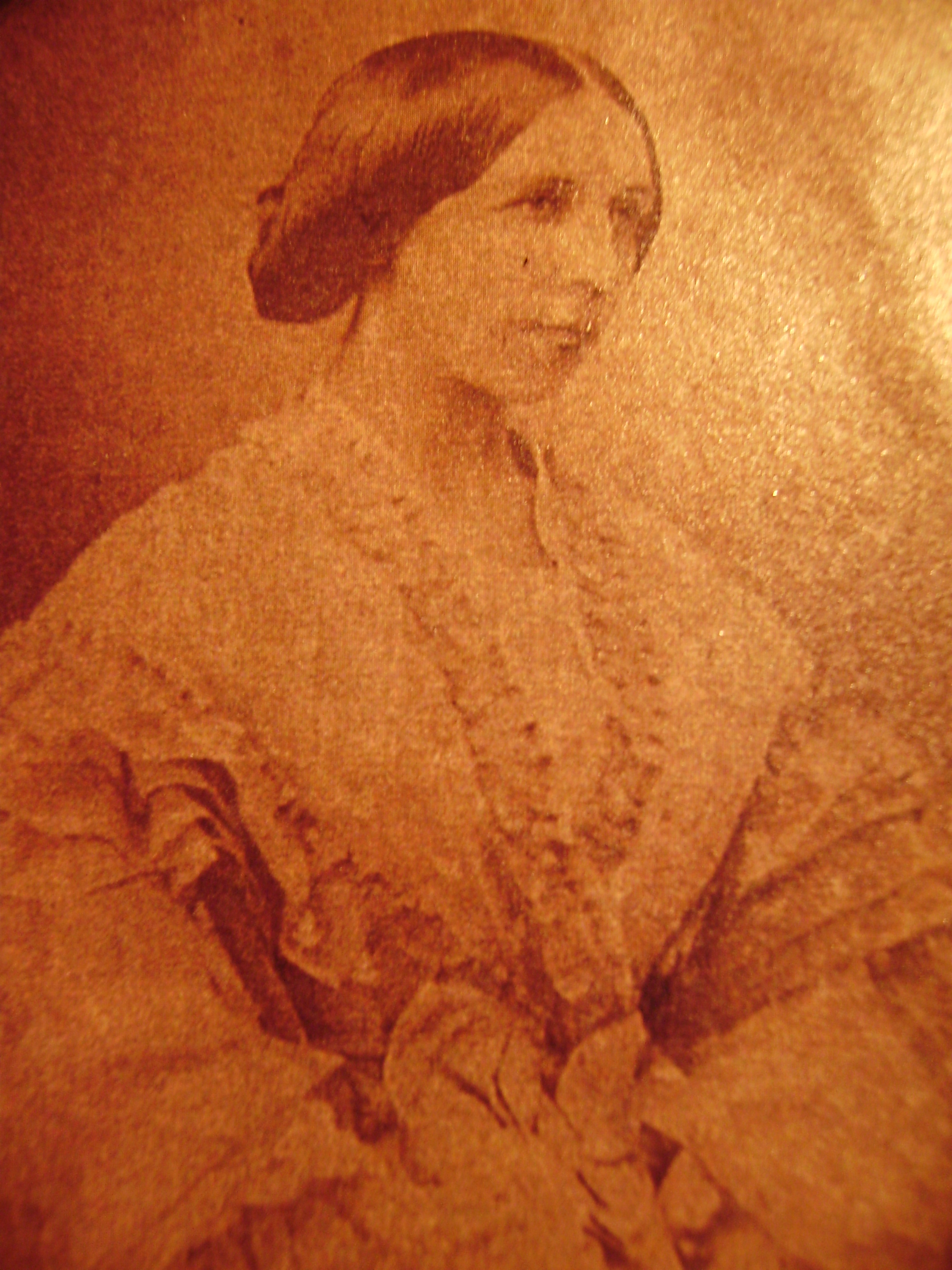
Berthe de Guichen.

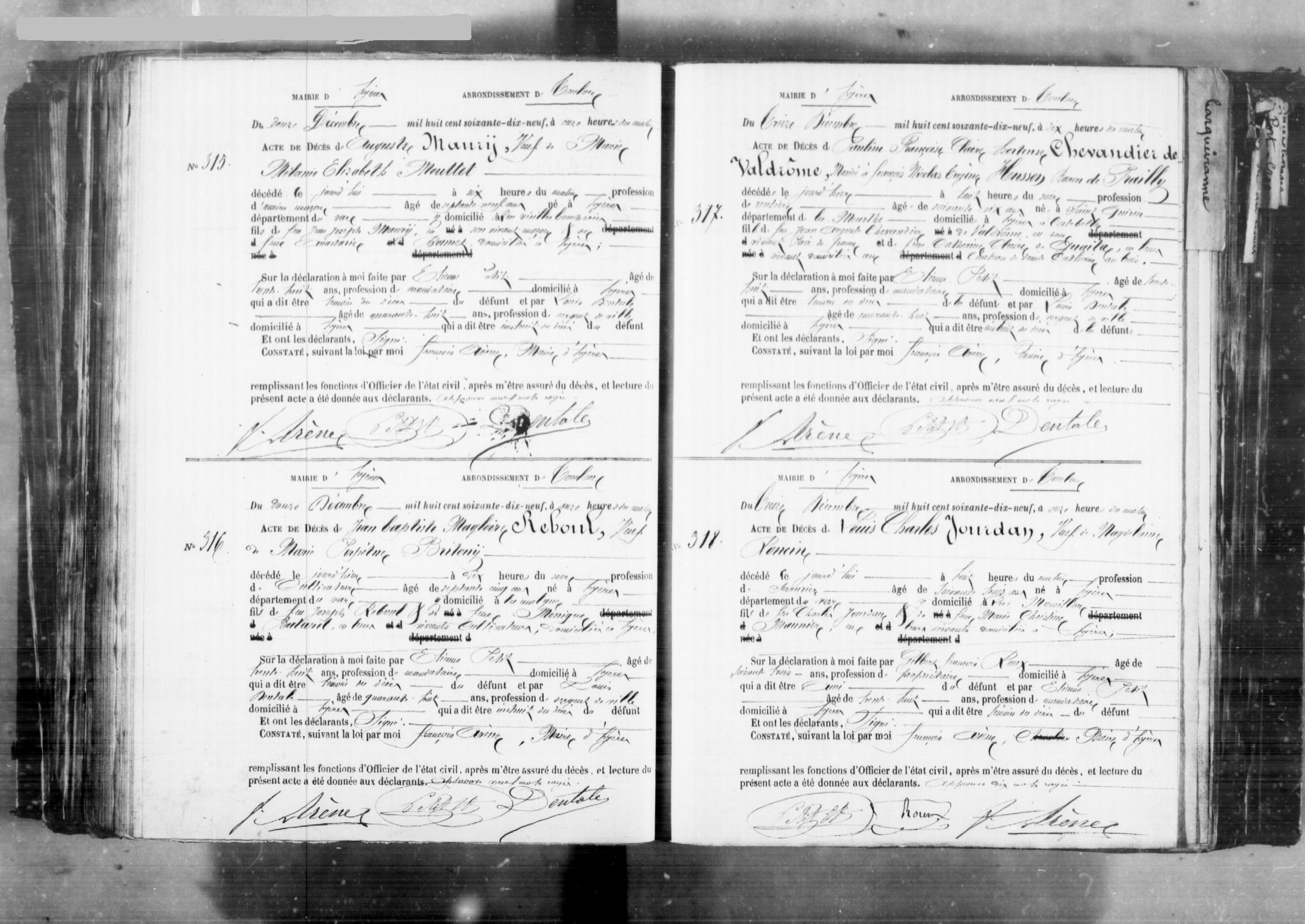
Acte de décès de la baronne de Prailly, 1879.

La fille de madame de Prailly, Berthe (1835 † 1910), s’est mariée le 29 septembre 1867 avec Alphonse Luc Maxime du Bouëxic, comte de Guichen (1822 † 1894). Chef d’escadron de Chasseurs d'Afrique, le comte de Guichen a fait partie de la promotion « du Tremblement » à Saint-Cyr. Il est le descendant par une branche collatérale du célèbre Luc Urbain du Bouëxic de Guichen (1712 † 1790), engagé dans la Guerre d'indépendance des États-Unis et grâce à qui certains membres actuels de la famille font partie de la très fermée et très sélective société des Cincinnati. À la mort de la baronne de Prailly, à Hyères, le 12 décembre 1879, la comtesse de Guichen hérite du domaine et la Villa des Palmiers devient sa résidence.
Les seules représentations de Berthe de Guichen, enfant, qui nous soient parvenues sont trois dessins exécutés par Théodore Chassériau, à Rome, vers 1840 – 1841. Il s’agit pour deux d'entre eux de portraits d’une enfant, vue à mi-corps, le visage de face, le buste de trois quarts–gauche et de trois quarts-droite. L'un de ces deux dessins (mine de plomb et estompe), documenté et souvent publié, est demeuré dans la famille du modèle jusqu’en 1991. Il est présent dans le commerce de l’Art parisien en 1999. Il est aujourd’hui conservé dans la collection privée de dessins réunie par le banquier calviniste genevois Jean A. Bonna qui, outre ses activités financières au sein de la banque Lombard Odier, préside la Fondation Martin Bodmer, une des plus belles bibliothèques privées du monde ayant son siège à Cologny. Le troisième dessin, représentant Hortense Pauline de Prailly tenant sa fille Berthe sur ses genoux, a été identifié par Louis-Antoine Prat dans une collection privée en 1996.

#### La Reine Victoria à la Villa des Palmiers

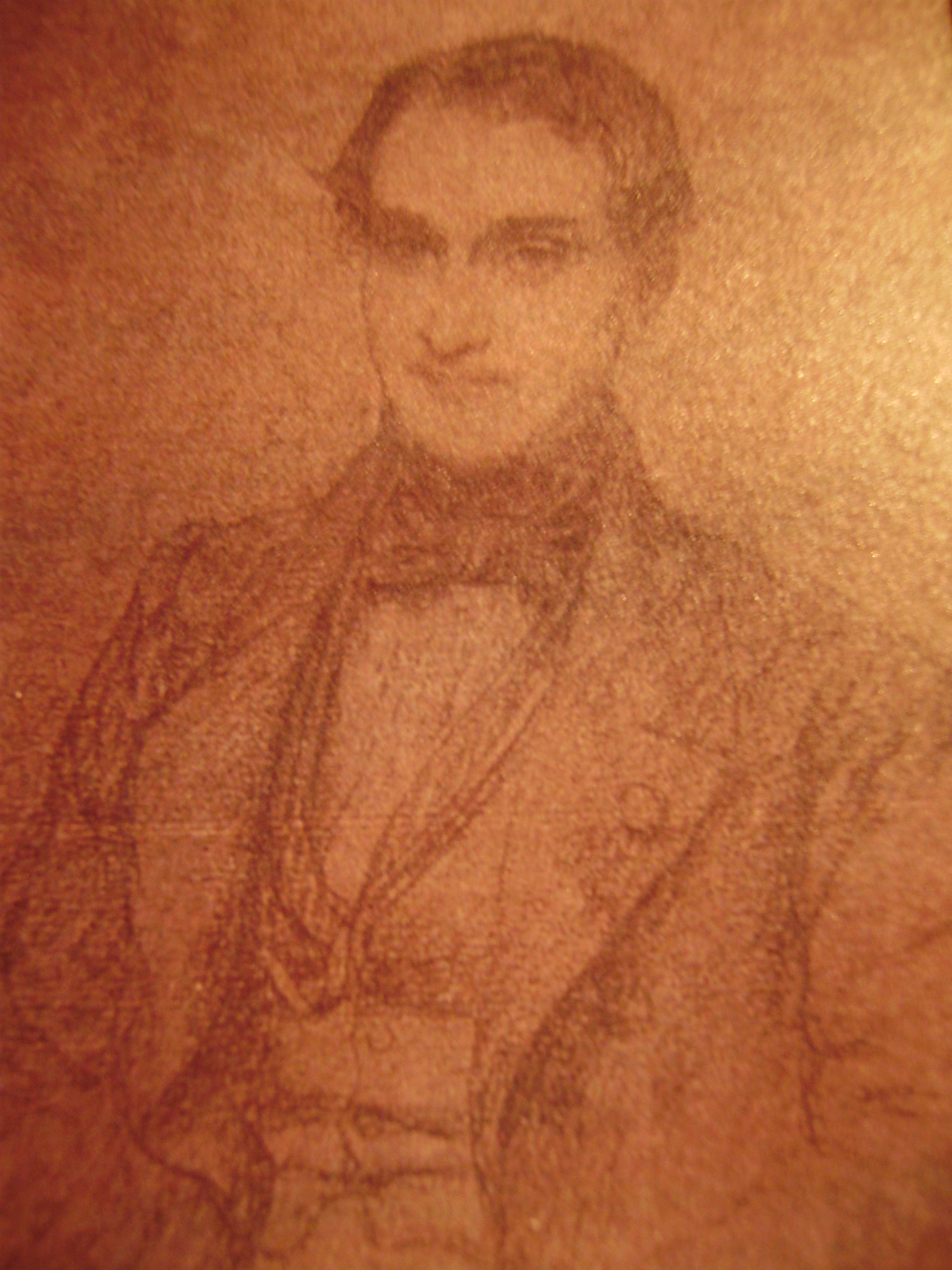
Alphonse de Guichen.

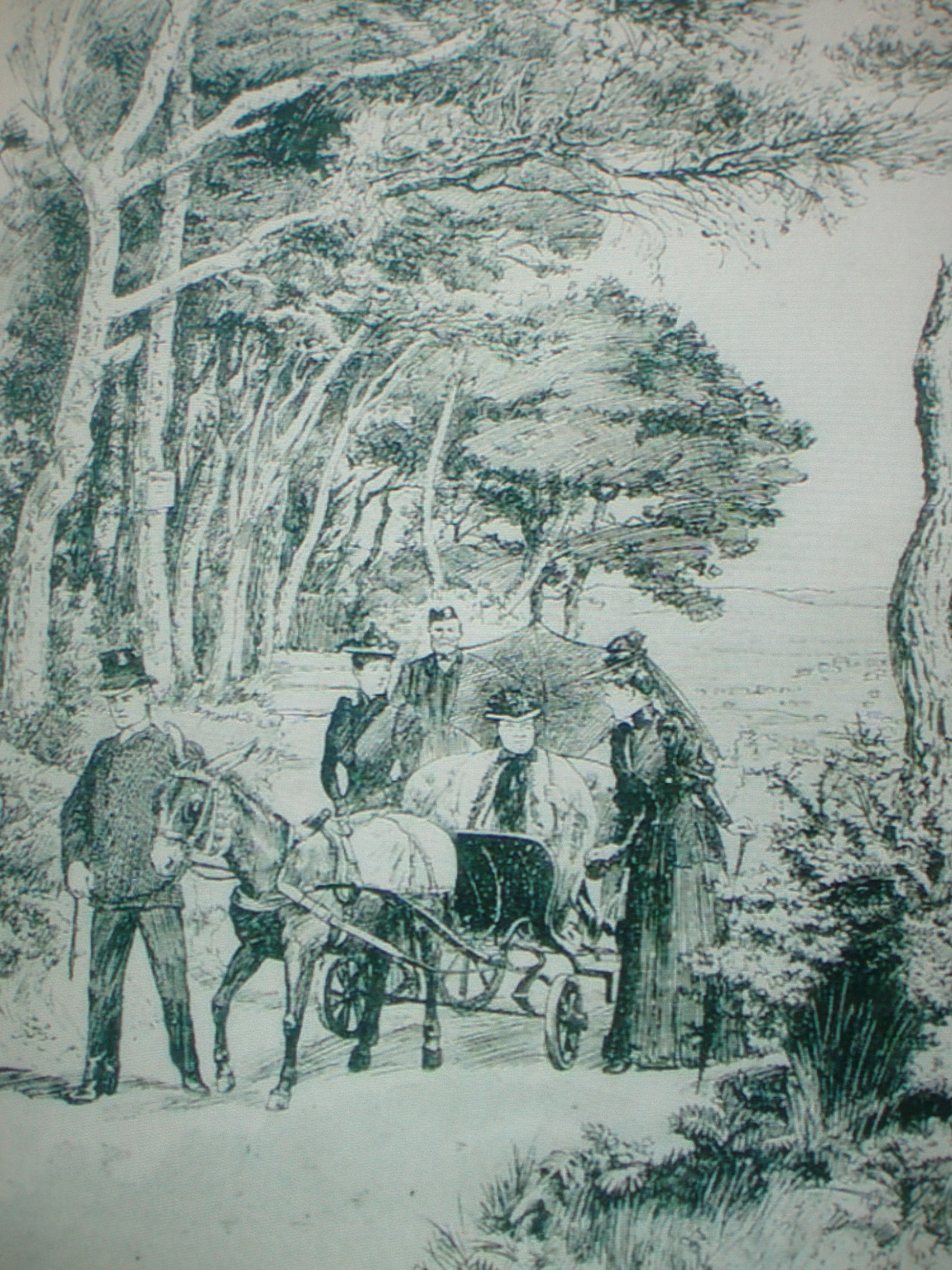
La Reine Victoria au Plantier de Costebelle (Villa des Palmiers).

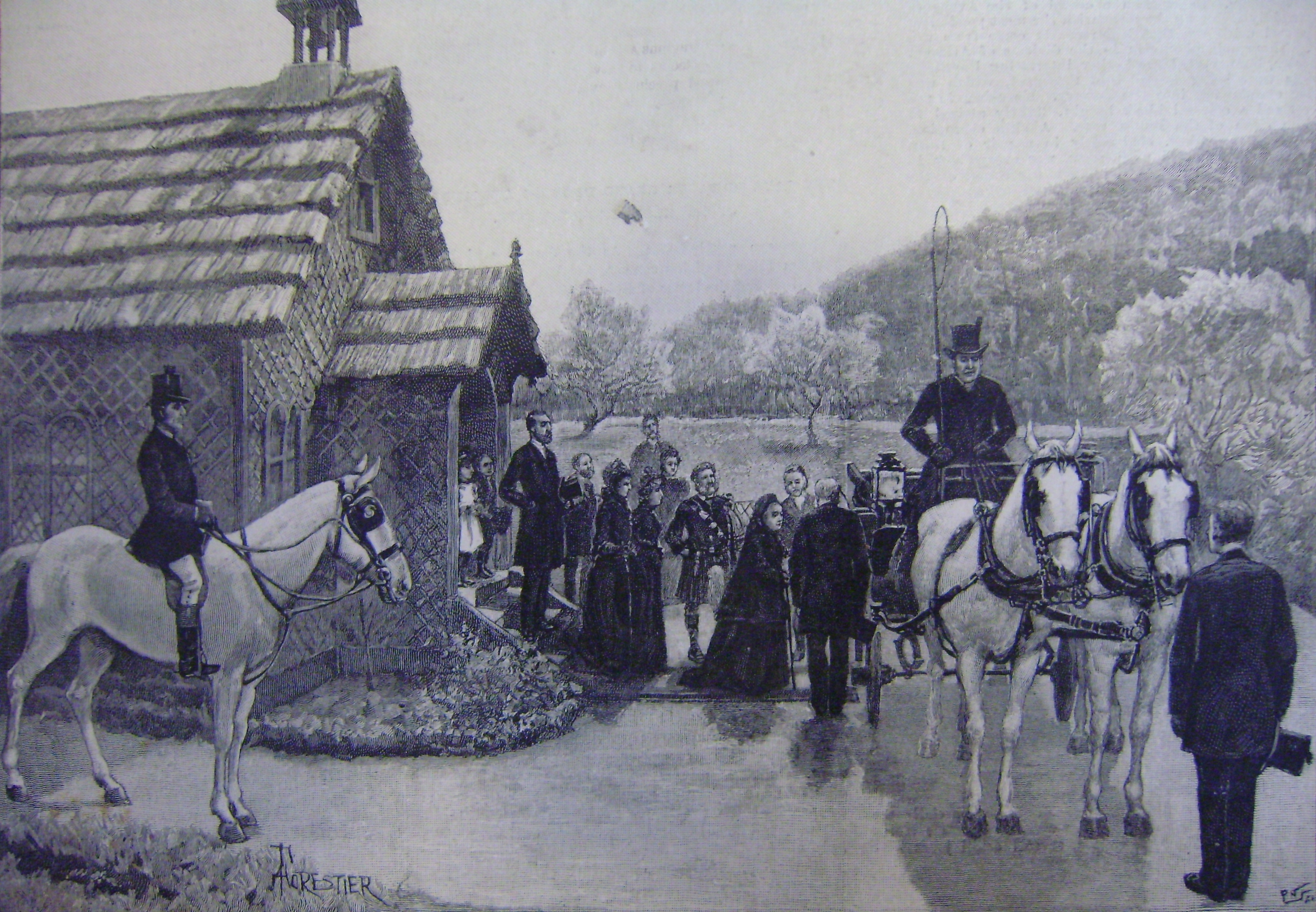
La reine Victoria arrivant à la chapelle anglicane de Costebelle (All Saints Church) après s'être rendue à la Villa des Palmiers. Dans le fond, la pinède du Plantier.

Le 23 mars 1892 le comte et la comtesse de Guichen reçoivent la reine Victoria qui choisit Hyères comme lieu de villégiature sur la Côte d’Azur. La souveraine réside à Costebelle, peut-être à la Villa des Palmiers, avant d’occuper de façon certaine l’hôtel de Costebelle et l’hôtel de l’Ermitage. La souveraine arrive chez ses hôtes accompagnée de la princesse Béatrice et du chapelain de l’église anglicane de Costebelle « All Saints Church », le révérend Archibald Knollys. Victoria offre, pour remercier les propriétaires de la Villa des Palmiers, une variété particulière de tulipes, importées des Indes, qui fleurissent toujours dans le parc. La presse anglo-saxonne de l’époque suit pas à pas le séjour de sa reine sur la Côte d’Azur et relate ses moindres faits et gestes. Ainsi précise-t-on que Victoria s’est rendue plusieurs fois chez les Guichen et qu’un chemin spécial a été aménagé dans la Villa des Palmiers pour accueillir la reine et son attelage puisqu’elle se déplace souvent en compagnie de Jacquot, le célèbre petit âne gris qui la promène dans sa voiturette sur les sentiers odorants des pinèdes de Costebelle :

« (...) The Villa des Palmiers of the Count de Guichen has also been visited twice since I last wrote. A special path has also been made to this residence for the use of the Queen and her small donkey-carriage (...) »

— The Daily Graphic, « life », mardi 12 avril 1892.
Pendant ses déplacements dans le petit cabriolet attelé à Jacquot, Lady Balmoral (pseudonyme de la souveraine lors de ses déplacements privés), se rend dans les propriétés voisines qui lui ouvrent leurs portes, toujours escortée de son célèbre valet de pied, un highlander écossais en kilt qui apparaît (ci-contre à droite) en fonds de gravure (barbe et calot) ainsi que d’une dizaine de lanciers du Bengale, véritable garde rapprochée, coiffés de leurs turbans. Les villas mises à la disposition de la Cour d’Angleterre, du prince Henri de Battenberg, du duc et de la duchesse de Rutland ou du duc et de la duchesse de Connaught sont nombreuses à Costebelle : la Villa des Palmiers en premier lieu, mais aussi la Villa Costebelle (comte de Léautaud), la Villa Sylvabelle (duc Decazes), la Villa Montclair (duchesse de Grafton), la Villa Sainte-Cécile (Ambroise Thomas), la Villa des Oiseaux (appartenant au flûtiste Paul Taffanel), le château de Saint-Pierre-des-Horts (le botaniste Germain de Saint-Pierre), la Villa La Boccage (Lady Charlotte Smith-Barry), le château de San Salvadour (Edmond Magnier), la Villa Almanarre (M. and the Hon. Mrs Clowes), la Villa Luquette (Major Ellis), ou chez M. Arène à la Font des Horts.

« (...) The most interesting feature of the Queen's life at Costebelle will doubtless be her daily drives in the pine woods around the hotel. All the proprietors of villas in the neighbourhood have placed their grounds at her disposal and some of them have gone to the expense of repairing their pathways and making them smooth for the passage of the small donkey-carriage. The fact that these walks are only intersected by one main road make the guarding of them easy and the greatest privacy is secured. Yesterday, the Royal party visited the Villa des Palmiers, belonging to the count de Guichen and went to see the English church (...) »

— Pall Mall Gazette, « The Queen's drives in the Pine Woods », 24 mars 1892.

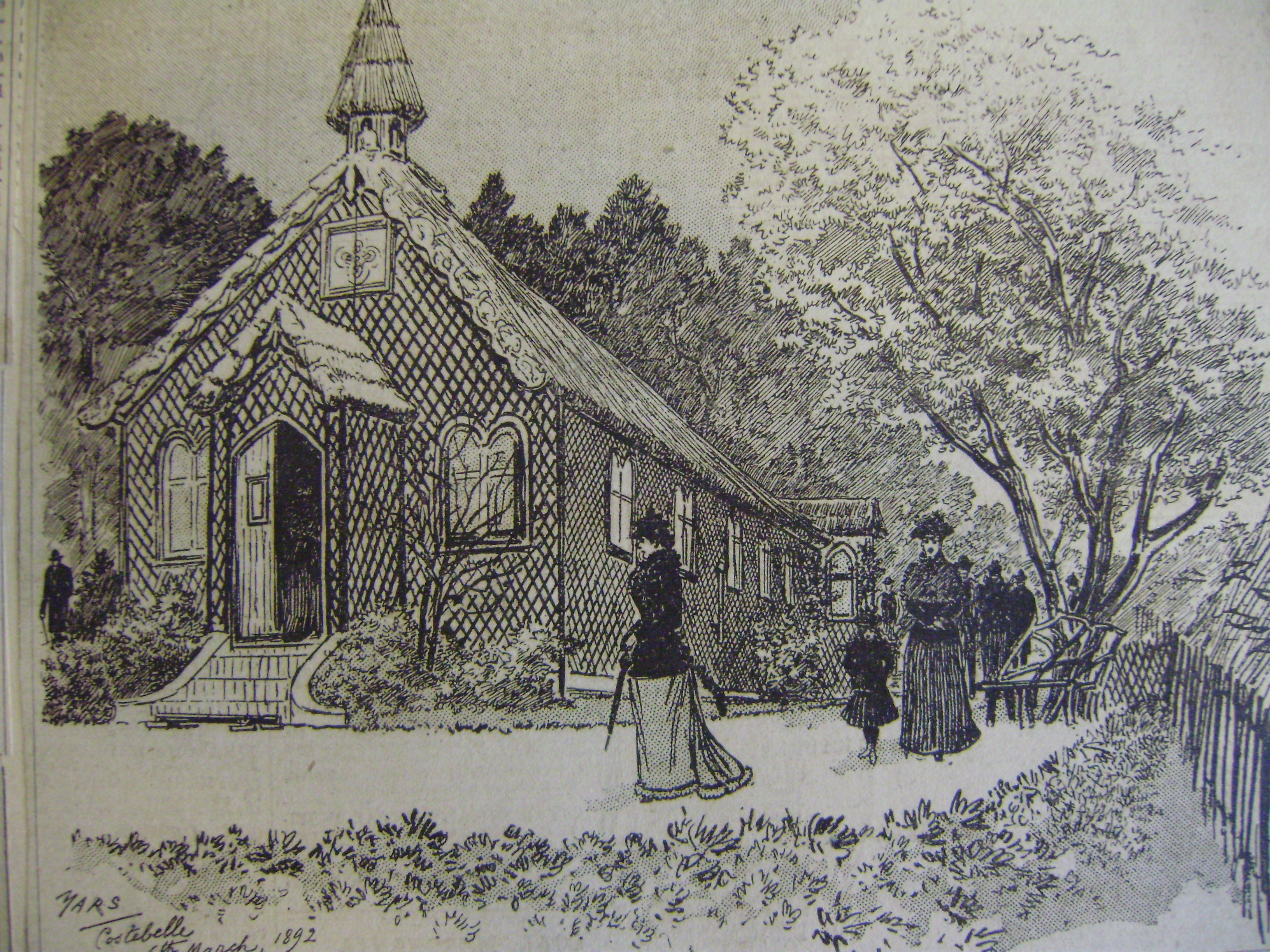
La comtesse de Guichen arrivant à la chapelle anglicane de Costebelle pour accueillir la reine Victoria.

En avril 1892, alors qu’elle achève son séjour hyérois, la reine Victoria fait transmettre ses remerciements au comte de Guichen par le général Sir Henry Ponsonby, secrétaire particulier de Sa Majesté. Les Guichen ont en effet adressé, comme tous les propriétaires de villas du district de Costebelle, un bouquet de fleurs à la princesse Béatrice pour son anniversaire, le 14 avril 1892.
En 1896, la comtesse de Guichen, veuve depuis deux ans, se sépare de la Villa des Palmiers et se retire dans son château de Cirey-sur-Vezouze où elle meurt le 30 octobre 1910.

### Paul Bourget

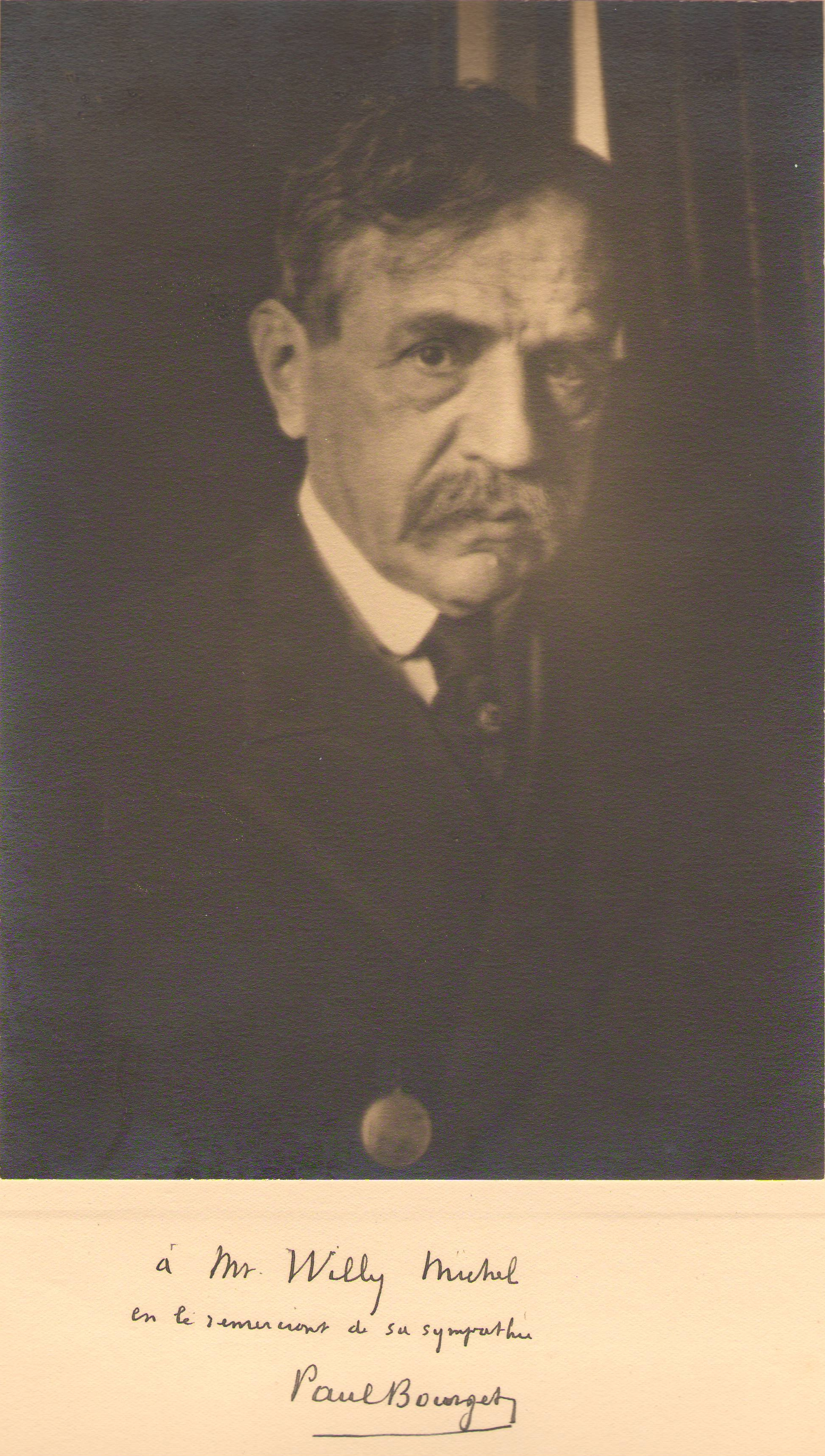
L’écrivain Paul Bourget, propriétaire du Plantier entre 1896 et 1935.

Le maître du roman psychologique achète la Villa des Palmiers à Berthe de Guichen en 1896, et jusqu’à sa mort en 1935 y reçoit de nombreuses personnalités. C’est lui qui donne à la propriété son nom actuel : « Le Plantier de Costebelle ».
À l’époque, la saison d’Hyères est l’hiver. Devenu un hivernant fidèle, le romancier reçoit au Plantier des personnalités célèbres (littéraires, politiques, médicales, militaires) telles : Maurice Barrès, Edmond Jaloux, le professeur Grasset, Pierre Benoit, le marquis Paul de Richard d'Ivry, compositeur, Jean-Louis Vaudoyer, Henry Bordeaux, Charles Maurras, Francis Carco qui relate dans Bohème d'artiste le cambriolage que subit son hôte au plantier, Matilde Serao, André Beaunier, Gabriel Hanotaux, alors ministre des Affaires étrangères, le professeur Charles Richet, Émile Ripert, William James, en 1900, José-Maria de Heredia, André Gide, le maréchal Joffre, le général Nivelle, Henry James, Gérard Bauër, Gaston Jollivet ou même Lady Randolph Churchill et le cardinal Anatole de Cabrières. En 1898, Luigi Gualdo (it), poète et ami milanais, lègue à Paul Bourget certains meubles que l’auteur du Disciple conserve au Plantier de Costebelle. Mais l’hôte la plus assidue chez les Bourget est Edith Wharton (propriétaire de la villa Sainte-Claire-du-Château depuis 1927) rencontrée à Newport en 1893 alors que l’écrivain avait reçu de James Gordon Bennett junior la commande d’une série d’articles sur les États-Unis. Paul Bourget ne désespère pas non plus de recevoir à Costebelle son ami Jules Claretie. Lorsque le romancier offre à ce dernier ses Œuvres complètes, il y joint un envoi autographe avec un dessin original à la plume avec la légende suivante : « Caricature de ma maison de Costebelle, Le Plantier, pour prier mon ami Claretie d'y venir voir son dévoué. Paul Bourget. »
Charles Maurras décrit l'univers de la propriété hyéroise dans lequel Bourget se retire du monde pour se livrer à de profondes réflexions :

« (...) Encore n’est-ce pas Hyères que Bourget a choisie, c’est Costebelle. Costebelle est un admirable pli d’une montagne couverte de pins, qui interdit aux hôtels et aux casinos la vue des îles et de la mer. On a laissé à Costebelle presque toute la sauvagerie primitive. Son enceinte de vieux bois résineux n’a souﬀert d’aucune impiété. Quelques jardins y sont enclavés avec discrétion et prudence. La maison de M. Bourget s’appuie à cette molle pente que la nature a chargée de bois. Elle est entourée de parterres faits de main d’homme. Là, vingt essences, étrangères ou indigènes fraternisent. J’ai remarqué qu’elles se mélangent sans se heurter et cependant sans se confondre. Quelqu’un a senti qu’il ne fallait rien outrer, et ménager les transitions. Aloès et palmiers accueillent les yuccas et raccordent l’étrangeté de ces Africains avec les arbustes naturels au pays. De grands cèdres tournoient paresseusement vers le ciel. Enﬁn, au milieu des aubépines presque géantes, de vastes champs de roses font une nappe de parfum. Parmi ces roses de toutes sortes et de toutes nuances, le soufre et le feu jusqu’au blanc pur et au rouge vif, M. Bourget me montre, dans un calice qui s’effeuille, de grandes cétoisnes bronzées, mortes de plaisir dans la nuit : « Voilà, dis-je, des roses, prises du jardin d’Épicure » (...) et voilà Paul Bourget qui me conduit au détour d’une allée devant un petit monument novo-gothique en pierre du pays : c’est la chapelle du jardin. La messe y est dite chaque dimanche et, tous les jours de la semaine, l’auteur du Disciple mesure le degré de ses analyses à l’ombre austère de cette croix. (...) »

— M.Paul Bourget dans son jardin, Charles Maurras, « La Chronique des livres », tome I, juin - décembre 1900, pages 35 - 38.

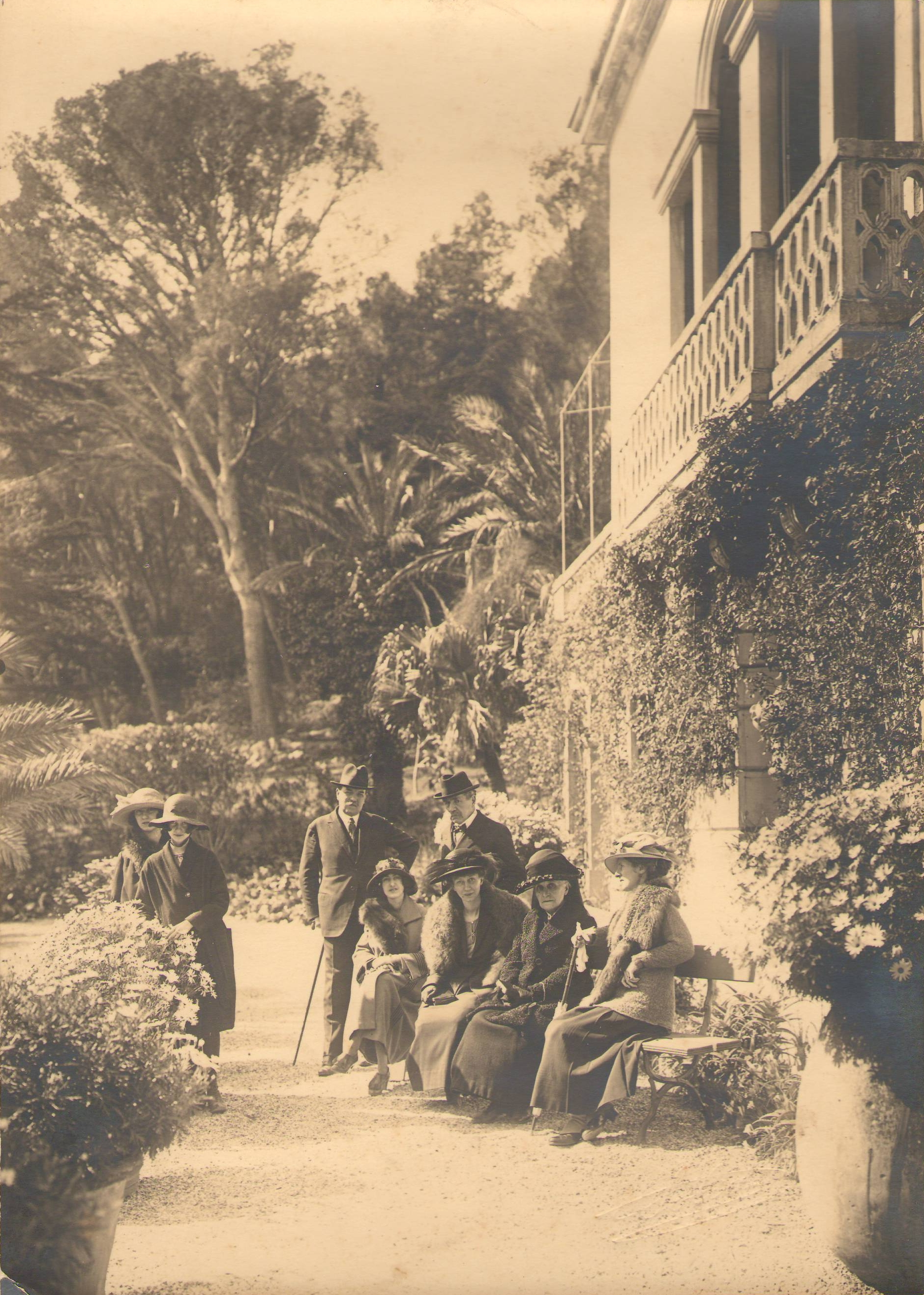
Paul Bourget (à droite) et Henry Bordeaux (avec une canne) au Plantier de Costebelle. Minnie Bourget est assise au premier plan.

Très proche de la haute société parisienne de la Troisième République que l’auteur du Disciple fréquente dans les salons littéraires, l’académicien poursuit ces relations mondaines en hiver à Costebelle en rendant souvent visite aux voisins immédiats du Plantier, le comte et la comtesse de Léautaud Donine qui possèdent la Villa Léautaud, ou les Arène qui habitent le domaine de la Font des Horts (« source des jardins »). Géographiquement, les cinq hectares du Plantier sont d’ailleurs enclavés dans ces deux vastes propriétés, sur le plateau de Costebelle.
Durant l’hiver 1925, Minnie Bourget se casse le col du fémur en descendant de voiture sur l’esplanade du Plantier. Les Bourget y sont immobilisés pendant une grande partie de l’année 1926. Bourget y écrit Le Danseur Mondain. À cette chute succède une dégénérescence mentale (Minnie, depuis toujours, était d’une santé fragile ; elle avait vécu sa situation d’épouse dans l’ombre adorée de l’illustre maître, ajoutant à sa fragilité nerveuse et aux fatigues psychosomatiques, une culpabilisation constante, un complexe d’infériorité dans un univers sans enfant).

Minnie David jeune ; Paul Bourget au Plantier de Costebelle dans les années 1920
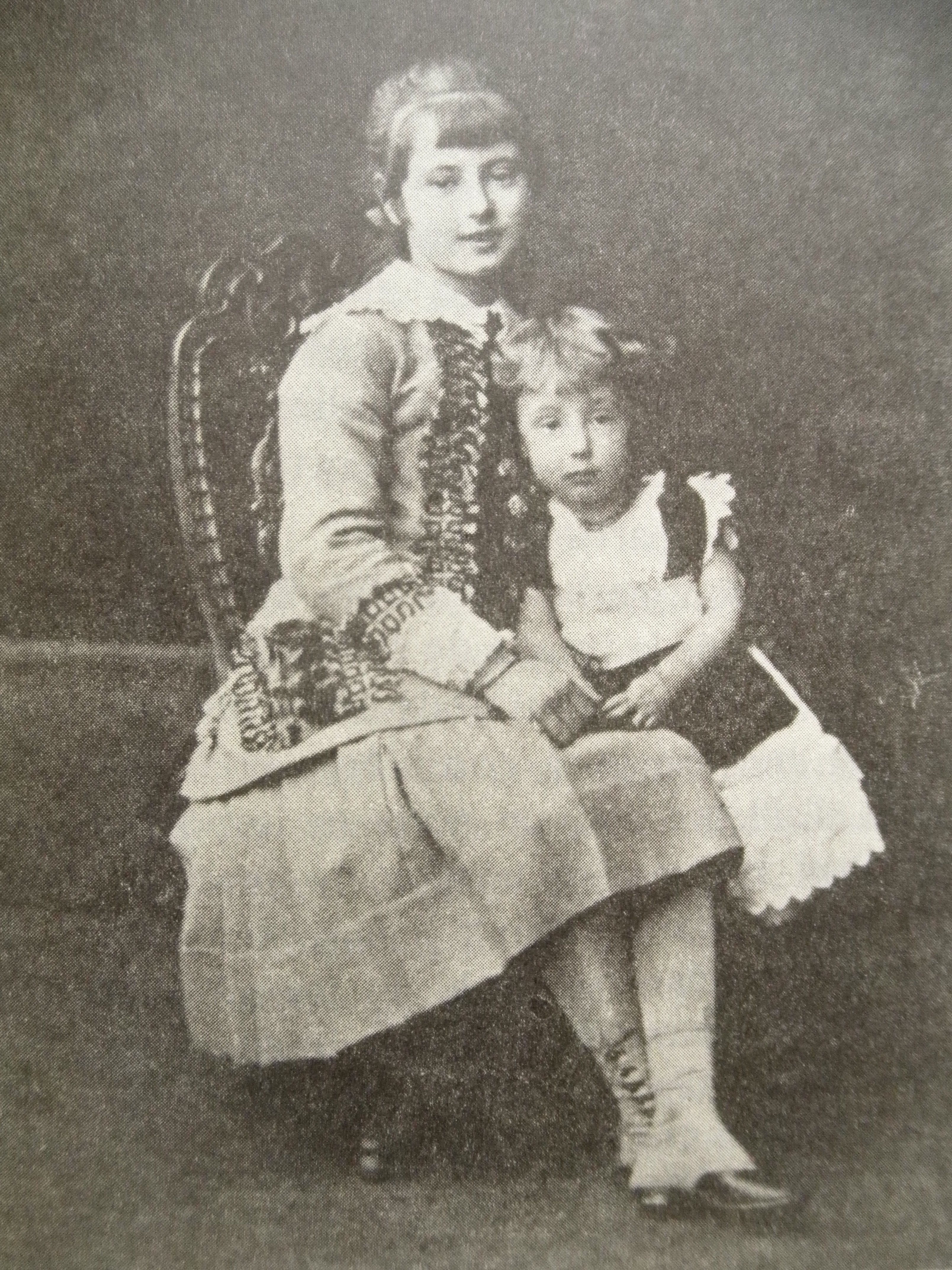
Minnie et sa sœur Betti David.
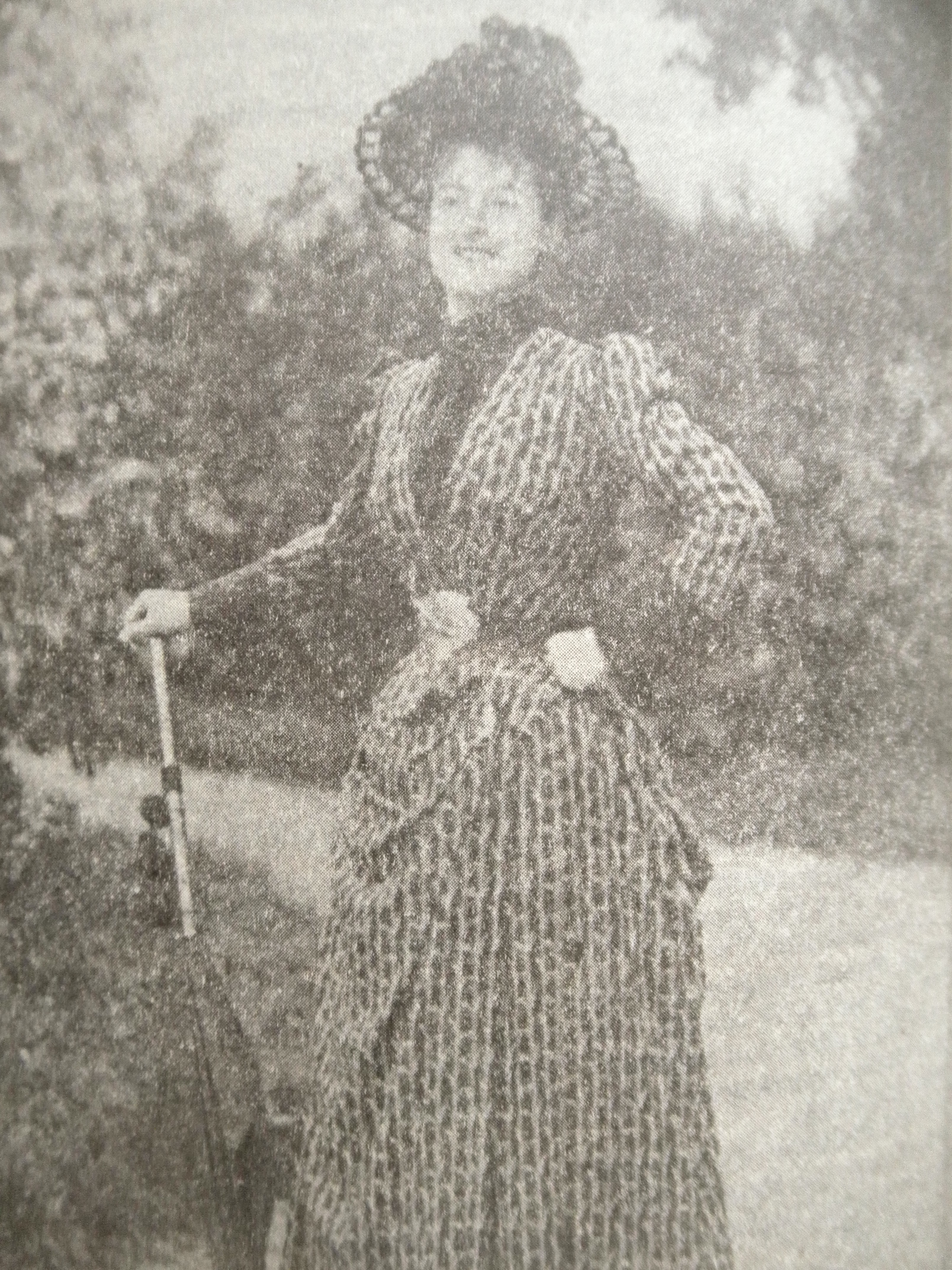
Minnie Bourget en 1890.
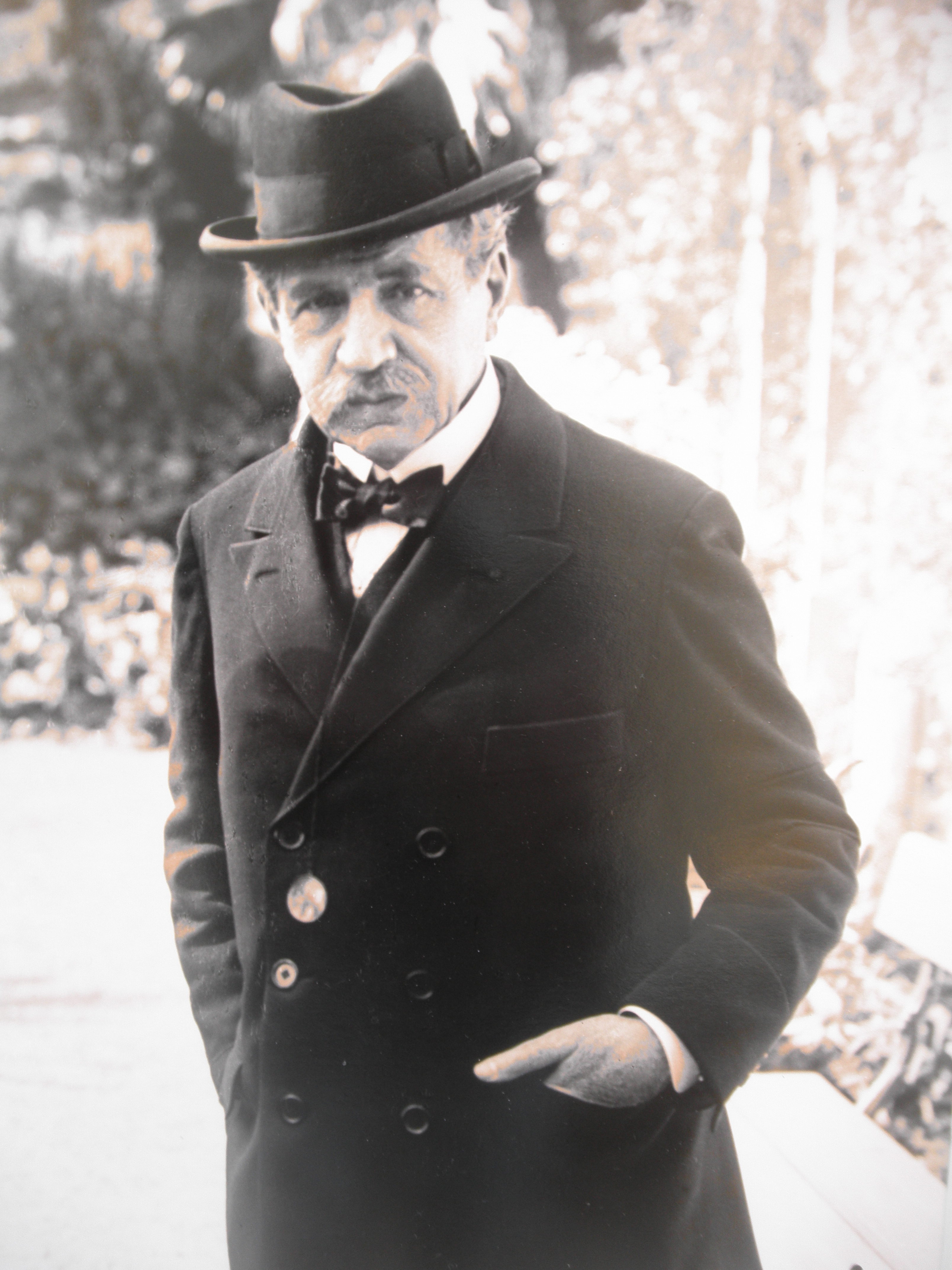
Paul Bourget au Plantier vers 1920.
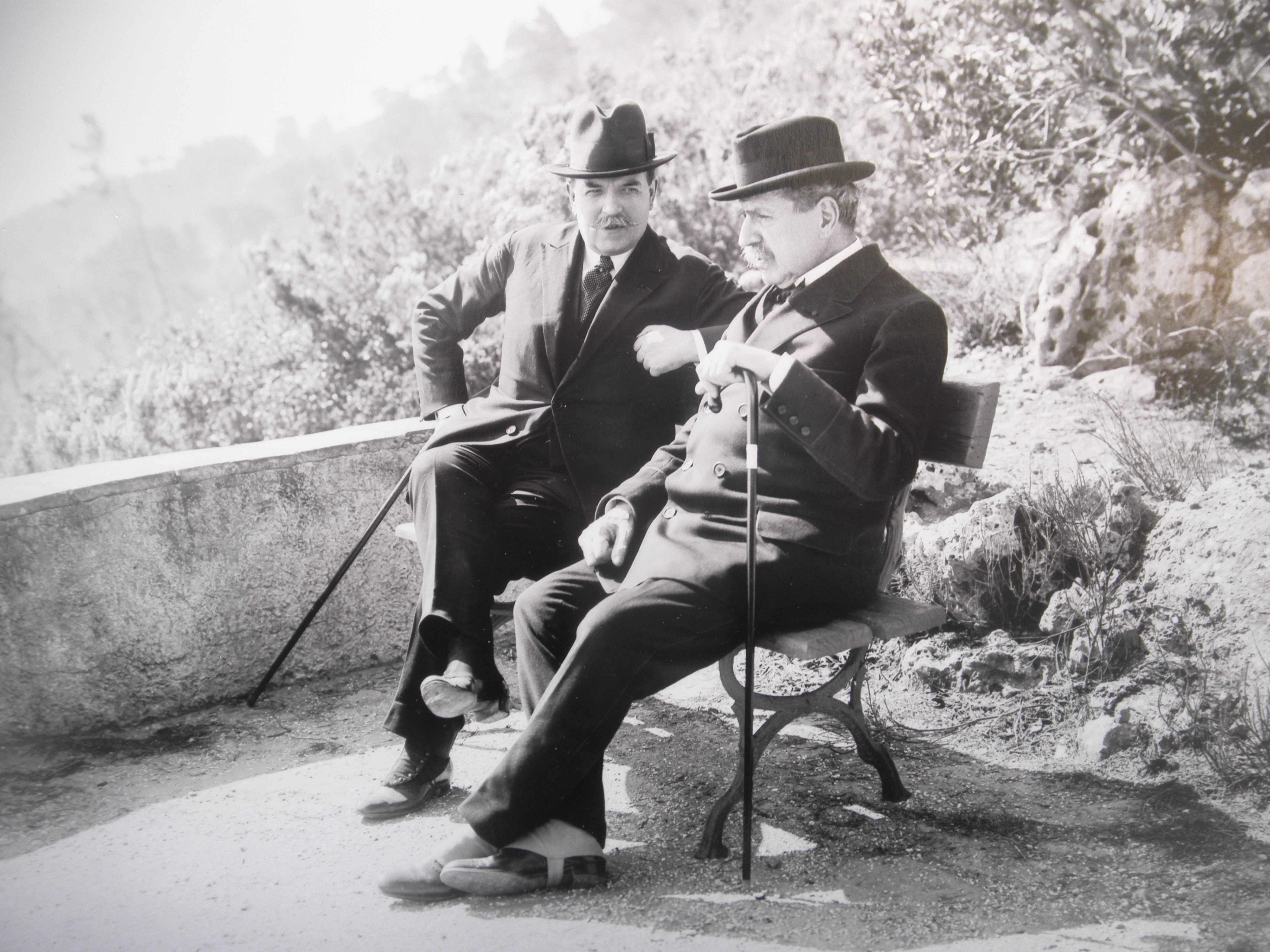
P. Bourget et H. Bordeaux au Plantier.
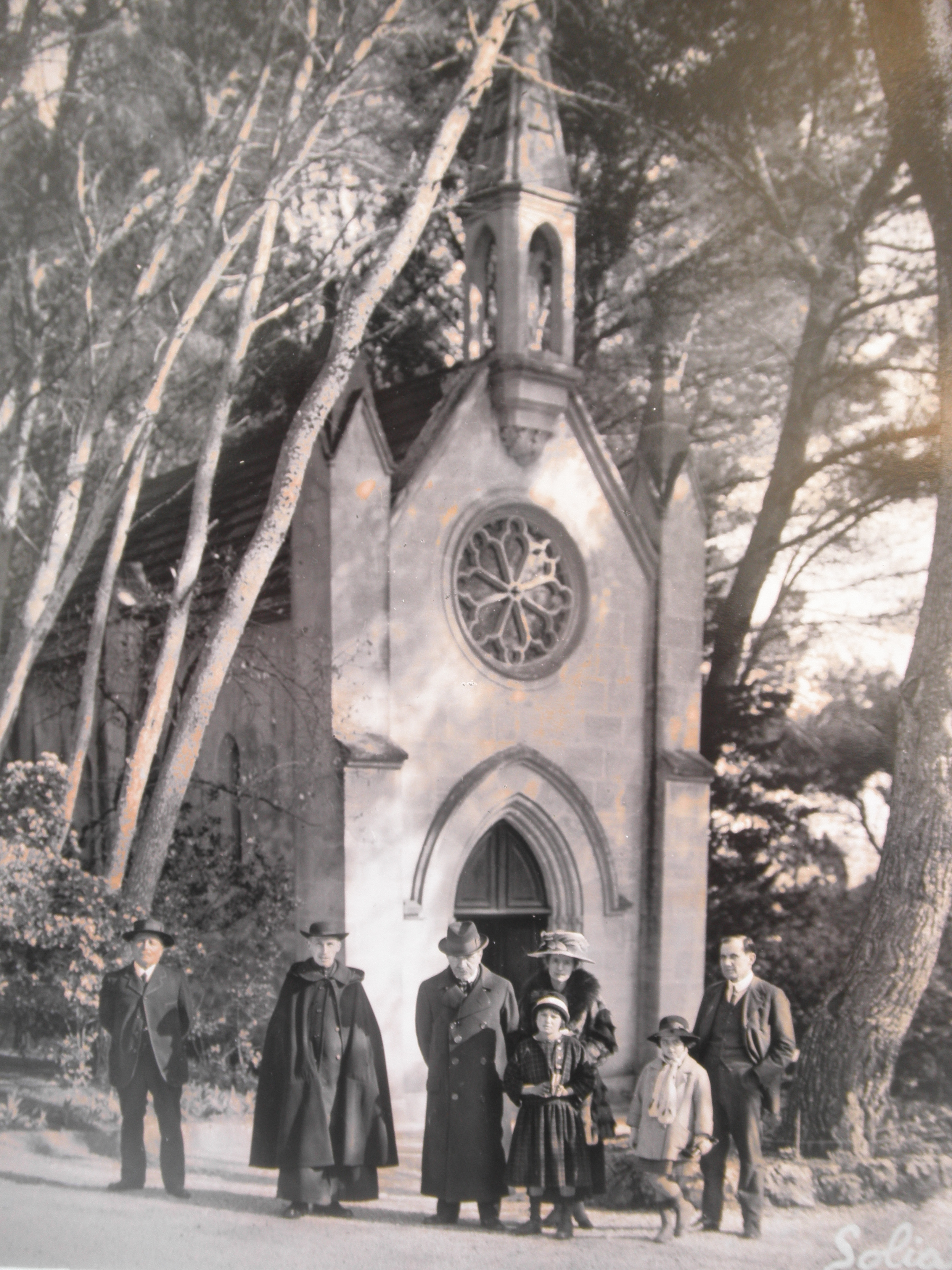
Paul et Minnie Bourget devant la chapelle.
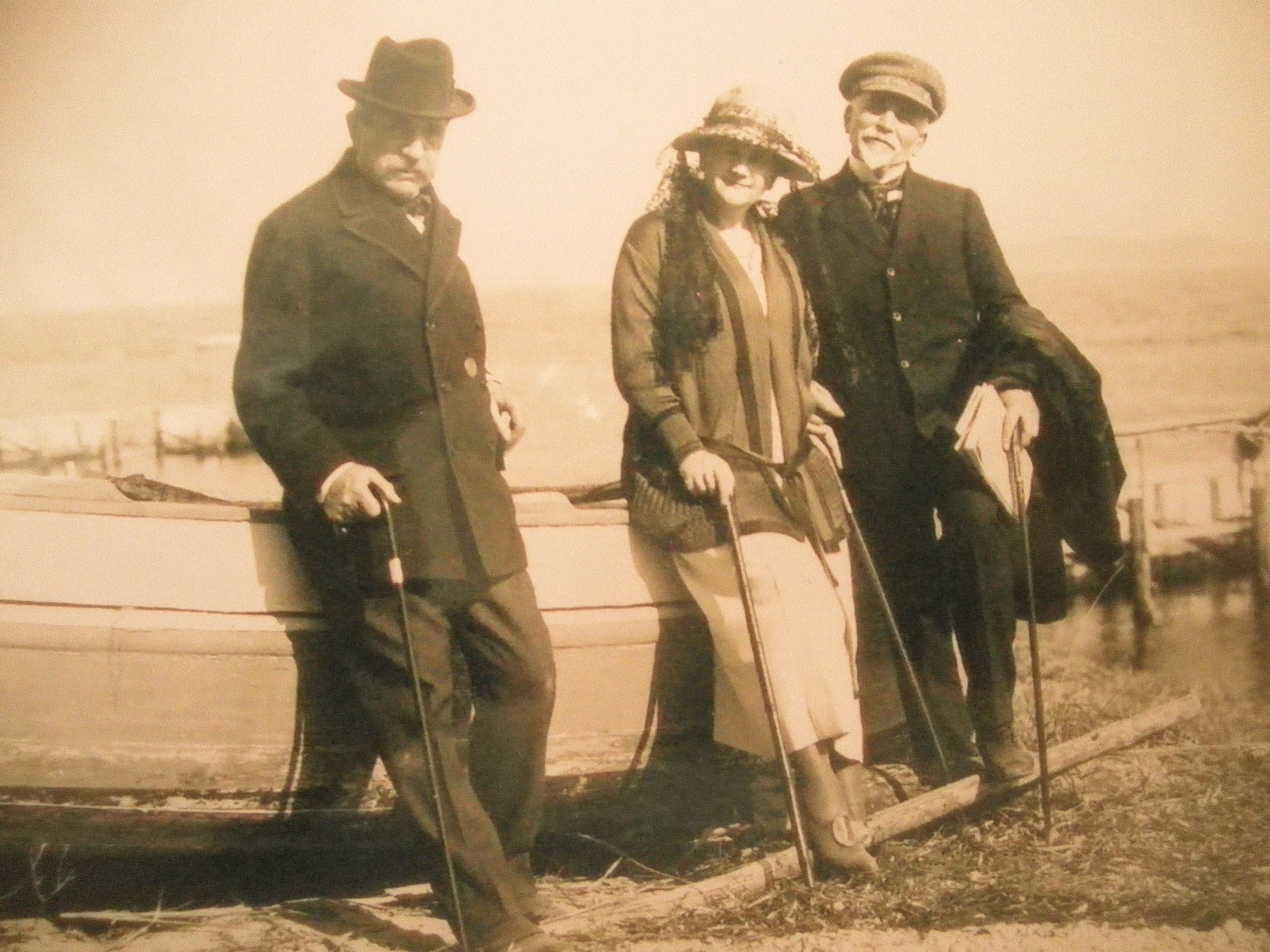
Paul Bourget, Edith Wharton et Joseph Conrad[69].

### Descendance de Paul Bourget, période contemporaine du Plantier

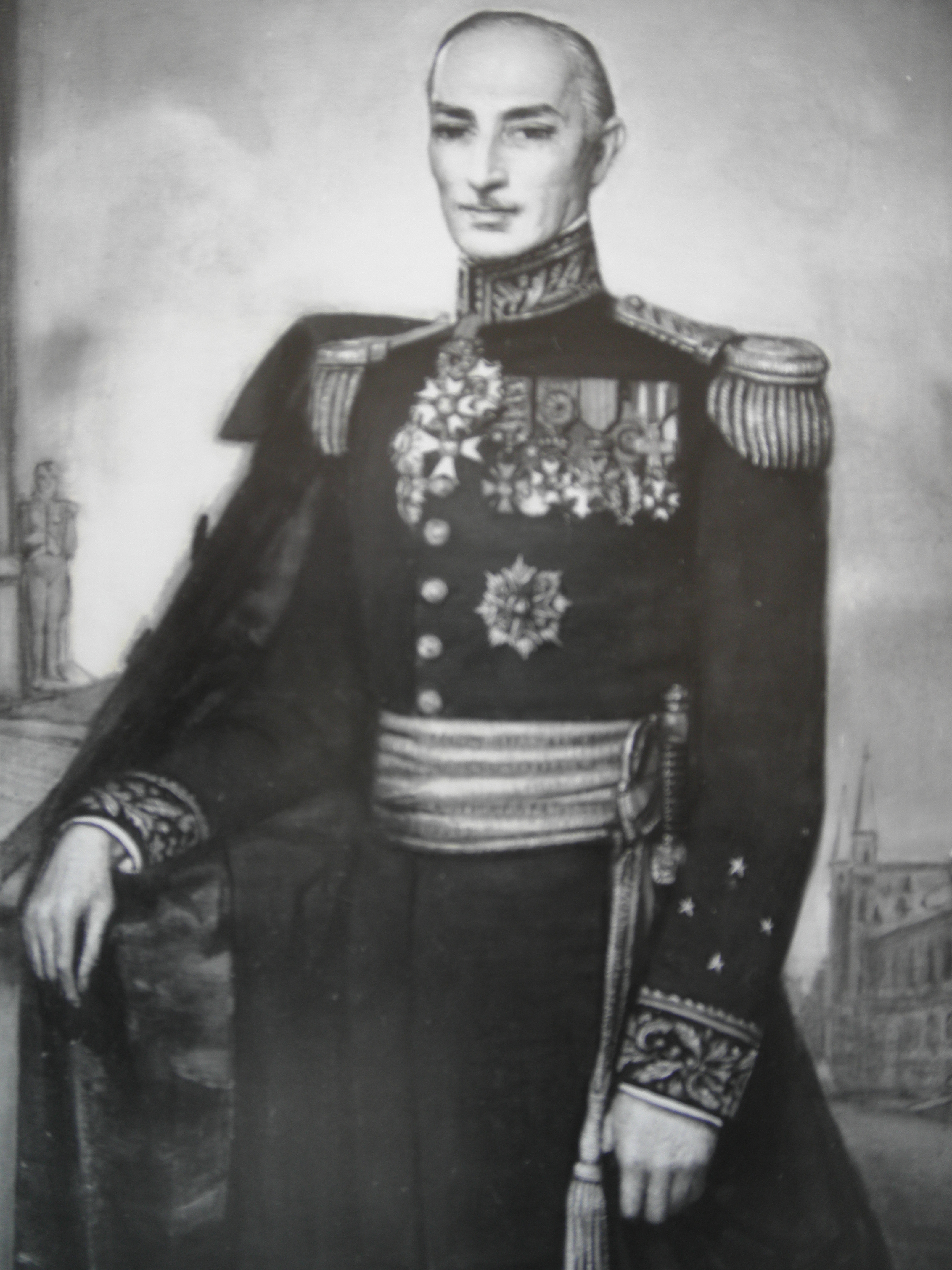
Marius Daille par Federico Beltrán Masses, vers 1916 - 1918.

La propriété du Plantier de Costebelle avait été acquise par la communauté de biens ayant existé entre Paul Bourget et Minnie David auprès de Marie Catherine « Berthe » Husson de Prailly, veuve de M. Alphonse Luc Maxime du Bouëxic, le comte de Guichen, suivant acte reçu par Me Patteson, notaire à Hyères, le 29 janvier 1896. Le prix était de 75 000 francs, dont moitié payée comptant et le surplus payable dans un délai de cinq ans.
Minnie, morte le 12 octobre 1932, laissait Paul Bourget commun en biens acquêts aux termes de leur contrat de mariage reçu par Me Hussenot-Desenonges le 28 juillet 1890. Il devenait légataire universel de son épouse (testament olographe de Minnie Bourget 21 décembre 1927).
En 1935, Paul Bourget ne laissait aucun héritier ayant une réserve légale dans sa succession ainsi qu’il résulte d’un acte de notoriété dressé par Me Hussenot-Desenonges, notaire à Paris, les dix et quatorze janvier 1936. Mais aux termes de ses testament et codicille olographes en date à Paris des 25 janvier et 14 août 1935, déposés judiciairement aux minutes dudit Me Hussenot-Desenonges, le 26 décembre 1935, l’homme de lettres avait institué pour ses légataires universels, conjoints, à savoir : M. le général Marius Daille (1878 † 1978), originaire de Savoie (Chambéry, Les Mollettes) et son épouse, madame Daille, née Marie « Germaine » Eugénie Persinette-Gautrez (1886 † 1959), nièce de Paul Bourget.

Germaine Daille - Gautrez, nièce de l'écrivain Paul Bourget
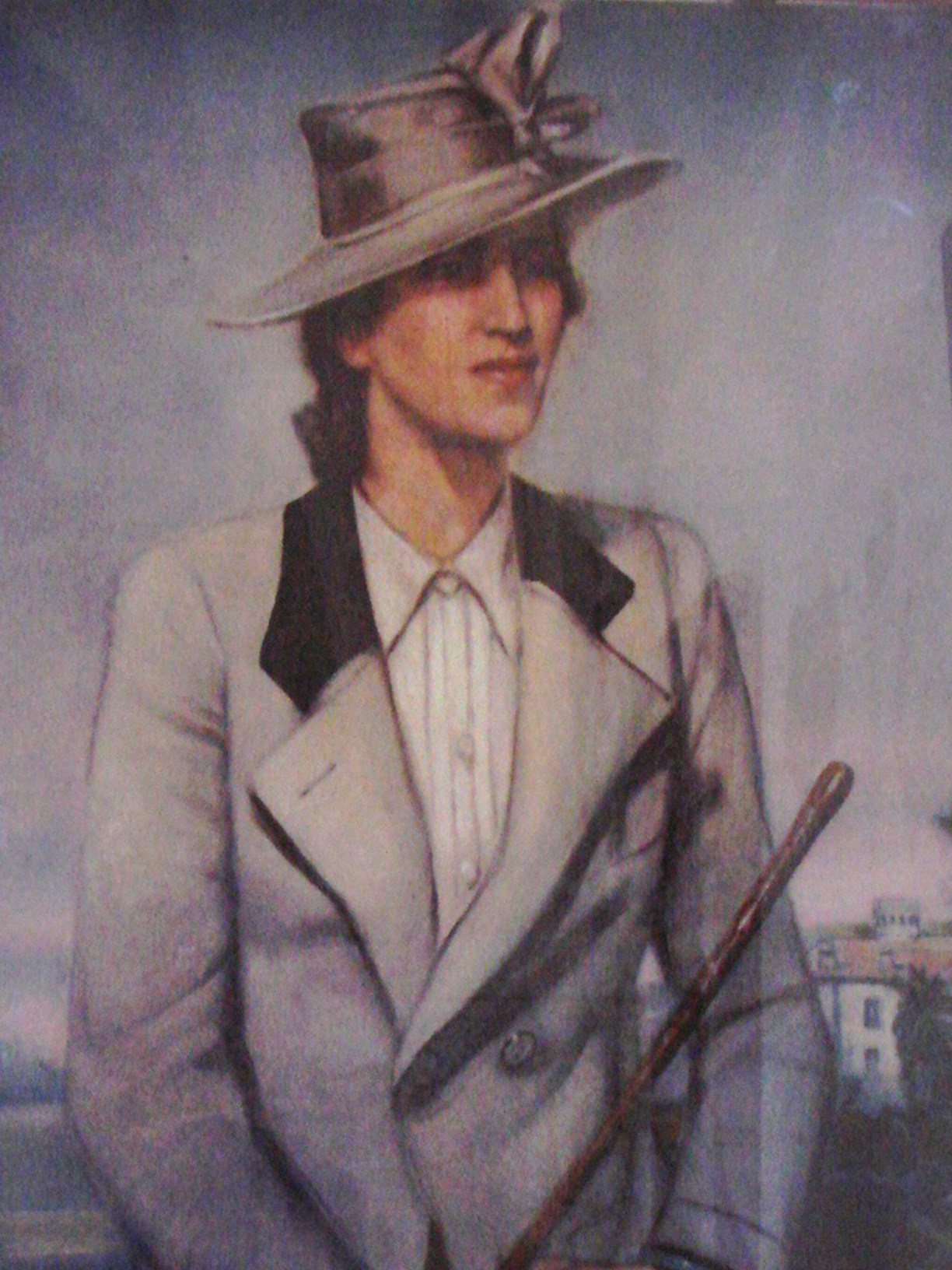
Germaine Gautrez par Federico Beltrán Masses, vers 1916 - 1918. On remarque le Plantier à droite de la peinture.
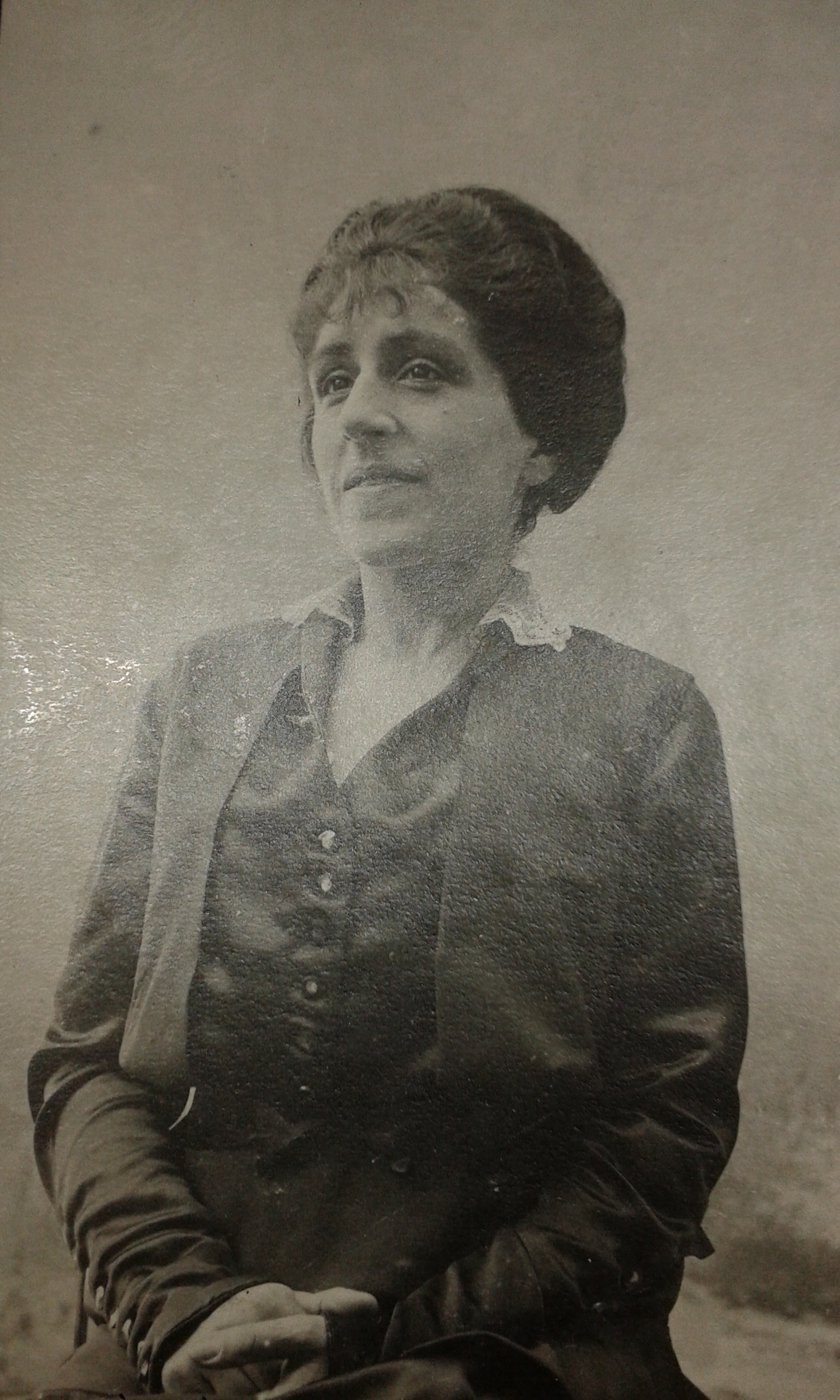
1926.
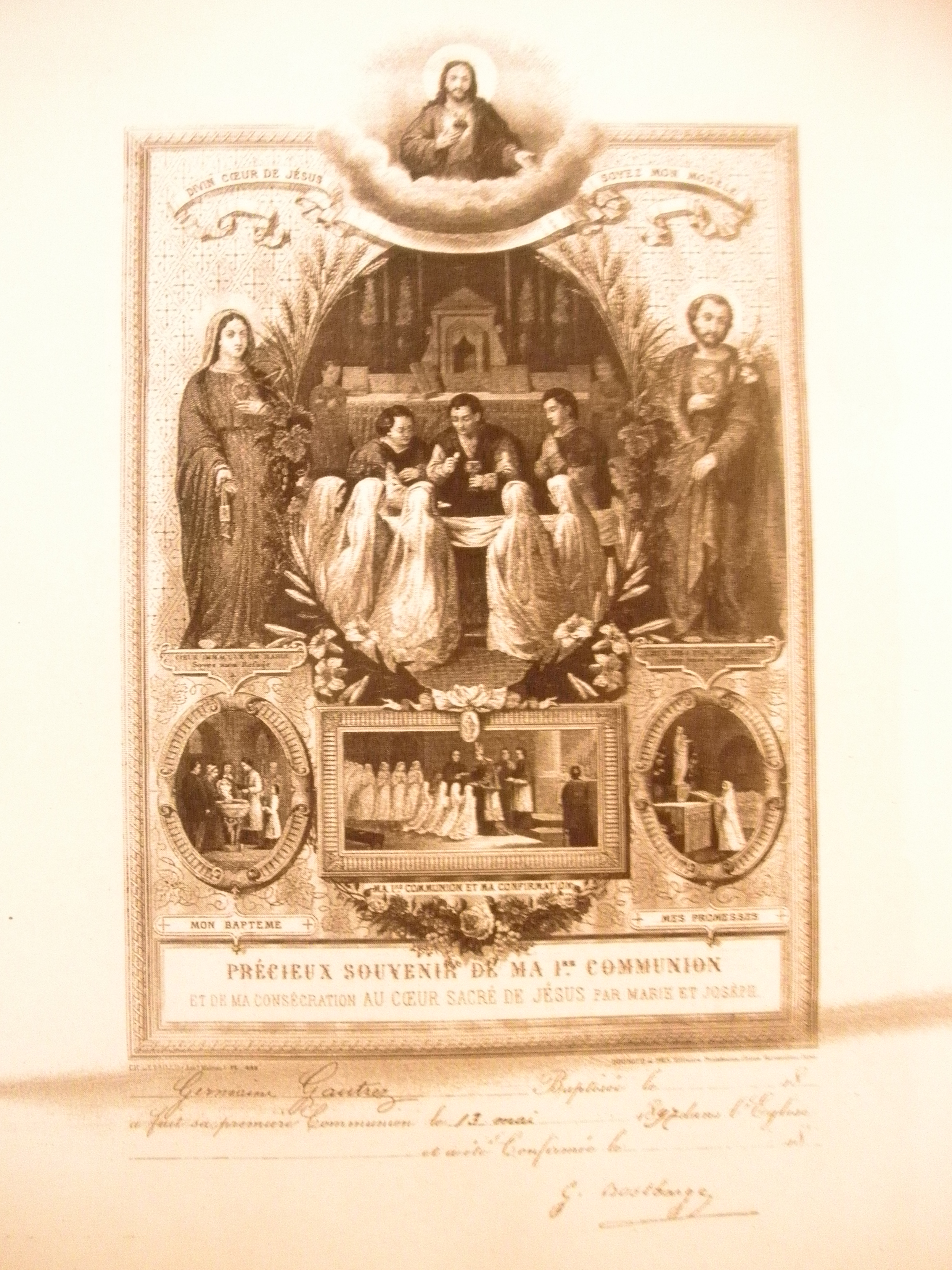
Communion 1897
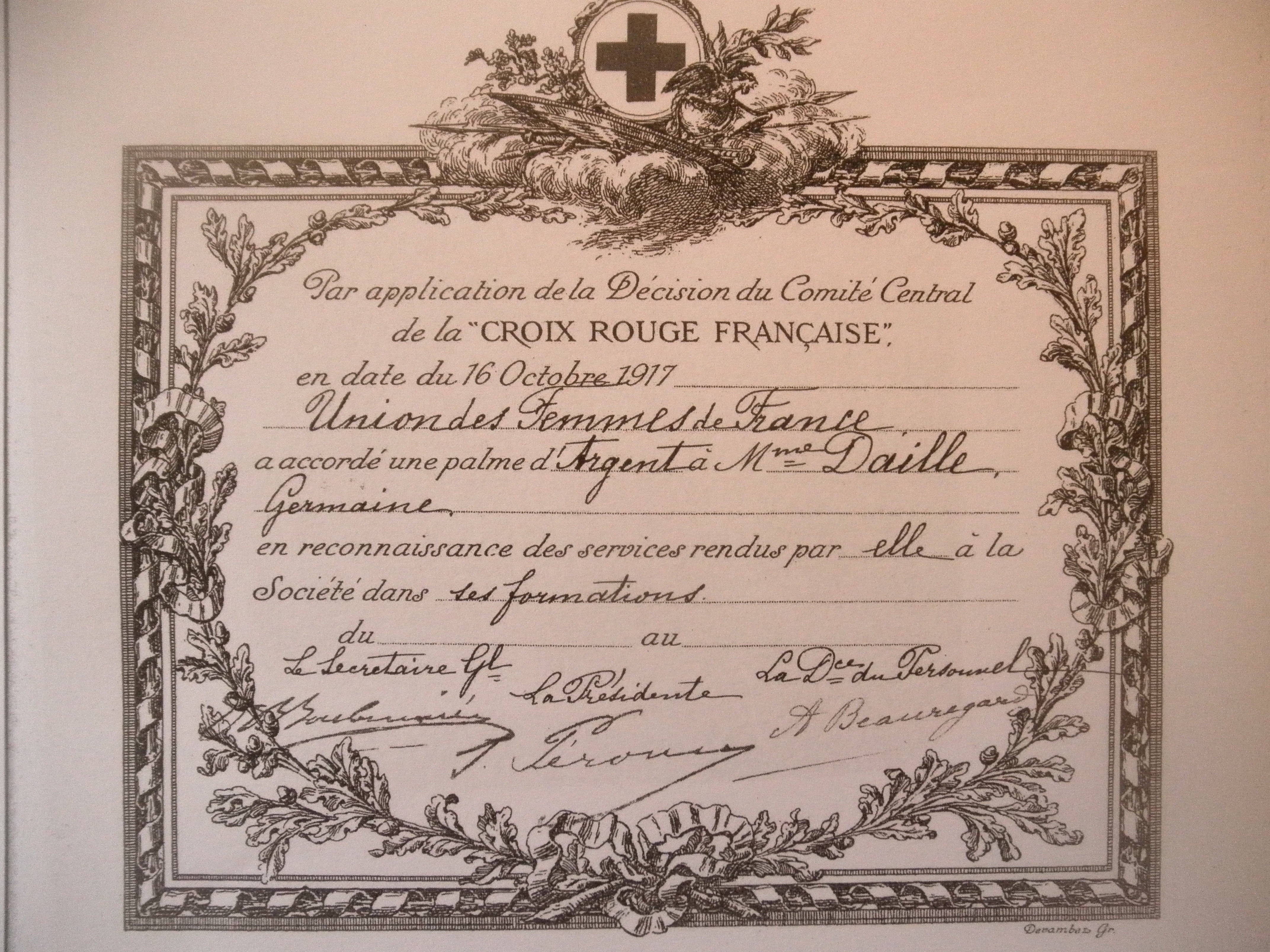
Palme d'argent 1917
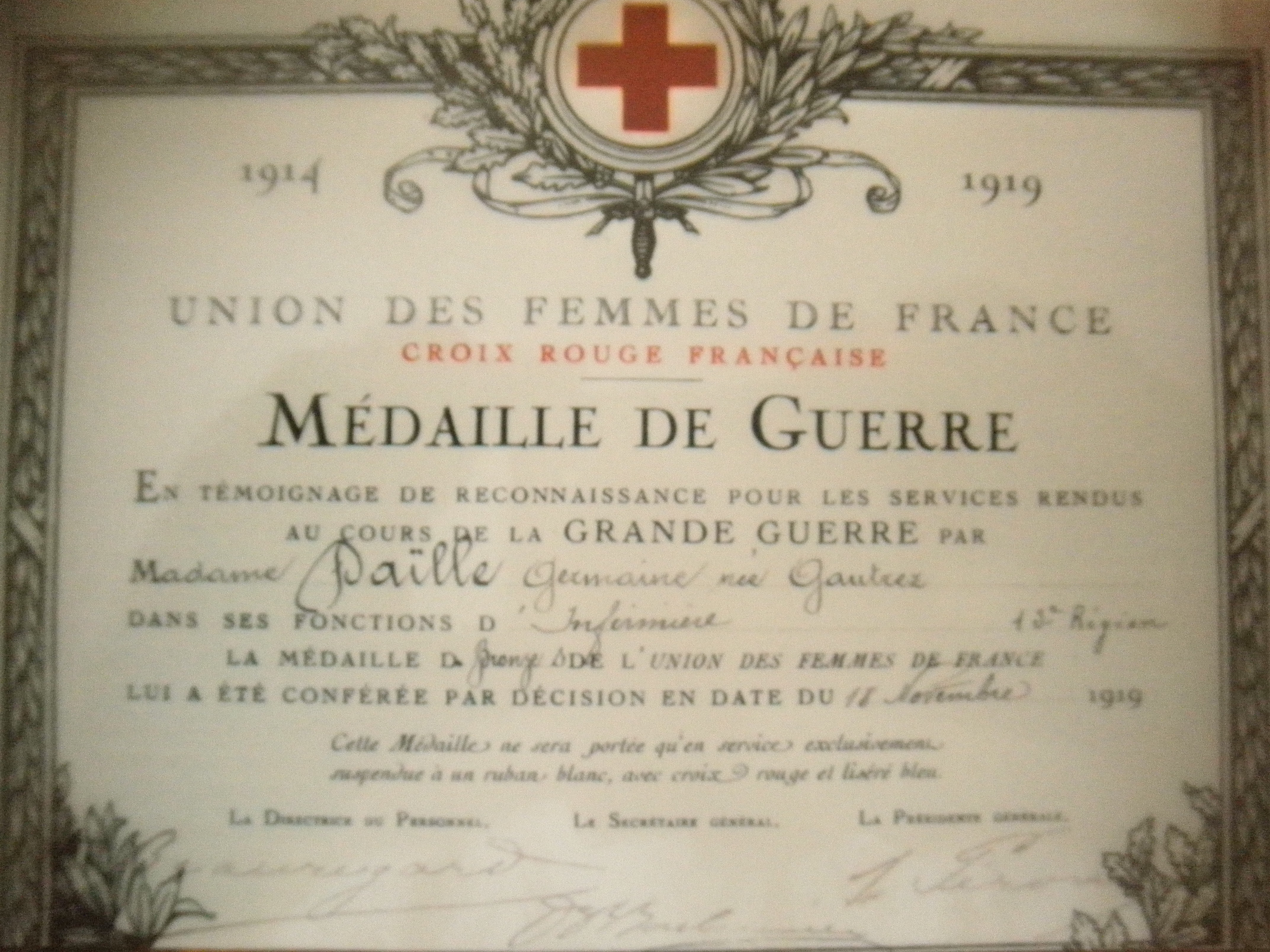
Médaille de Guerre 1919

#### Général Marius Daille

##### Réquisition du Plantier durant la Seconde Guerre mondiale

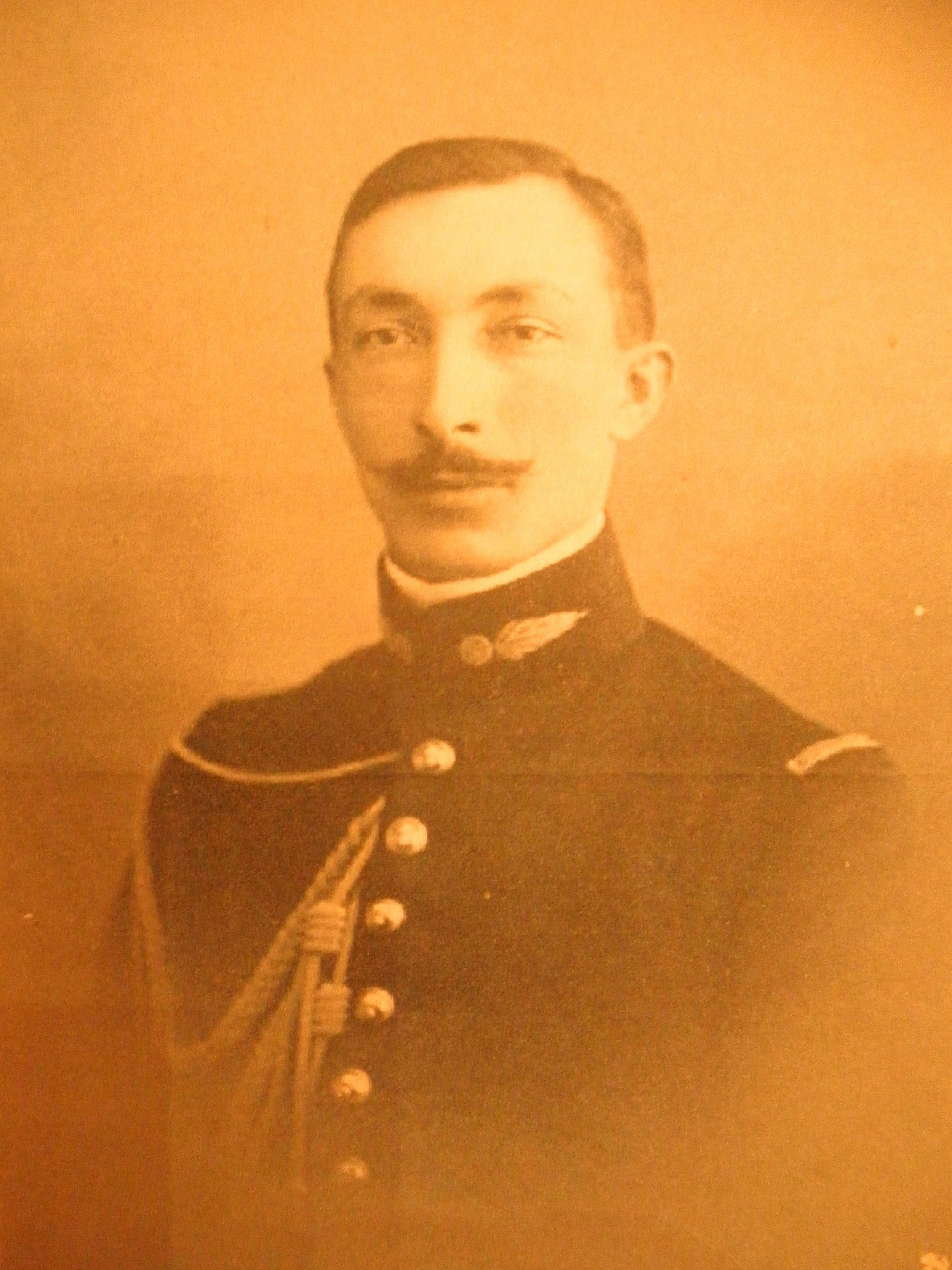
Marius Daille en 1900, Saint-Cyr promotion Marchand.

Dès le début des hostilités, les autorités locales s’inquiètent du sort réservé à la propriété de Paul Bourget, alors que son neveu, le général Daille est à la tête du 45e corps d’armée loin des côtes varoises. Le préfet propose de préserver de toute réquisition la maison de l’illustre écrivain en l’affranchissant de toutes servitudes. Mais le 10 octobre 1943, la villa est réquisitionnée. Par précaution, les archives de l’écrivain et sa bibliothèque sont déménagées à proximité, à la villa La Coualo chez le colonel Beaugier. Les durs combats de Hyères qui suivent le débarquement de Provence sur la côte des Maures en août 1944 n’épargnent pas la propriété qui est saccagée par les pilleurs d’épaves qui suivent les troupes libératrices.

##### Cérémonie du centenaire de la naissance de Paul Bourget en 1952
Le 28 septembre 1952, le général Marius Daille, neveu par alliance et héritier de l’académicien Paul Bourget, réunit au Plantier de Costebelle les amis de l’écrivain pour célébrer le centenaire de sa naissance et apposer deux plaques commémoratives en ce lieu qui inspira le romancier puisque certains sites hyérois, proches du Plantier de Costebelle, ont servi de décor à quatre de ses romans : Lazarine (1917), Laurence Albani (1919), Le Danseur Mondain (1926) et à une partie du roman Le Fantôme (1901). De plus, le Roman des quatre (1923), écrit en collaboration avec Henri Duvernois, Pierre Benoit et Gérard d’Houville se déroule à Hyères, plus précisément à Giens. Plusieurs nouvelles ont également pour cadre les environs du Plantier de Costebelle : Voyageuses, Les Pas dans les pas, L’Eau Profonde ou Le Justicier. La cérémonie est présidée par Gérard Bauër, secrétaire général de l’Académie Goncourt et le maire Joseph Clotis. Elle est suivie d’une exposition de photographies à la salle des fêtes du Park Hôtel.

Le général Daille conserve le mobilier et les souvenirs de Paul Bourget au Plantier de Costebelle
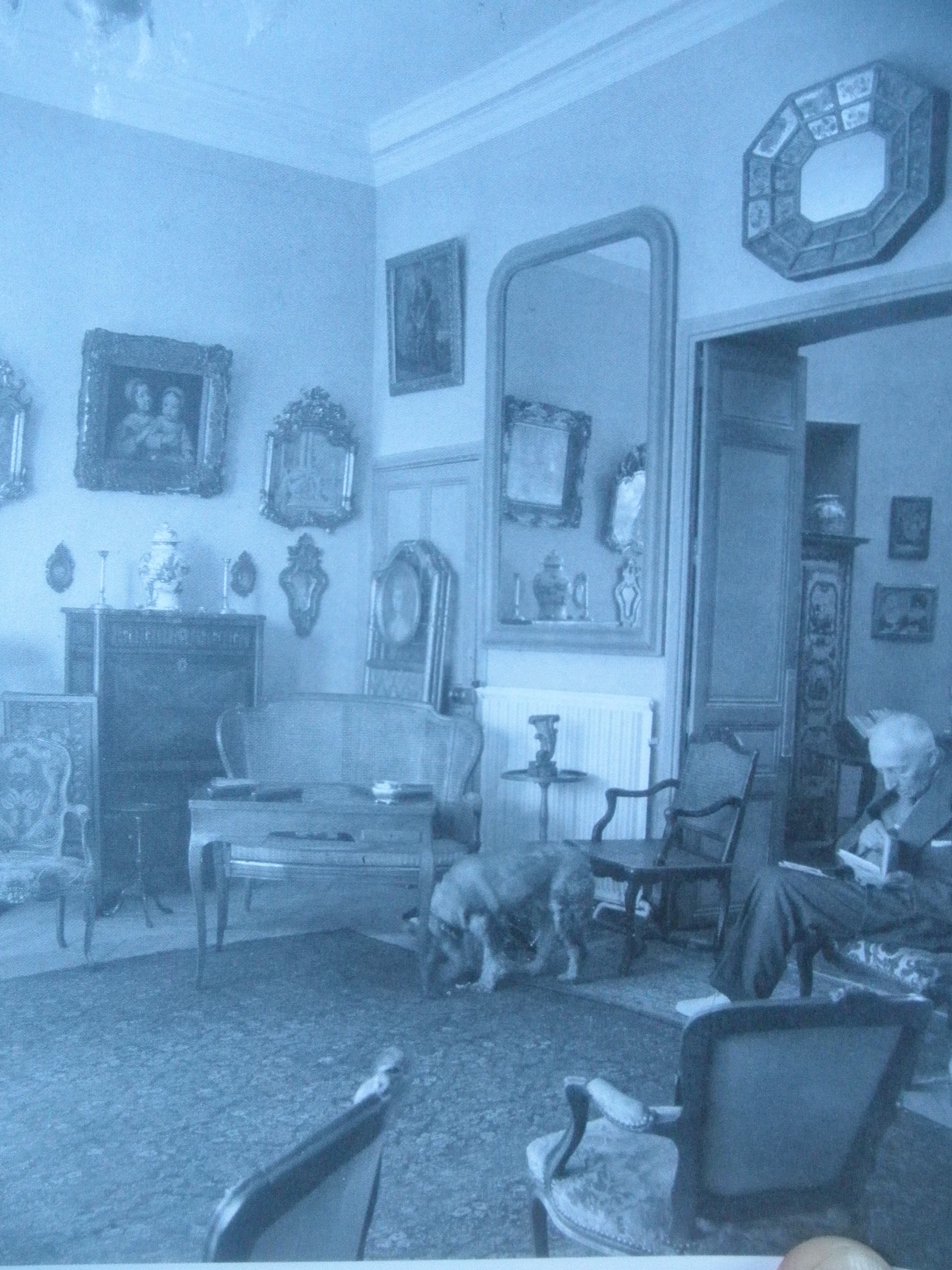
Intérieur du Plantier avec objets et tableaux appartenant au romancier.
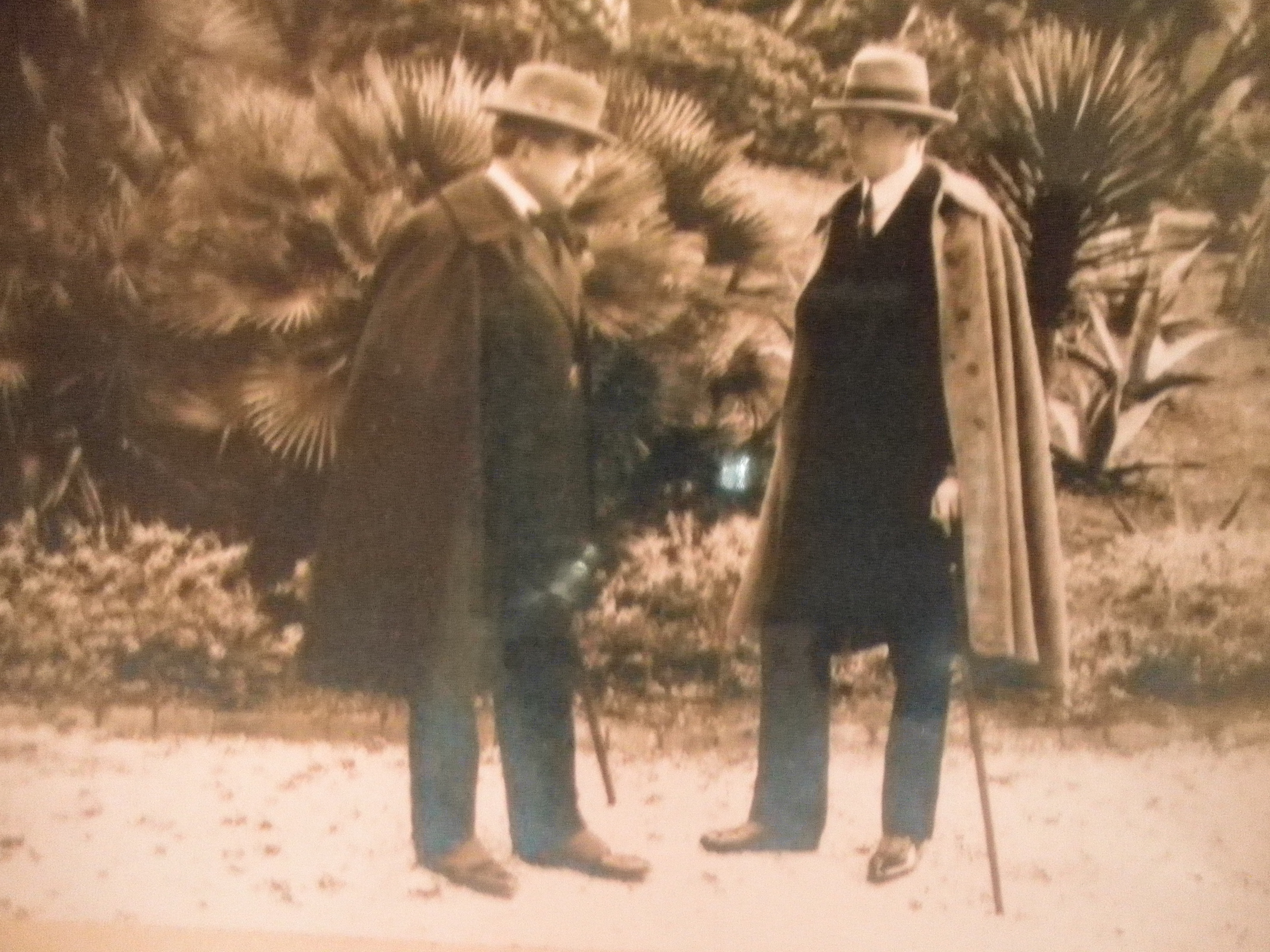
Gérard Bauër rencontre Paul Bourget au Plantier et se lie d'amitié avec le général Daille (vers 1919).
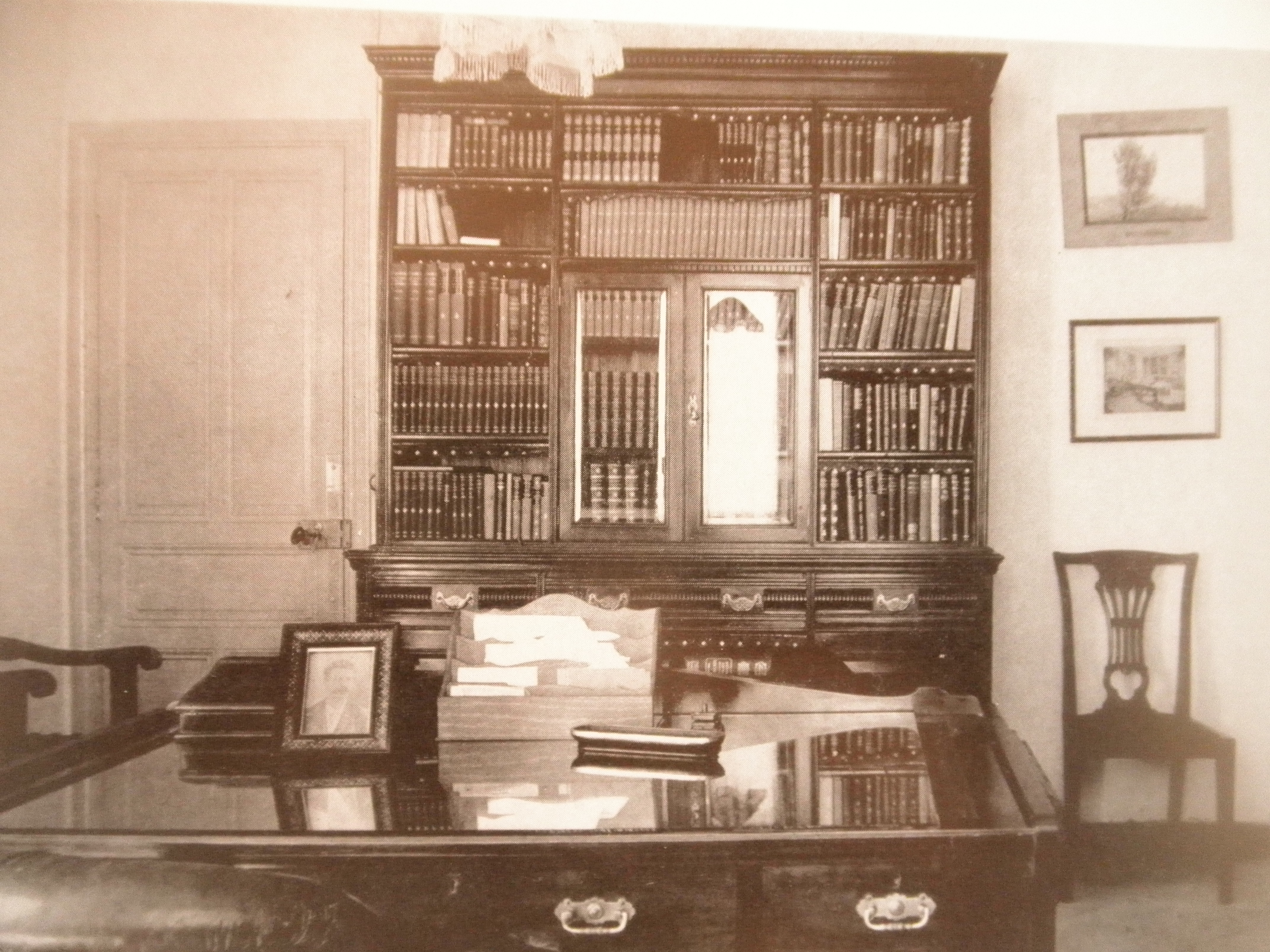
Le bureau de Paul Bourget au Plantier de Costebelle avec une photo de Guy de Maupassant, vers 1929.
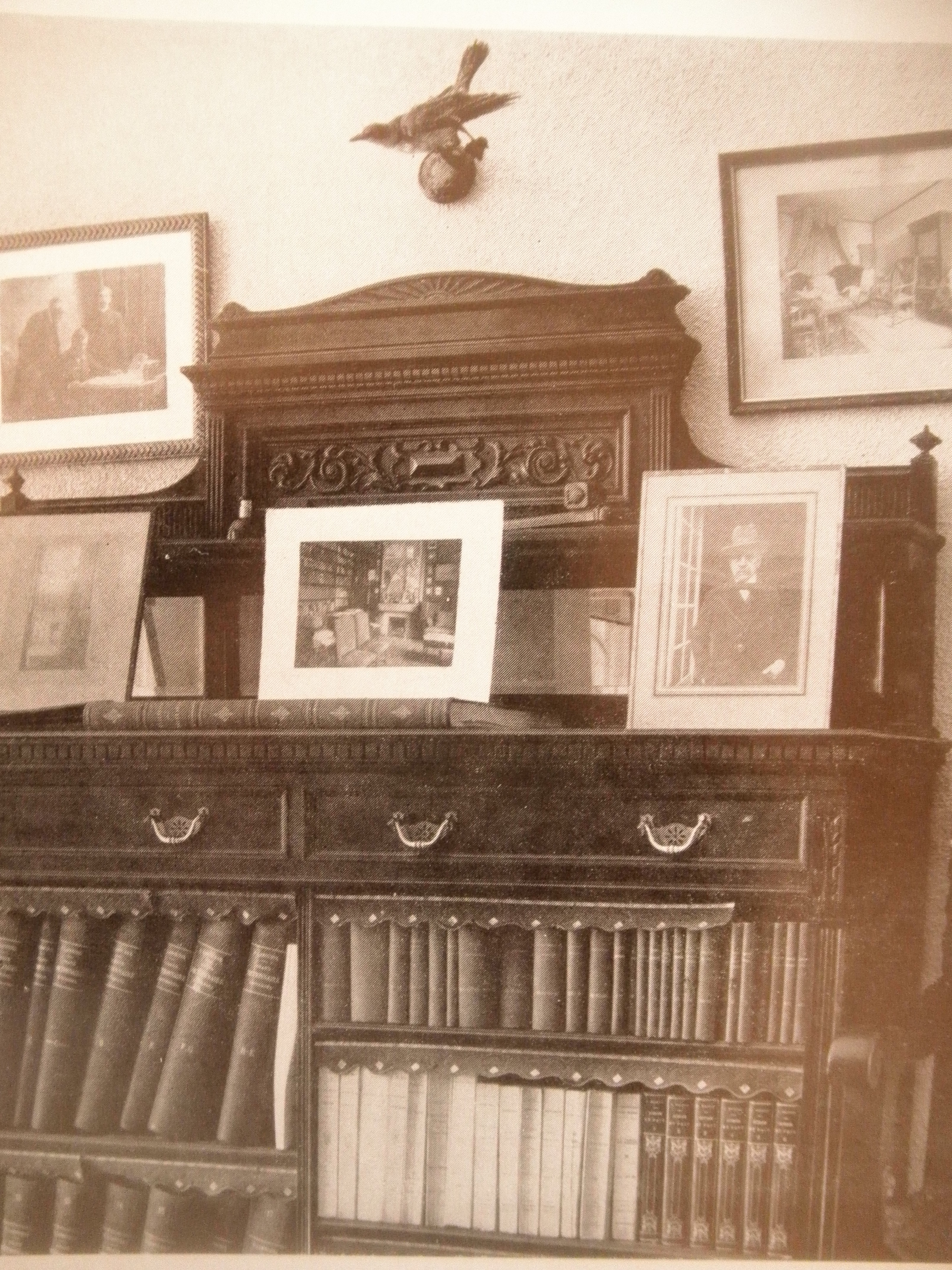
Bibliothèque au Plantier avec photographies de la chambre à coucher et du bureau des Bourget à Paris, 1927.
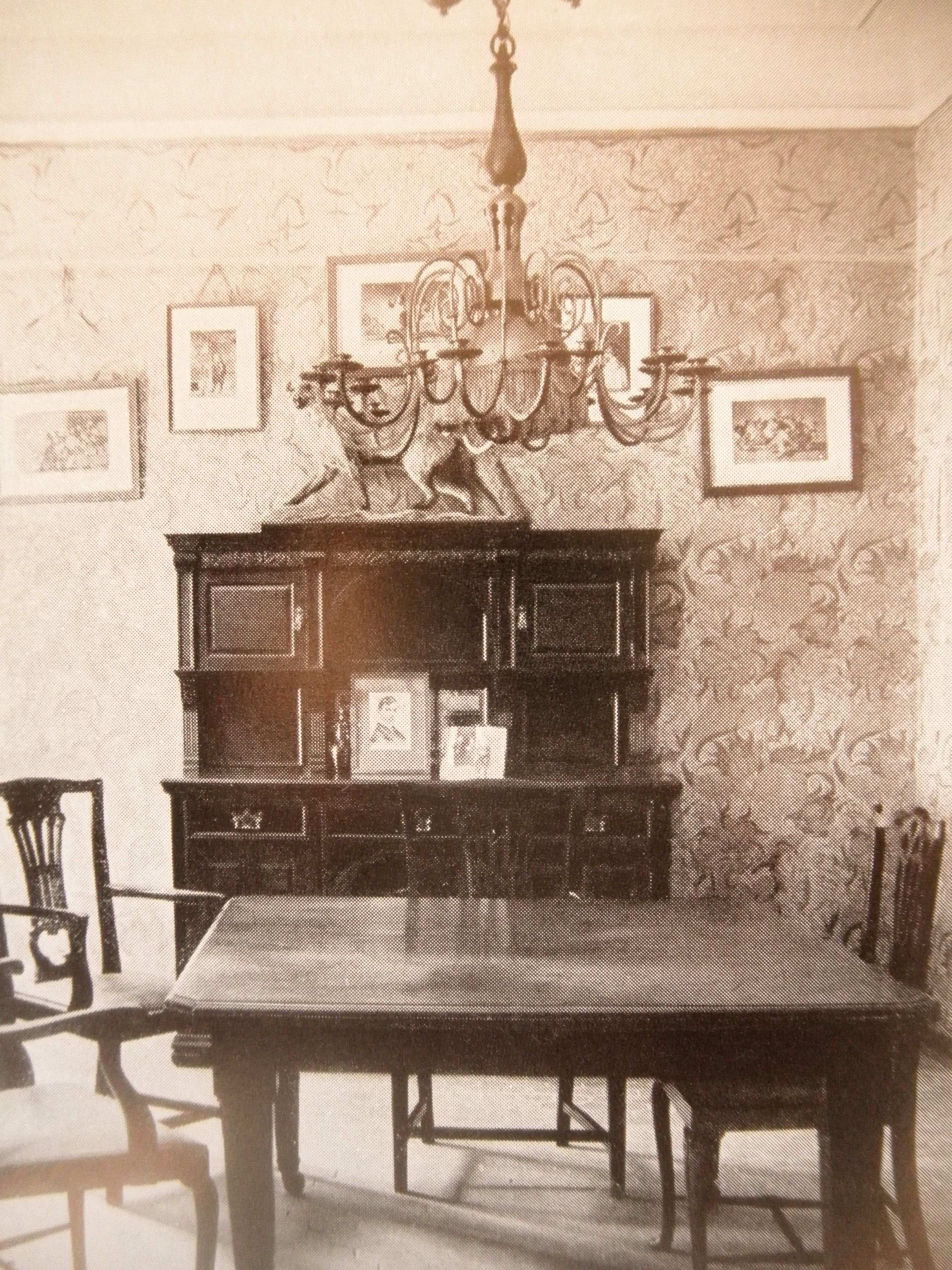
La salle à manger du Plantier de Costebelle conservée en l'état par le général Marius Daille, 1930.
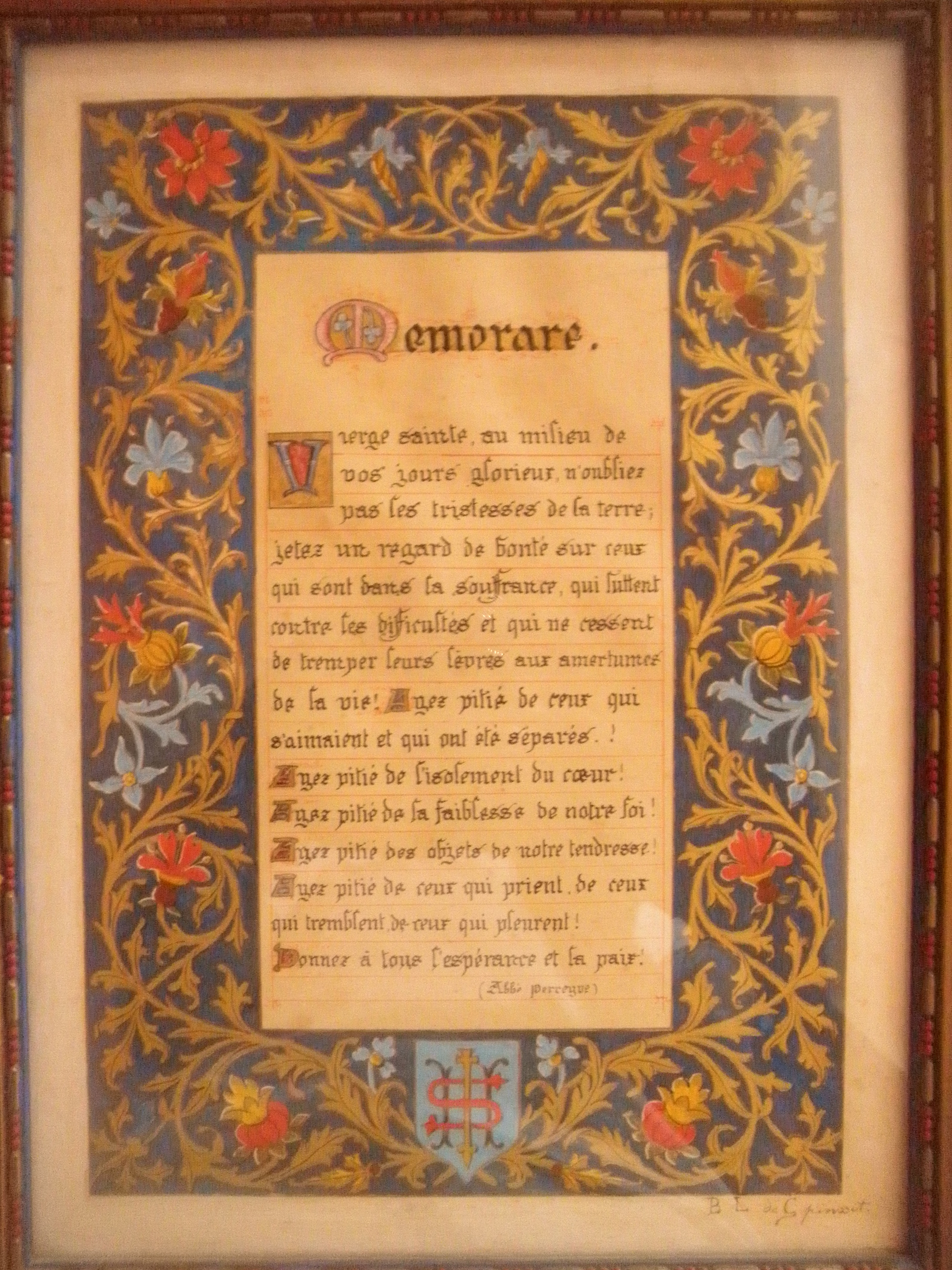
Enluminure, œuvre pieuse de Berthe de Prailly, conservée au Plantier de Costebelle par M. Daille, vers 1870, signée.
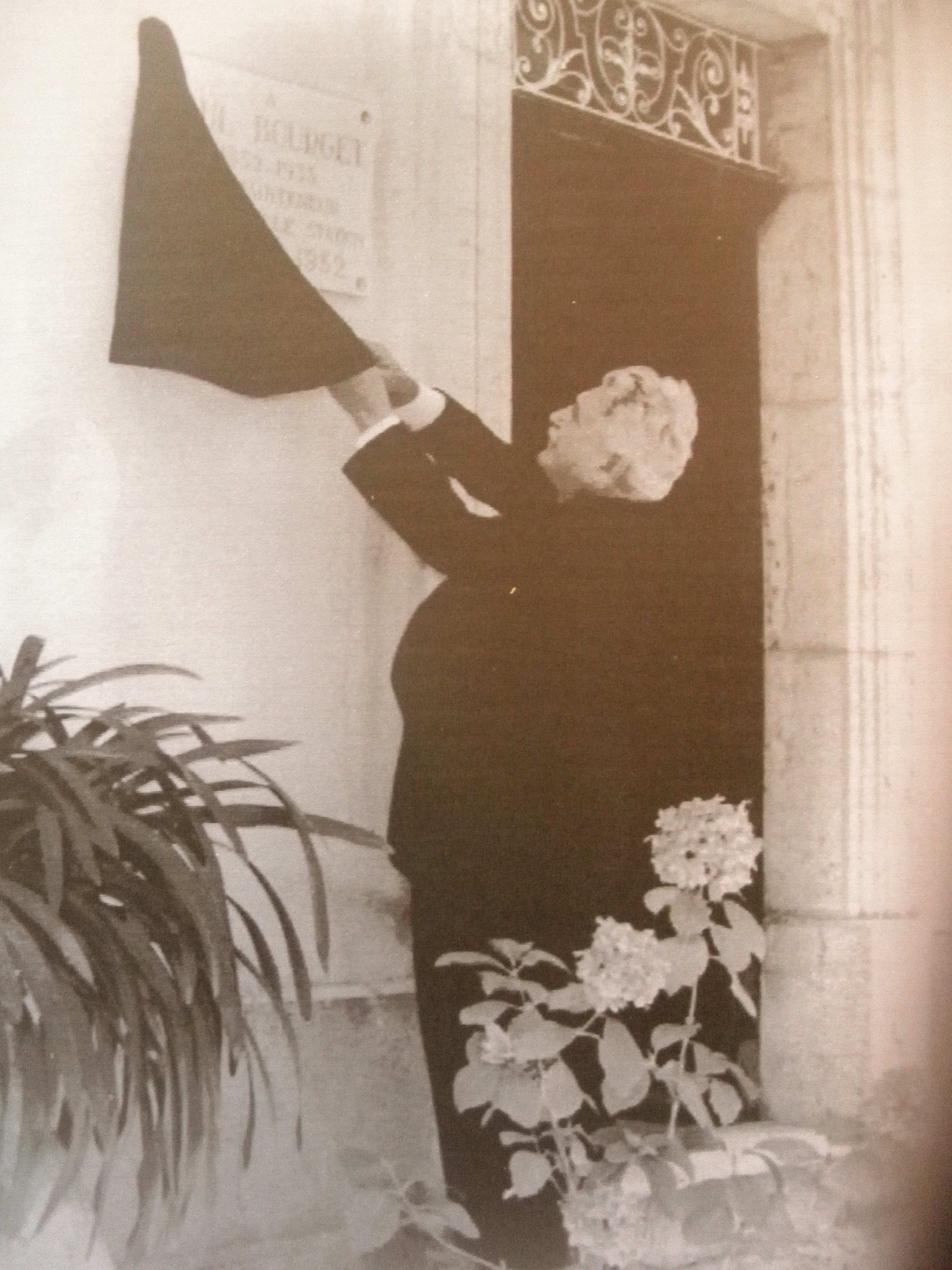
Joseph Clotis dévoile la plaque commémoratrice du centenaire de la naissance de Paul Bourget.
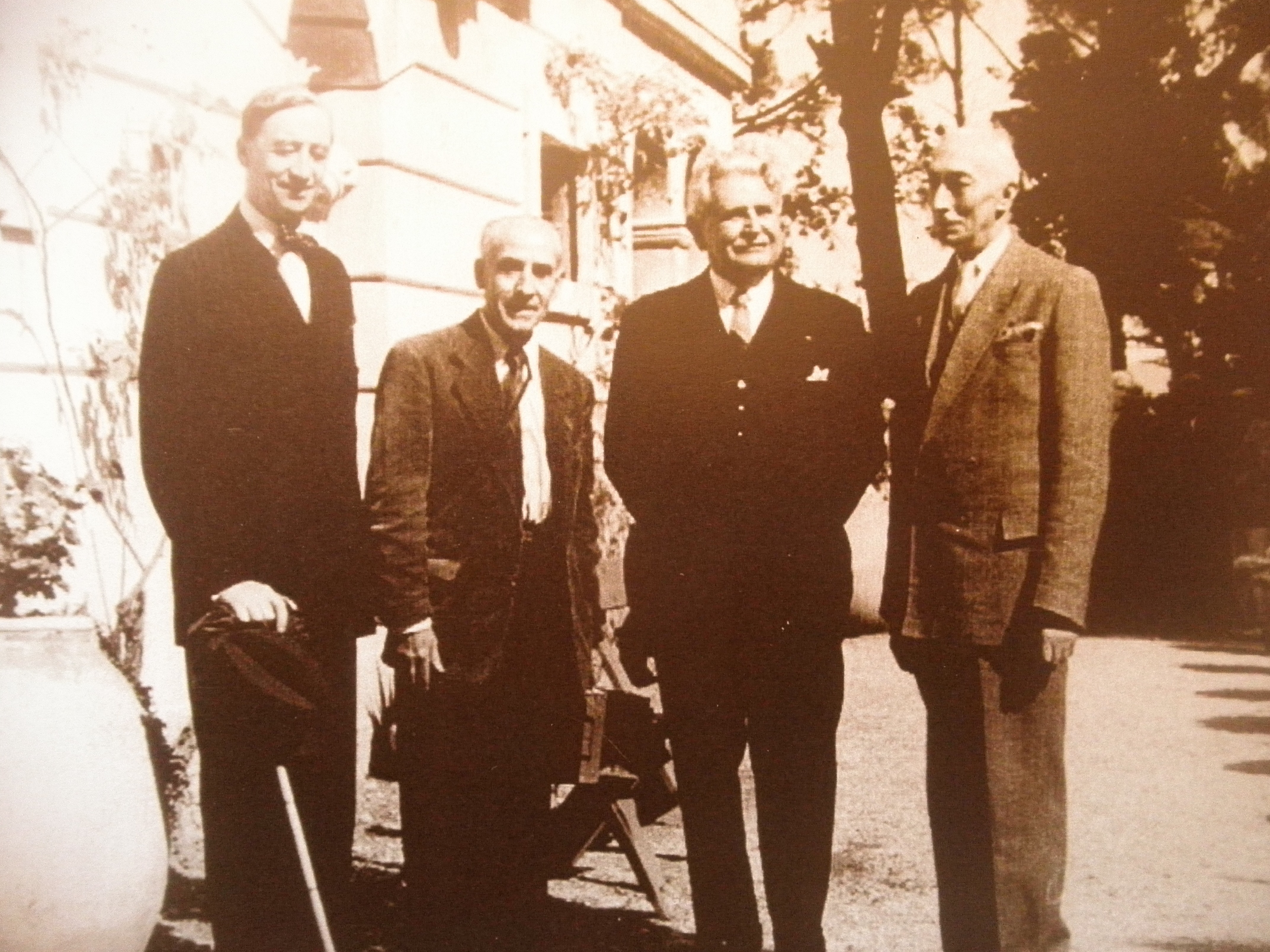
Gérard Bauër, Solia, Joseph Clotis et Marius Daille en 1952 au Plantier pour le centenaire.

##### Dation des tableaux du romancier au musée de Chambéry, en 1980
Héritier des biens de Paul Bourget et sans descendance, le général Marius Daille, qui réside à temps plein au Plantier de Costebelle depuis le début des années 1960, prend contact en 1972 avec le maire de Chambéry (ses racines familiales sont en effet savoyardes), Pierre Dumas, en vue d’envisager une éventuelle donation de la collection de tableaux primitifs siennois exposée dans sa maison varoise, notamment, le polyptyque du Retable de La Trinité de Bartolo di Fredi. Le Conservateur en chef du département des peintures du musée du Louvre, Michel Laclotte, se rend au Plantier de Costebelle en février 1973 pour étudier cet ensemble unique. Sous l’impulsion du conservateur du musée de Chambéry, Jean Aubert, les négociations s’orientent de la donation simple avec réserve d’usufruit vers une dation en paiement assortie d’une mise en dépôt au musée de Chambéry.
Emmanuel de Margerie, directeur des Musées de France, se rend aussi au Plantier de Costebelle le 30 décembre 1975 pour examiner la collection et envisager la soumission de certaines pièces à la Commission interministérielle d’agrément.
Le général associe à ces négociations son petit-neveu et héritier, l’amiral Gérard Daille, qui prend en main la conduite du dossier à la mort de Marius Daille en 1978. Le 14 novembre 1980, l’arrêté de dation est signé et quatre œuvres de l’école siennoise provenant de la collection Paul Bourget entrent au département des peintures du musée du Louvre pour être déposées au musée des beaux-arts de Chambéry.
| Nom | Nom                                 | Photographie (cliquez pour agrandir) | Date              | Peintre                             | Dimensions  | Matériaux, technique                          | Numéro d’inventaire |
| --- | ----------------------------------- | ------------------------------------ | ----------------- | ----------------------------------- | ----------- | --------------------------------------------- | ------------------- |
| 1   | Retable de la Trinité               |                                      | 1397              | Bartolo di Fredi (1330 – 1410)      | H.160 L.288 | Ensemble de quatre panneaux, tempera sur bois | RF 1980-200         |
| 2   | Fuite en Égypte                     |                                      | XVIe              | Beccafumi (1486 – 1551)             | H.64 L.53   | Huile sur bois                                | RF 1980-206         |
| 3   | Sybille ou Vestale                  |                                      | XVe – XVIe siècle | Girolamo di Benvenuto (1470 – 1524) | H.96 L.52   | Huile sur bois                                | RF 1980-205         |
| 4   | Vierge à l’Enfant entre deux Saints |                                      | XVe               | Neroccio di Landi (1447 – 1500)     | H.58 L.43   | Huile sur bois                                | RF 1980-204         |

L’arrivée des œuvres siennoises du Plantier de Costebelle dans les collections nationales permet d’engager une restauration générale de ces panneaux entre 1981 et 1987 par les soins du service de restauration de l’Inspection générale des musées classés et contrôlés. Un des panneaux de La Trinité qui apparaissait être un saint évêque, était recouvert de repeints importants qui masquaient sa véritable identité, il s’agit en fait d’un Saint Dominique.

#### Amiral Gérard Daille
C’est un petit-neveu du général Daille, l’amiral Gérard Daille, né le 6 février 1916 à Chambéry et mort à Arcachon le 6 janvier 2000, qui vient aux droits de son grand-oncle Marius Daille et qui s’installe au Plantier entre 1978 et 1996. Il vend en 1996 la propriété du Plantier qui est scindée entre deux propriétaires distincts : d’une part, la maison principale du Plantier, la chapelle, le parc botanique, la conciergerie et 3,8 hectares de terrains et d’autre part, la ferme et les écuries (ancienne maison des hôtes de Paul Bourget) avec 1,2 hectare.
Lorsque Le Plantier quitte la famille Bourget / Daille en 1996, de nombreuses archives intègrent le musée d'Hyères : les masques mortuaires et empreintes de mains, l'habit d’académicien mais également un bas-relief en plâtre de Paul Bourget par Roussel, des photographies, des objets (un trophée de chasse provenant de l’équipage de Chantilly, Mgr le duc de Chartres, 1897), des archives de la famille Gautrez.

## Architecture d’une villa néo-palladienne

### Architecture extérieure

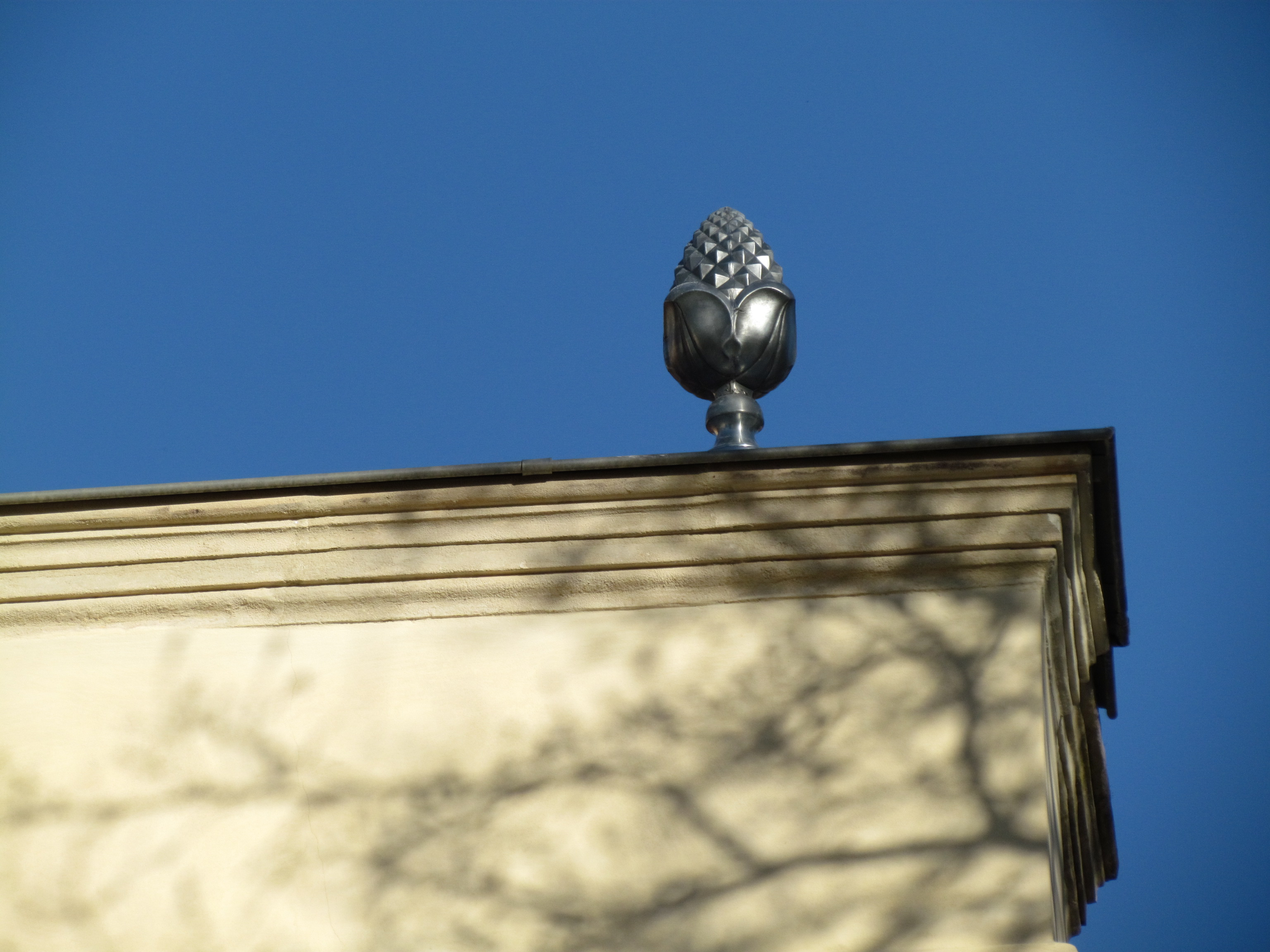
Épis pinacle en zinc.

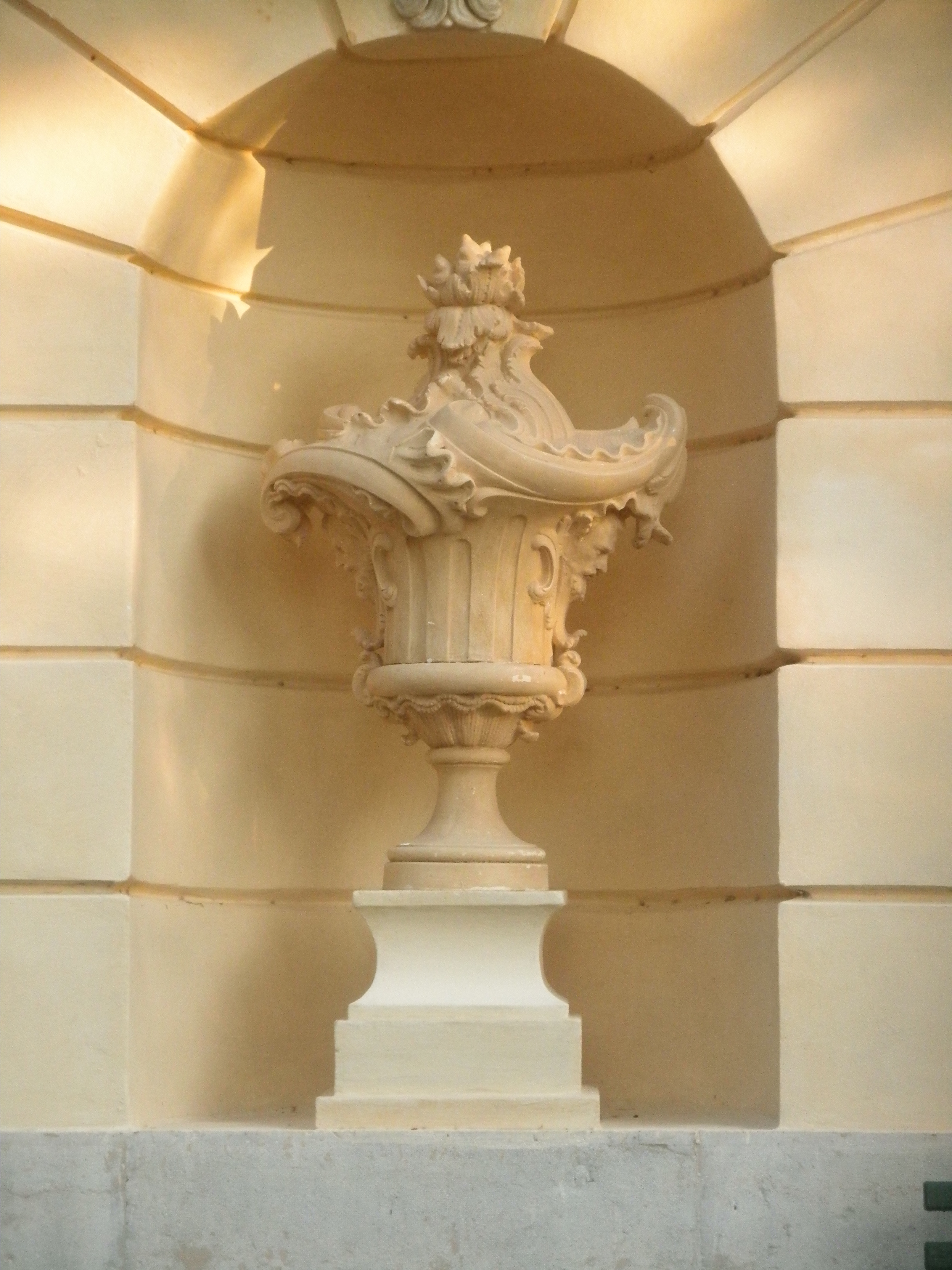
Pot à feu sur la façade principale.

La maison du Plantier de Costebelle a été construite entre 1859 et 1861 par l’architecte hyérois Victor Trotobas (1807 † 1884). Ce dernier a déjà construit une villa d’inspiration palladienne dans le quartier d’Orient, à Hyères même, la villa Venadou, destinée par son propriétaire à la location touristique. Contrairement à la villa du Plantier de Costebelle qui peut prétendre au néo-palladianisme, la villa Venadou doit se contenter du néo-italianisme avec ses guirlandes classiques et ses griffons précise Florence Goubert dans sa Maîtrise d’histoire de l’Art présentée en 1985 – 1986. La villa Venadou, propriété du maire Alphonse Denis et achevée en 1852, a sans doute servi d’inspiration pour la construction du Plantier qui est déclaré aux registres du cadastre en 1861. Sur le terrain de cette villa sont construits également la villa d'Orient et le chalet Obert. Les dimensions de la villa Venadou sont plus modestes que celles du Plantier de Costebelle. La première a couté 50 000 francs de l'époque alors que la seconde est construite pour la somme de 90 000 francs. Les deux bâtisses présentent aussi des organisations diverses : l'accès de la villa Venadou se fait par un perron menant directement à l'étage d'apparat tandis qu'au Plantier l'entrée principale se situe au rez-de-chaussée.
Construite en moellons enduits sur un terrain en légère déclivité, la villa du Plantier comprend une façade d’apparat possédant un avant-corps très saillant couronné d’un fronton triangulaire et percé au deuxième niveau d’une fenêtre palladienne. Il est flanqué de part et d’autre, de deux terrasses soutenues par des arcades en plein cintre qui donnent accès à des loggias. Au premier niveau, le mur plein se creuse d’une niche ornée d’une belle urne sculptée, un pot à feu. Éléments de décoration de la toiture dont ils continuent la ligne par un tracé vertical et élégant, deux épis pinacles en zinc et en forme de pomme de pin encadrent le fronton. La toiture est surmontée d'une tour centrale inaccessible ornée de garde-corps en claustras. La façade d'entrée, l'entourage très sobre de la porte principale et la composition des fenêtres ne sont pas sans rappeler les fermes construites au XVIIIe siècle dans la plaine. Le Plantier de Costebelle oublie les stucs de la façade Sud et de la porte principale de la villa Venadou, richement moulurées (têtes de lions exotiques, cariatides de fontaines romaines, guirlandes).
Le style néogothique de la chapelle est bien différent de celui de la maison. L'édifice religieux offre un ensemble très complet et intact (une statue de la vierge, des vitraux et des ferronneries) qui constitue un exemple devenu rare d’architecture religieuse privée du XIXe siècle. On remarque, dans le dessin de la façade, les libertés prises par rapport aux modèles du Moyen Âge, notamment dans l’articulation de la lanterne. Il est probable que l'architecte de la villa n'est pas le même que celui (non identifié à ce jour), de l'édifice néogothique tant les styles d'architectures sont opposés. Une chapelle similaire à celle du Plantier, commandée par Thérèse Pauline de Lagotellerie, la chapelle funéraire Saint-Charles Borromée, a été construite entre 1850 et 1852 (soit 5 ans seulement avant celle du Plantier) sur la commune voisine de La Garde et sur les plans de l'architecte lyonnais B. Fontaine. Les vitraux de cet édifice sont du maître verrier Maréchal, de Metz et les sculptures, de James Pradier.

La villa Venadou, photographiée par Gustave Eiffel en 1883, inspire l'architecture du Plantier de Costebelle
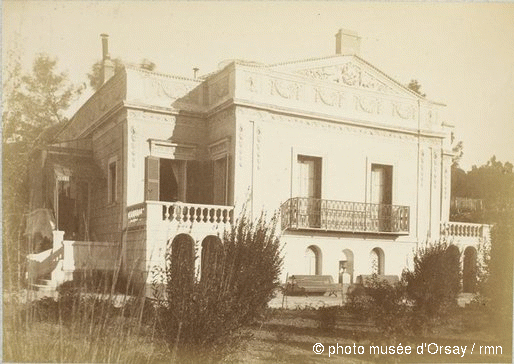
La villa Venadou, photographiée par Gustave Eiffel en 1883, inspire l'architecture du Plantier de Costebelle
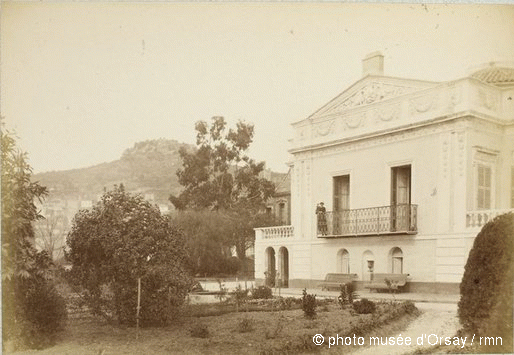
La villa Venadou, façade Sud[Note 17], absence de serliennes.
- Façade principale de la villa Venadou[Note 17].
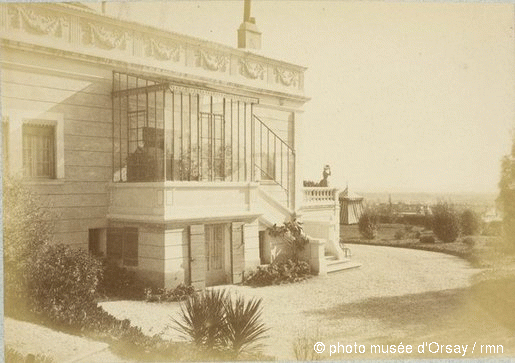
Façade Ouest avec un perron absent au Plantier[Note 17].
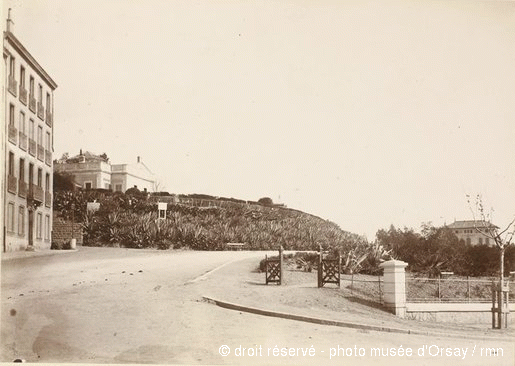
Vue générale de la villa Venadou[Note 17].

### Architecture intérieure

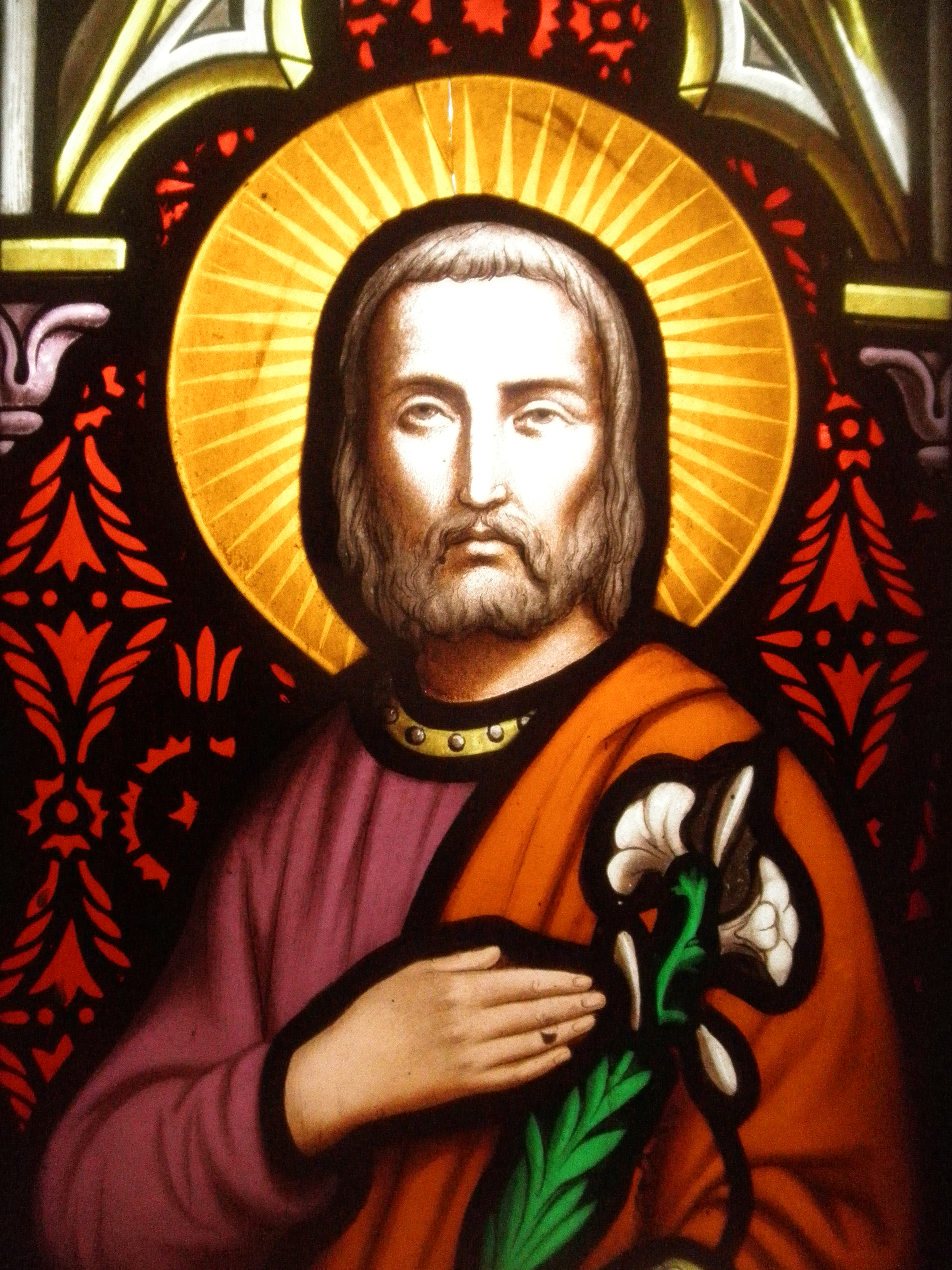
Saint Joseph, vitrail, 1861.

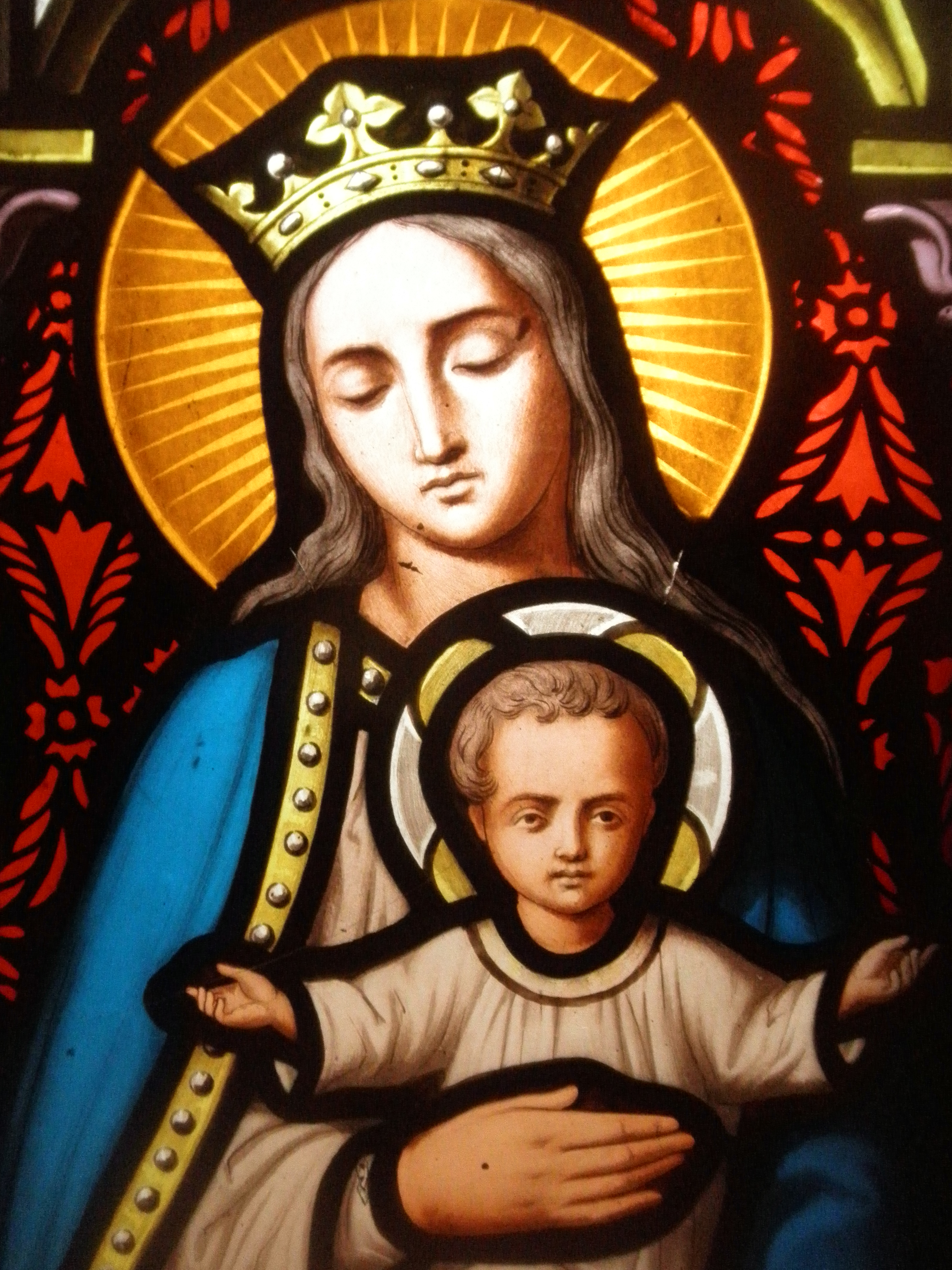
Vierge à l'Enfant, vitrail, 1861.

La villa s’organise autour d’une rotonde centrale montant de fond au premier niveau, située juste au-dessus d’une citerne au rez-de-chaussée, équipée pour recevoir les eaux de pluie du toit. Le choix de l’emplacement de la citerne se révèle n’être qu’un exercice de style dans la villa hyéroise, alors que dans les villas italiennes qu'Andrea Palladio construit au XVIe siècle, ces citernes ont un usage agricole certain. L’absence d’un escalier de service incite Paul Bourget, lorsqu’il achète la propriété, à commander à l’architecte Pierre Chapoulard un escalier extérieur en excroissance sur la façade nord. Le salon principal, en « T », est encadré par une baie quadrigéminée (comportant quatre ouvertures) offrant un panorama sur les jardins.

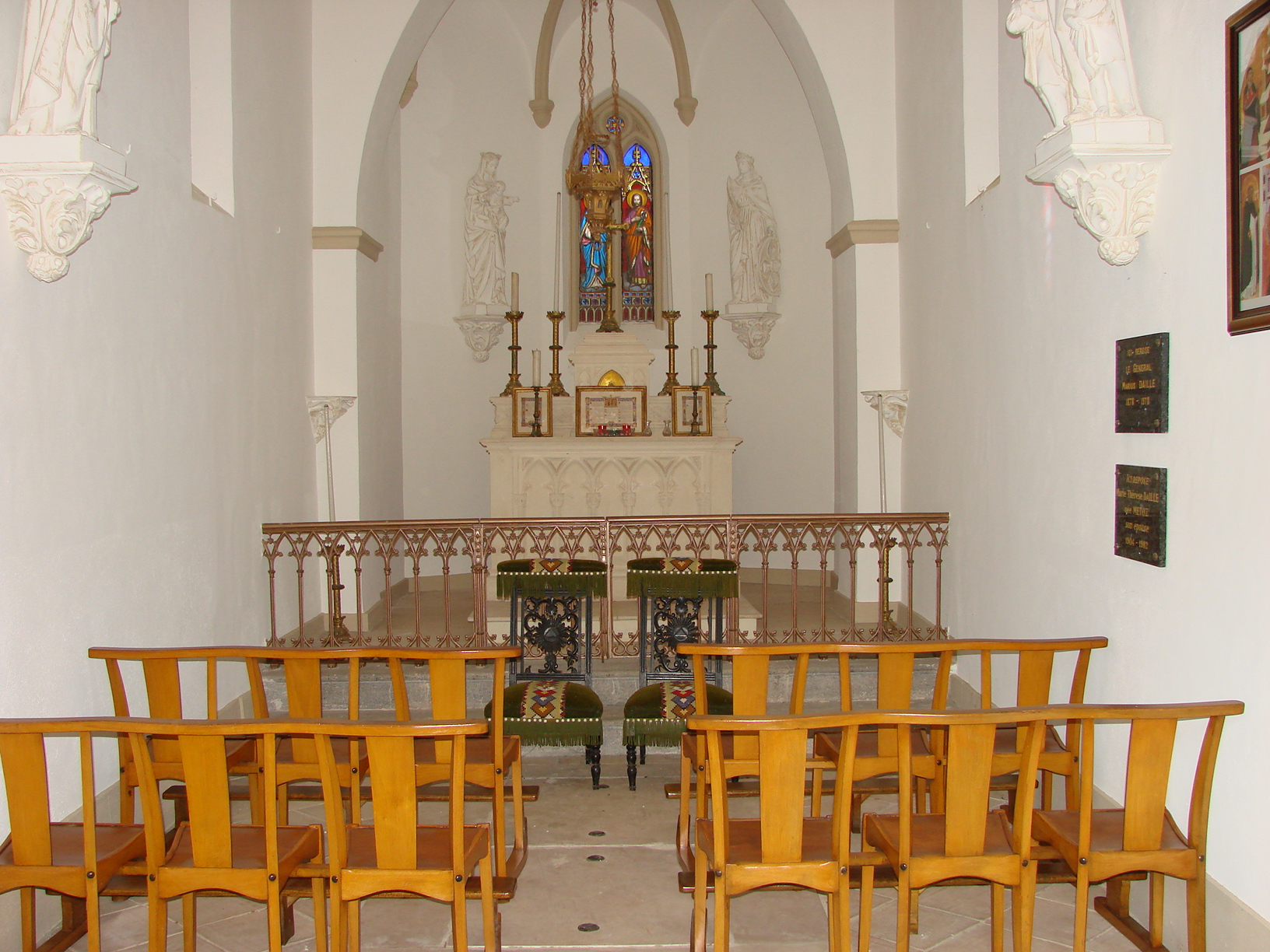
Intérieur de la chapelle du Plantier.

Ce salon en « T » se réfère au plan traditionnel des palais vénitiens, la rotonde se retrouve à la Villa Rotonda de Palladio mais aussi à la villa dite Rocca Pisana de Scamozzi à Lonigo où ce salon rond surmonte également une citerne. Mais cette baie, qui surmonte curieusement la cheminée du salon comme à la Villa Tholozan, ne semble être qu’une illustration du style de l’architecte Palladio car elle hésite entre les ouvertures trigéminées traditionnelles de Vénétie et les compositions serliennes pour parvenir à un compromis qui respecte peu le rythme ternaire. Ce type de fenêtre est mentionné par Sebastiano Serlio dans son livre aux neuf volumes Tutte l'opere d'archittura e prospetiva exposant les principes idéaux de Vitruve et de l’architecture romaine. En effet, ce type de fenêtre cintrée flanquée de deux ouvertures abaissées est une caractéristique architecturale qui apparait avec les arcs de triomphe de la Rome antique. C’est aussi une particularité de l’entrée de la Villa Forni Cerato. La destination des trois niveaux de l’édifice reprend les préceptes d'Andrea Palladio : le rez-de-chaussée rustique comprend les pièces de service pour la domesticité ; l’étage noble (piano nobile) accueille les pièces de réception et chambres principales qui s’organisent autour d’un atrium à éclairage zénithal ; enfin, le troisième niveau comprend les chambres secondaires. Les basses-offices du rez-de-chaussée de la villa abritent également une grande chambre forte où Paul Bourget entreposait ses tableaux siennois lorsqu’il quittait Le Plantier de Costebelle à la fin de la saison d’hiver.
Dédiée à la Vierge, la chapelle renferme des statues de saint Dominique et saint Vincent de Paul, patrons d’un ordre et d’une congrégation charitables auxquels la baronne de Prailly doit porter son intérêt et son dévouement. On remarque aussi les statues de saint Joseph et de sainte Catherine d’Alexandrie. La chapelle abrite la sépulture du dernier héritier de Paul Bourget, le général Daille.

Plans d'architecture : plans de sols comparés et élévation
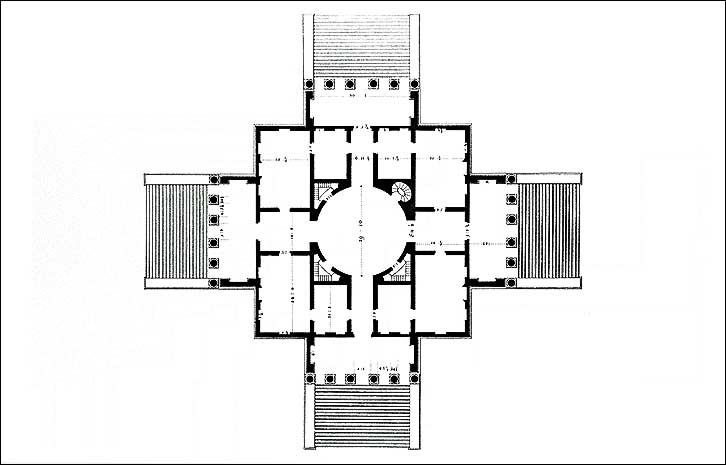
Andrea Palladio, gravure du plan de la villa « La Rotonda » avec rotonde centrale.
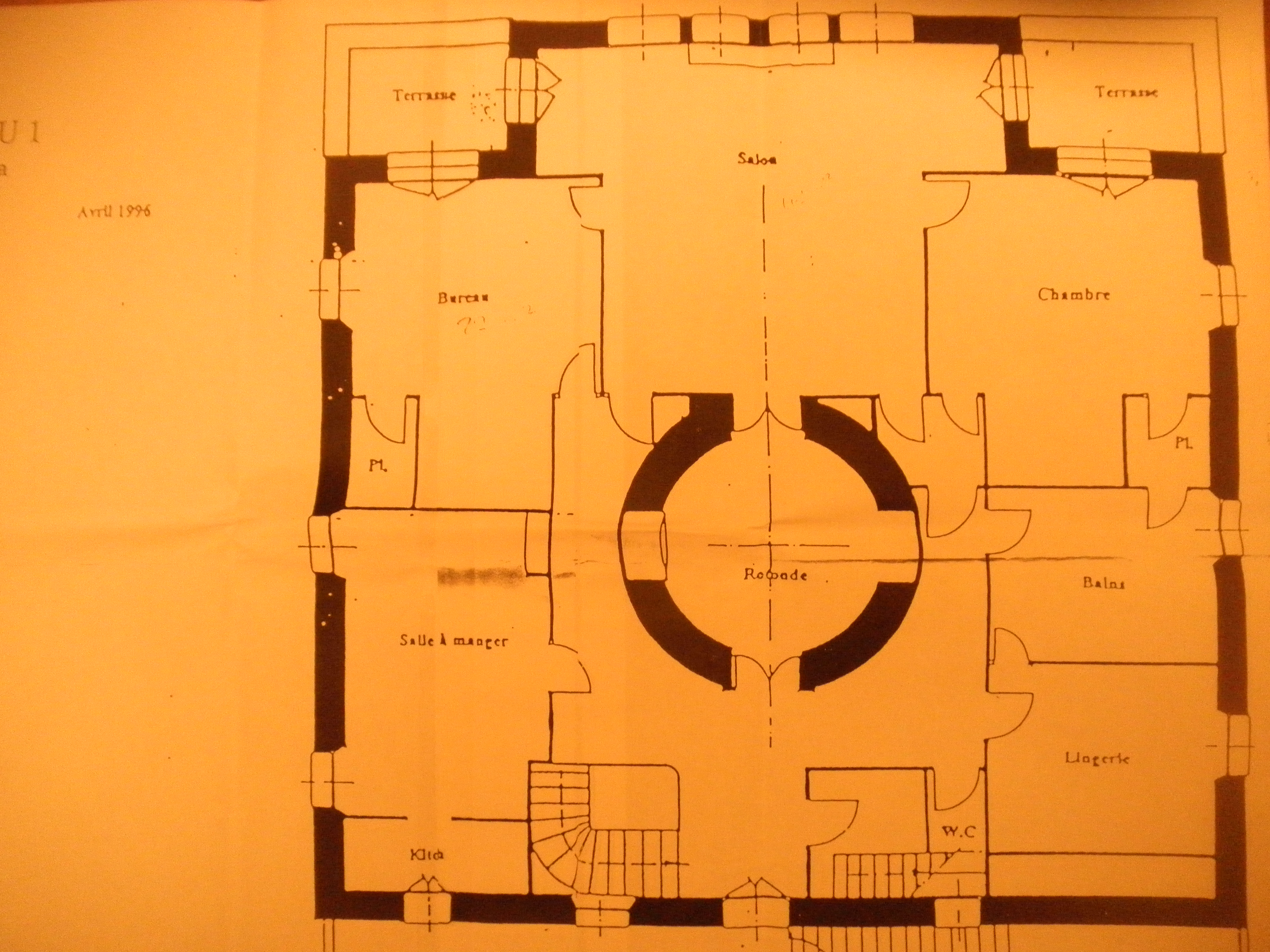
Plans intérieurs de l'étage noble du Plantier avec rotonde centrale.
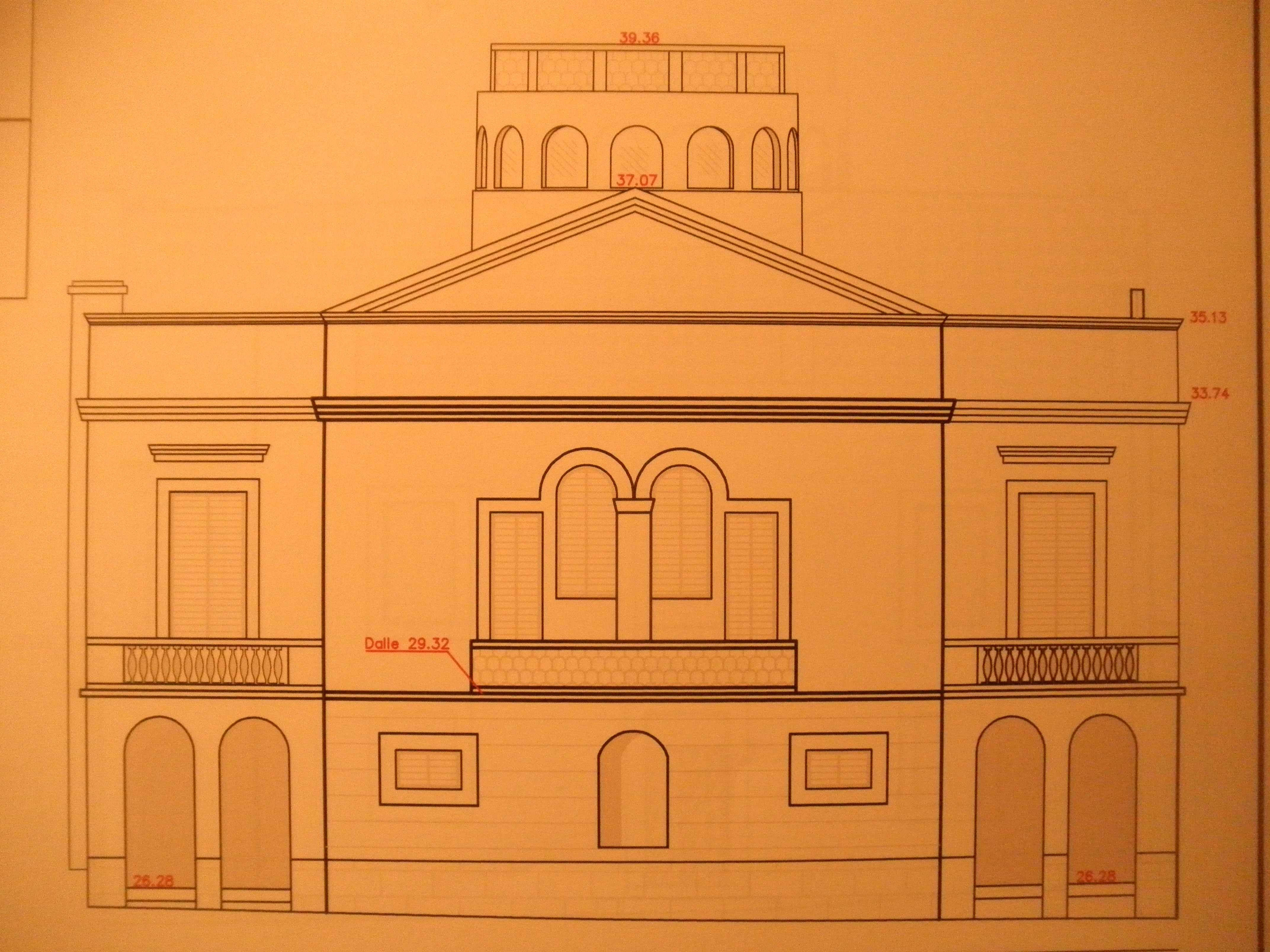
Baies serliennes du Plantier au premier étage de la façade principale.

## Parc botanique

### Situation géographique, bioclimatique et faunistique

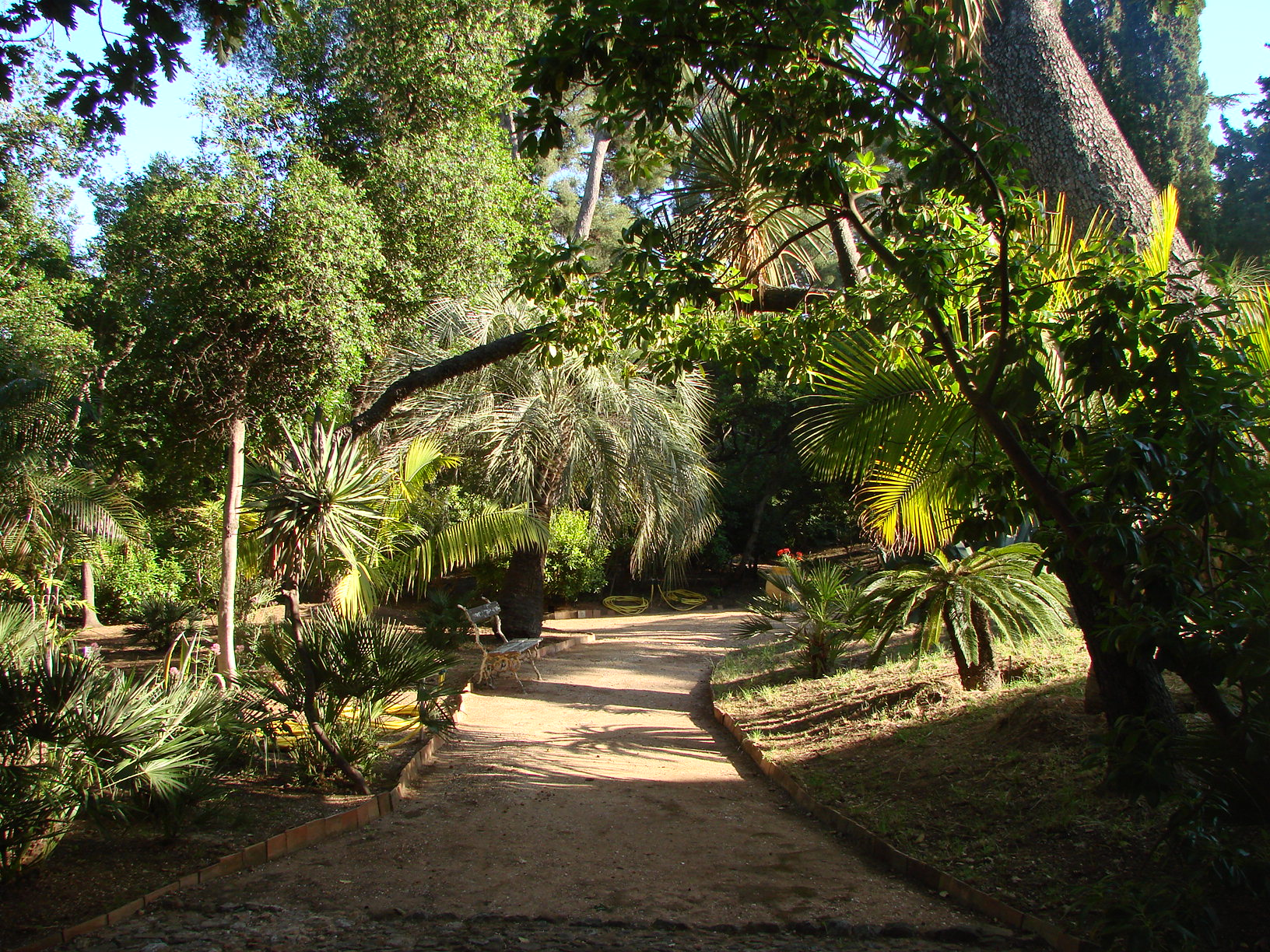
Le parc botanique du Plantier de Costebelle.

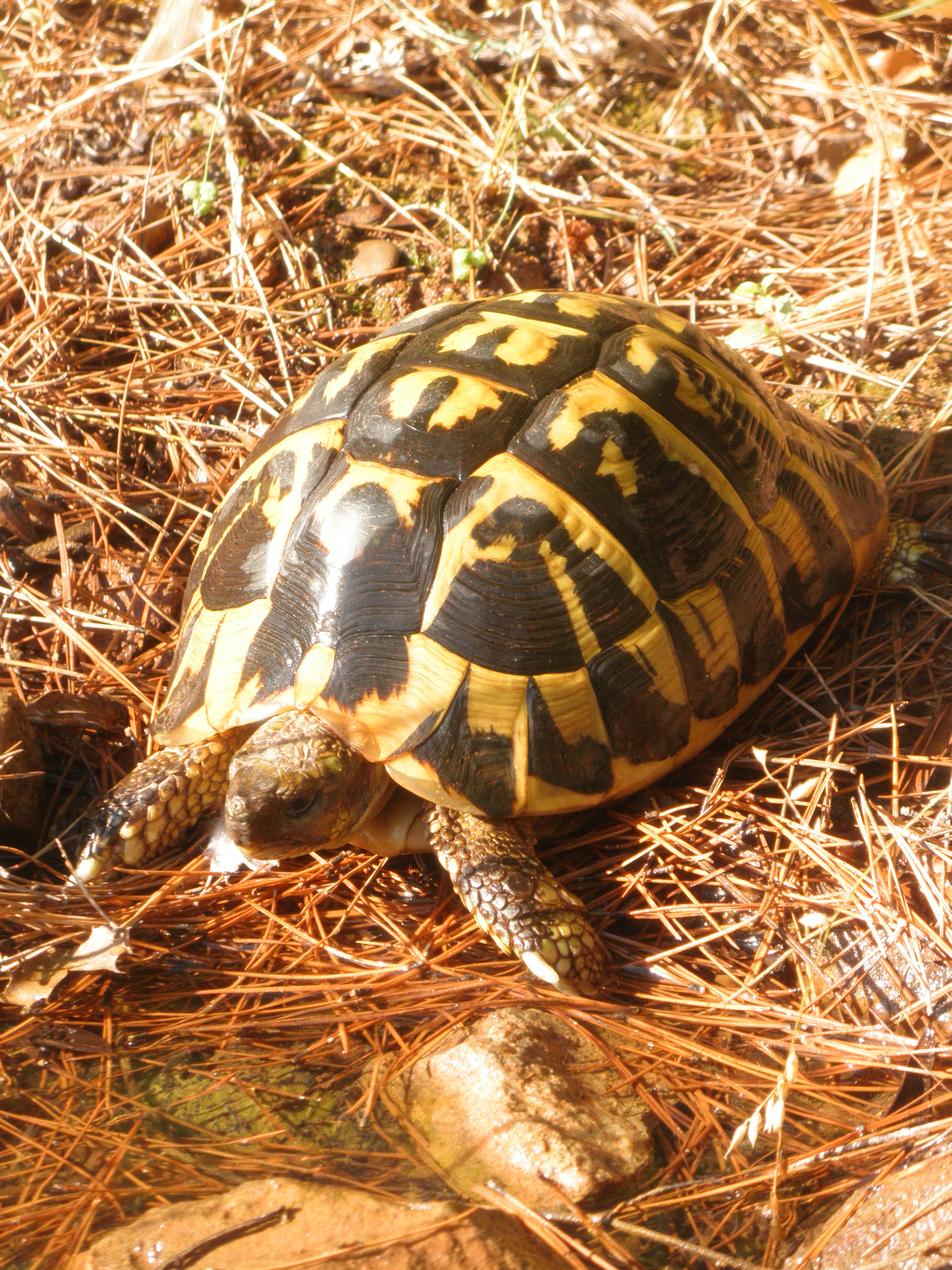
Tortue d'Hermann sauvage au Plantier de Costebelle.

Le parc du Plantier de Costebelle est situé à Hyères (43° 05′ 45″ N, 6° 07′ 12″ E), entre 90 mètres et 120 mètres d’altitude. Les parties en pente correspondent au versant sud-est du mont des Oiseaux. Le domaine est en totalité inclus dans la zone boisée classée des collines de Costebelle, sous le Pic des fées. Cette zone, qui englobe aussi les collines de Coupiane et d’une superficie globale de 284 hectares environ, constitue une zone naturelle d'intérêt écologique, faunistique et floristique (« ZNIEFF ») de type II, c’est-à-dire correspondant à un potentiel biologique important,. Les propriétés privées du Plantier de Costebelle, de la Font des Horts et de la villa Léautaud, dont les dimensions d’origine sont restées intactes, forment l’essentiel de la partie sauvage et naturelle de ce versant est du Pic des fées et du plateau de Costebelle.
Le climat y est de type méditerranéen subhumide tempéré avec une période déficitaire en pluie qui s’étend en moyenne d’avril à septembre inclus et une période excédentaire de novembre à mars. Le régime pluviométrique place Costebelle, vis-à-vis de la végétation potentielle, dans la zone la plus chaude du littoral méditerranéen français à la limite des étages thermo- et méso-méditerranéens. Ce massif se situe également entre la Provence calcaire à l'ouest et la Provence cristalline à l'est, ce qui contribue au développement d'une végétation ubiquiste. Cette zone correspond aux formations de caroubiers avec dans leur cortège floristique des espèces thermophiles comme le palmier nain naturalisé dans la garrigue de Costebelle depuis au moins une cinquantaine d’années, l’euphorbe arborescente, la barbe de Jupiter ou les vestiges de yeuseraie de basse altitude à Arisarum. On y trouve même, de façon extrêmement localisée, l’Ophrys miroir (orchidée Ciliata). La station de Météo-France la plus proche est à Hyères. Bien que la zone de rusticité des végétaux soit de 10, c’est-à-dire correspondant à un climat suffisamment chaud pour permettre à de nombreuses plantes tropicales d’y vivre, l’absence d’excès dans les températures estivales permet aux plantes des pays tempérés ou océaniques de prospérer. Ainsi, il est inexact de considérer que la zone de l’oranger englobe la portion de littoral entre Toulon (et donc Hyères) et la frontière italienne. Même si des agrumes y poussent, l’unique secteur de la Côte d’Azur ou les agrumes peuvent être produits de façon rentable est limité à la seule partie comprise entre le cap d'Ail et la frontière italienne, avec l’optimum à Garavan.
En raison de la présence endémique d’une population relictuelle de tortues d’Hermann,, protégée par l’annexe II de la Convention de Washington, dans ce territoire sanctuaire entièrement clos de murs anciens,,, la fauche se réalise en dehors des périodes de ponte (du 15 mai à début juillet) et de reproduction et l’utilisation de produits phytosanitaires est proscrite. Le biotope préférentiel de la tortue d'Hermann se situe dans la zone sud du domaine du Plantier : Quercus suber, Quercus pubescens, Pinus pinaster, Arbutus unedo, Erica arborea, Phillyrea augustifolia, Calycoyome spinosa, Citysus monspessulana, Spartius junceum, Pistacia lentiscus. Son préférendum thermique est optimal dans l'ensemble de la propriété, entre 25 °C et 30 °C.

### Esprit du parc botanique: le jardin d'acclimatation

#### Des acclimateurs au Plantier de Costebelle
M. et Mme de Prailly installent diverses variétés de plantes exotiques à partir de 1857 et font de ce parc un jardin d'acclimatation décrit par Justin-Baptistin Chabaud dans la Revue horticole de 1876 : Phoenix dactylifera a donné son nom à la Villa des Palmiers, il est partout dans le parc, quatre spécimens de Jubaea spectabilis ont été plantés et comptent parmi les plus beaux de la Côte d’Azur, Sabal umbraculifera est également présent aux côtés de six lataniers aux palmes digitées.

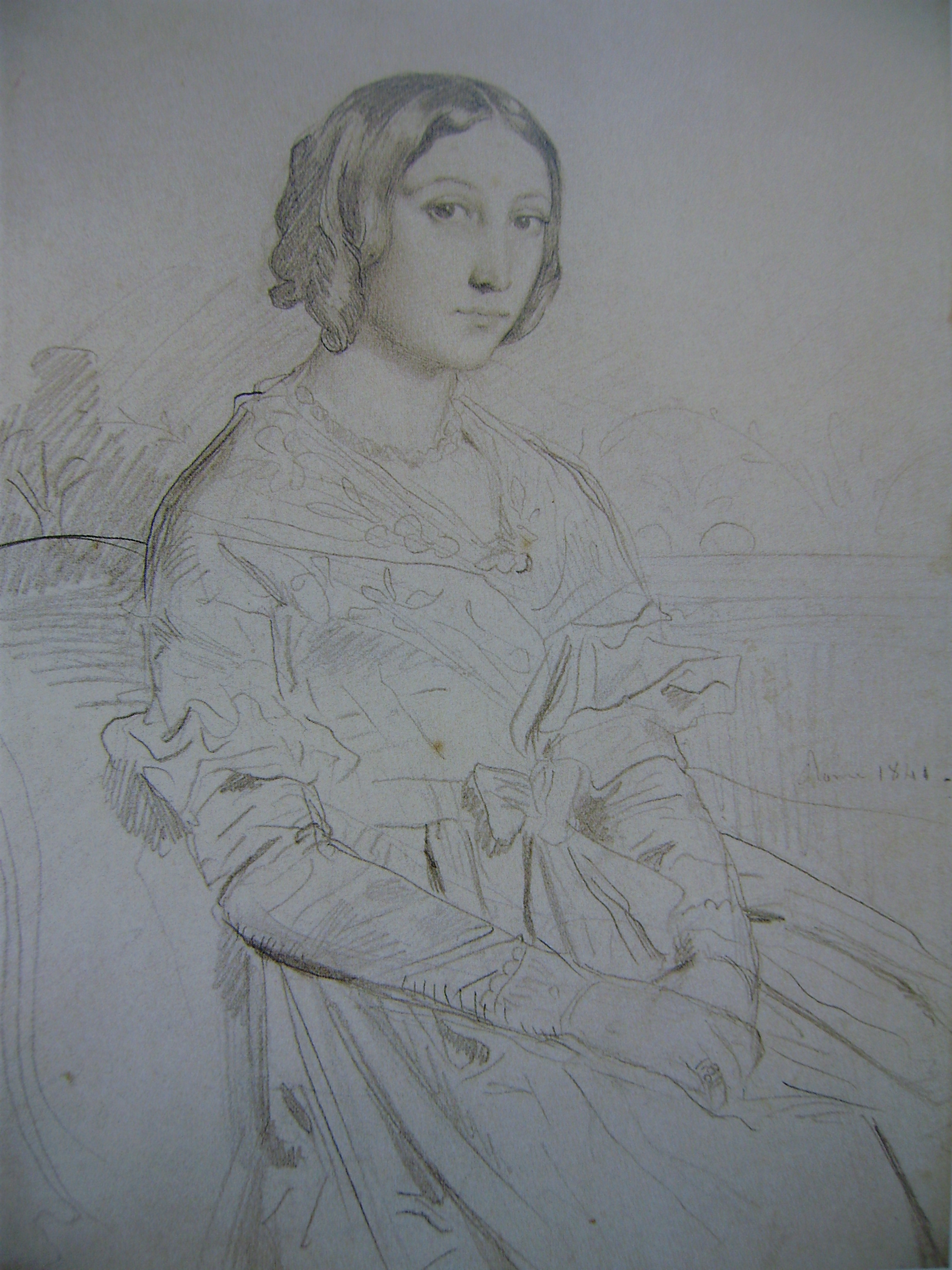
La baronne de Prailly en 1841 par Théodore Chassériau.

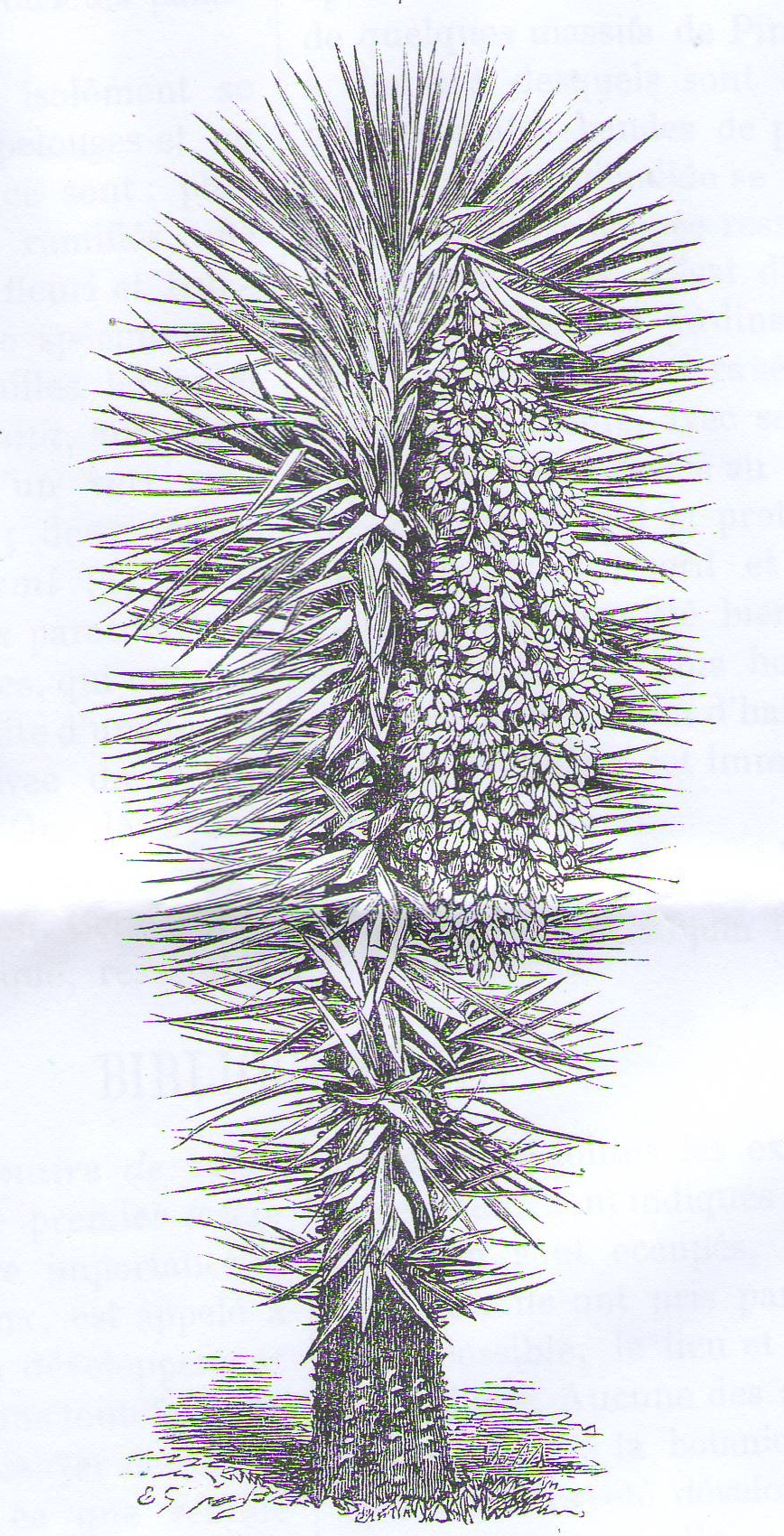
Première floraison de Yucca filifera au Plantier de Costebelle, 1876.

Dans une confusion habilement organisée, les massifs de citronniers alternent avec les Poncires, Cédrats et les touffes de nouvelles variétés panachées de Lin de la Nouvelle-Zélande. Lors de sa venue dans le parc, le 14 juin 1876, Chabaud remarque aussi Dracaena indivisa, un magnifique spécimen de Yucca treculeana, Beschorneria argyrophylla en pleine floraison avec des hampes de 3 mètres de hauteur ou Agave salmiana. Le rude hiver de 1870 a été fatal à Araucaria cunninghamii alors que Araucaria bidwillii a résisté à ce gel.
Le baron de Prailly, acclimateur avisé, fait venir du pollen de Dasylirion depuis le parc de la Tête-d'Or, à Lyon, afin d'obtenir une fécondation artificielle des deux pieds de Dasylirion femelles qui donnent ainsi quelques fruits dans les années 1870. Les Prailly sont en relation avec au moins trois horticulteurs, producteurs et marchands grainiers : la société hyéroise Charles Huber frères et Compagnie, la maison parisienne Vilmorin-Andrieux et le producteur allemand Haage et Schmidt, d'Erfurt.
Une variété de Chrysanthème portant le nom de Baron de Prailly est mentionnée dans les ouvrages d'horticulture spécialisés à la fin du XIXe siècle.

#### Botanistes reçus au Plantier de Costebelle

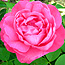
Rose 1871 « Baronne de Prailly ».

Le Plantier de Costebelle n’a jamais constitué un jardin botanique destiné à collectionner des végétaux pour leur intérêt propre, mais un jardin de plantes, ordonné pour l’agrément. Outre les succulentes, cactées, et arbousiers, les mimosas, les chênes, les cèdres et les palmiers forment la majeure partie des espèces à grand développement et sont disposés de façon à pouvoir s’intégrer au mieux dans l’environnement. Le mouvement d’acclimatation des plantes exotiques a commencé à Hyères en 1832 sous l’impulsion de son maire Alphonse Denis et Le Plantier de Costebelle, grâce aux orientations botaniques du baron et de la baronne de Prailly, en est devenu un des témoins en agissant de fait comme un conservatoire pour certains végétaux comme l’arbousier de Chypre, par exemple, qui y pousse de façon endémique. 

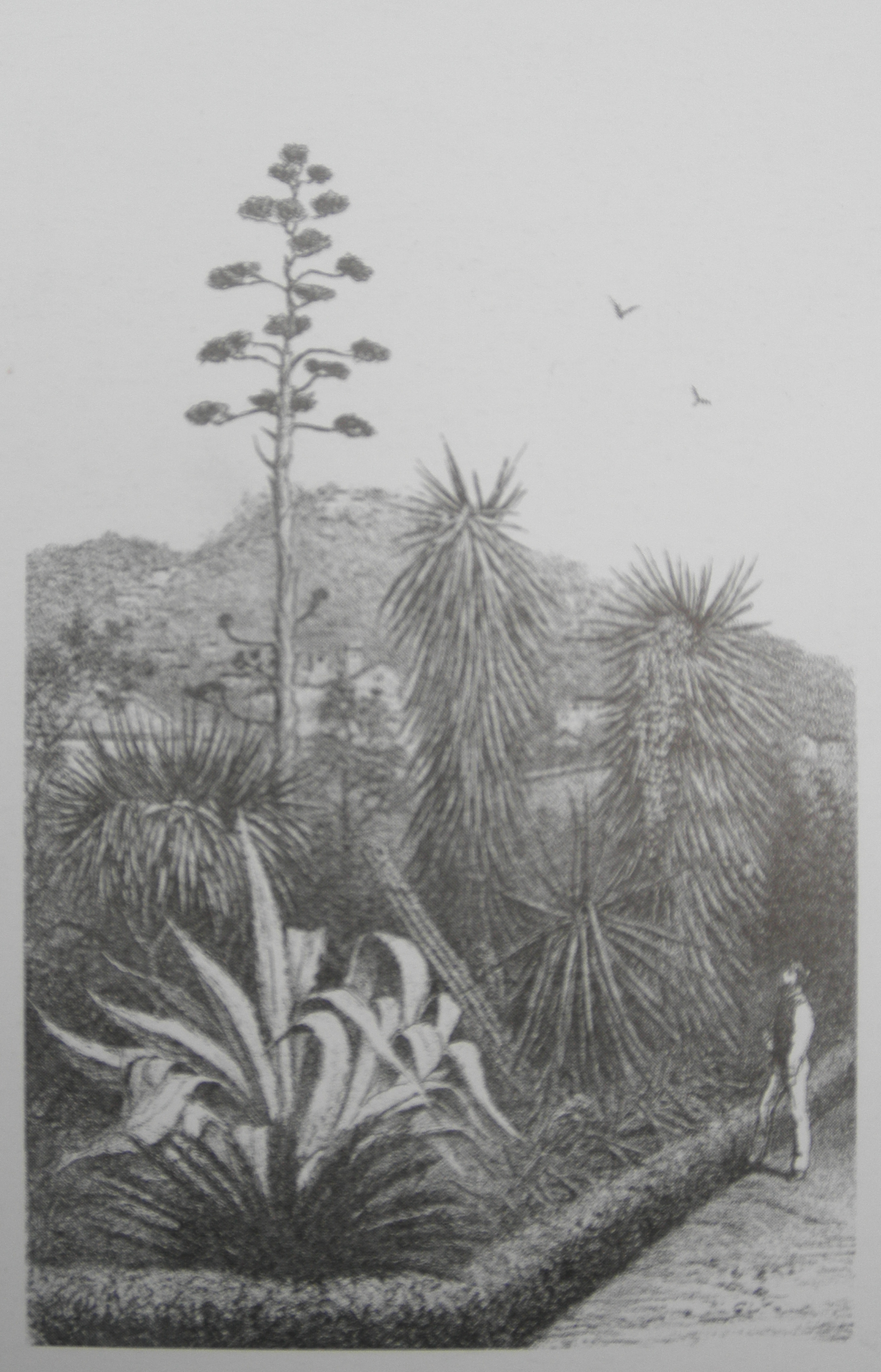
Le jardin Huber en 1882 Yucca filifera en fleur.

Les Prailly reçoivent le botaniste Justin-Baptistin Chabaud le 14 juin 1876 ainsi que le directeur du Muséum d'histoire naturelle de Nice, Émile Sauvaigo. Les voisins immédiats du Plantier ont leurs habitudes chez les Prailly : le directeur du Parc de la Tête d'Or, Gustave Bonnet, à la Villa Marguerite ou le botaniste Jacques Nicolas Ernest Germain de Saint-Pierre au château de Saint Pierre des Horts. Charles Huber participe aux plantations et l’horticulteur lyonnais Jean Liabaud crée en 1871 une rose baptisée « baronne de Prailly », rosier buissonnant hybride remontant (les hybrides perpétuels remontants sont le grand succès de la seconde moitié du XIXe siècle et sont considérés comme des roses « anciennes »). Ce rosier, rare en culture, a une hauteur de 120 centimètres et produit une belle fleur aux pétales régulièrement imbriqués d’un rose intense, parfumée :

« (...) Bright red, large, very full ; often does not open well. Moderate vigor...flower large bright red, globular, too heavy for the stems which are rather slight and flexuose...Mme la Baronne de Prailly lives in Hyères (...) »

— The Old Rose Advisor, Volume I, Brent C. Dickerson, 2001, p. 418.

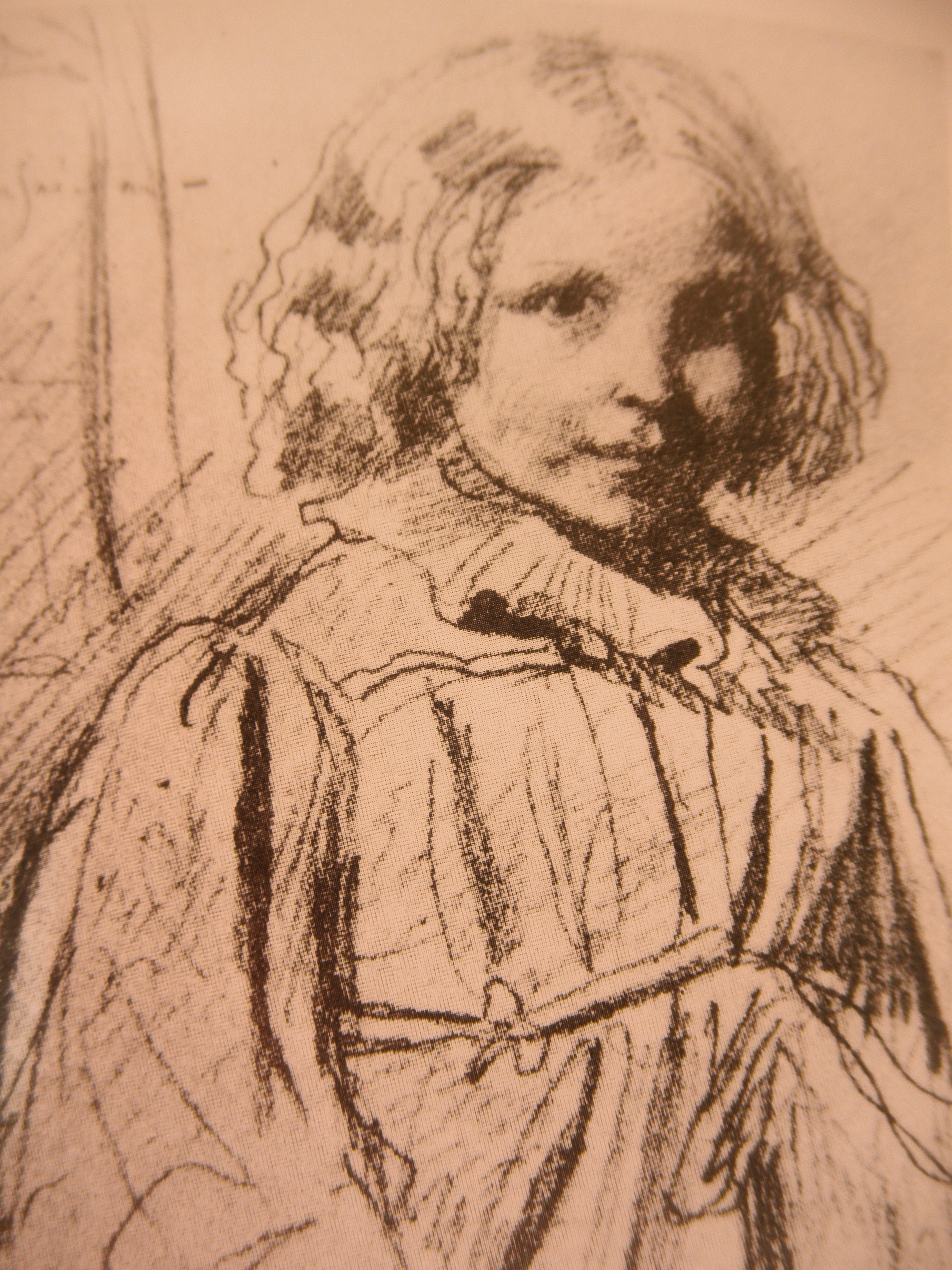
Berthe de Prailly par Théodore Chassériau, lors de son séjour à Rome, 1840.

Dans les années 1920, de grands acclimateurs et jardiniers amateurs visitent le Plantier de Costebelle, souvent à l'initiative d'Edith Wharton qui occupe la propriété voisine de Sainte-Claire et qui se passionne pour la culture de plantes méditerranéennes ; Paul et Minnie Bourget reçoivent ainsi Charles McLaren (1er baron Aberconway) et son épouse, Lady Aberconway, propriétaires du jardin de La Garoupe et du parc botanique de Bodnant (en) en Angleterre. Ils accueillent aussi le Major Lawrence Johnston, célèbre créateur des jardins de La Serre de la Madone et du jardin botanique de Hidcote Manor (en).

#### La Riviera des acclimateurs
Le parc botanique du Plantier de Costebelle, est demeuré inchangé depuis sa création en 1857. Le classement survenu en 1976 a permis d’éviter des modifications ou des agencements qui auraient pu altérer l’atmosphère passée et désuète d’un jardin du XIXe siècle, témoin d’une Côte d’Azur oubliée et lointaine dont la clientèle anglaise raffolait lorsqu’elle y prenait ses quartiers d’hiver. Grâce à la présence de plantations anciennes, on y retrouve l’ambiance de certains parcs de Menton, comme celui notamment de la villa Maria Serena, villa de villégiature typique du quartier de Garavan sur la Riviera méditerranéenne, construite par Charles Garnier. Par sa note exotique, le jardin du Plantier semble aussi rappeler le parc du Manteau, à Tamaris, conçu par Michel Pacha et où l’on découvre de façon exceptionnelle pour la région, un Caryota, un Kentia ou deux spectaculaires Araucarias.

### Caractéristiques du parc du Plantier de Costebelle

#### Collections vivantes du parc botanique

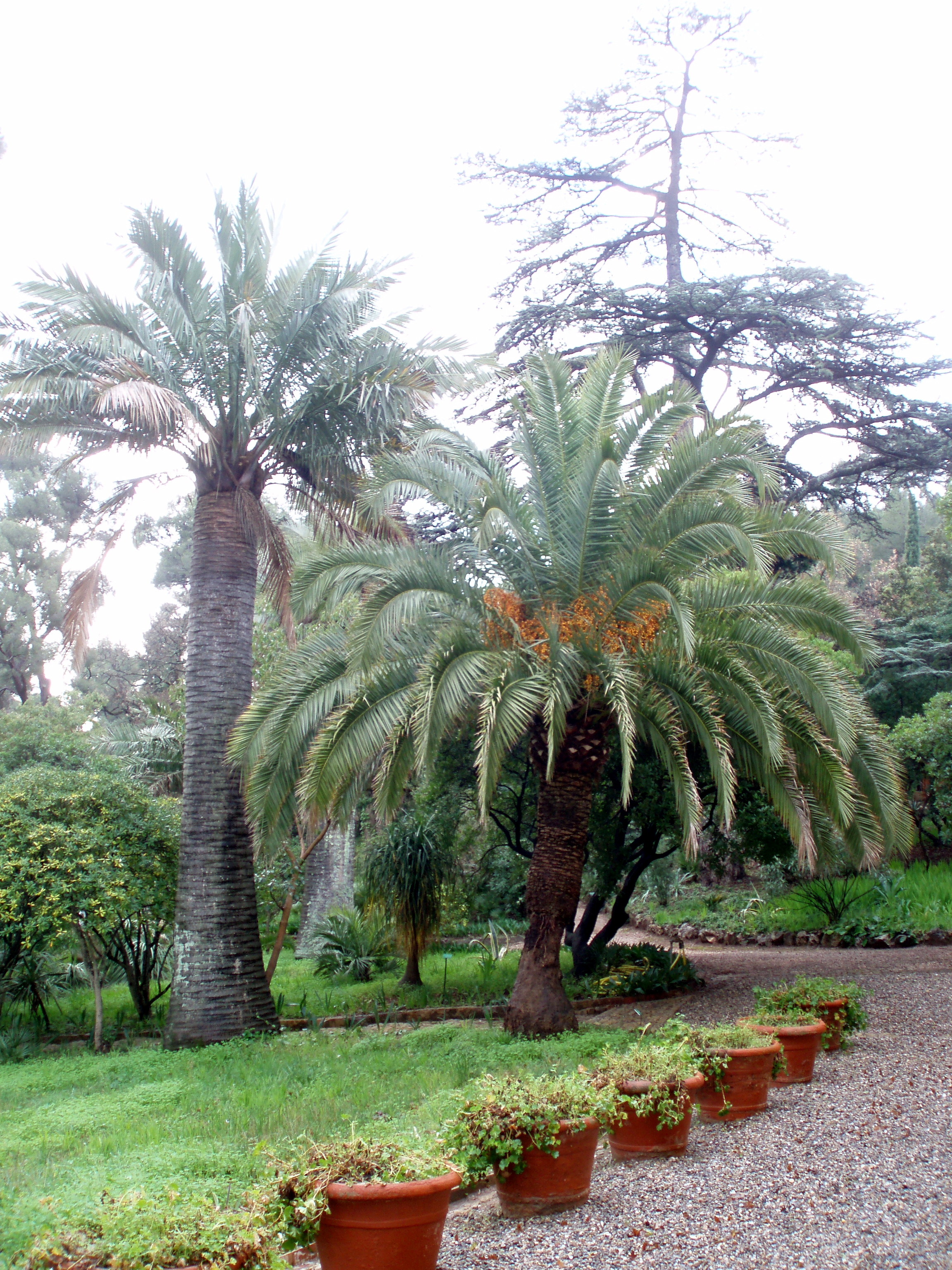
Un Jubaea chilensis et un Phoenix canariensis au Plantier de Costebelle.

- Phoenix canariensis (dattier des Canaries, palmier de Hyères)
- Jubaea chilensis (cocotier du Chili, palmier à miel)*[106]
- Butia capitata (palmier abricot, arbre à laque du Brésil)
- Phoenix roebelenii (dattier du Mékong, dattier nain)
- Syagrus romanzoffiana (cocotier plumeux d’Uruguay, palmier Reine)
- Sabal palmetto (palmier de Floride)*[107]
- Cycas revoluta (sagoutier des temps révolus)
- Dasylirion serratifolium et Dasylirion glaucophyllum (dasylire barbu du Mexique)
- Washingtonia robusta (washingtonia mexicain, palmier du Mexique)
- Brachychiton sp. (arbre bouteille d’Australie)
- Nolina longifolia (noline à longues feuilles d’Oaxaca)*
- Chamaedorea microspadix (palmier bambou du Mexique)
- Juniperus drupacea (genévrier de Syrie)*
- Trachycarpus fortunei (palmier à chanvre, palmier de Chine)
- Beaucarnea recurvata (noline recourbée, patte d’éléphant du Mexique)
- Yucca rostrata (yucca rostrata du Texas)
- Yucca elephantipes (yucca éléphant du Guatémala)
- Pinus canariensis (pin des Canaries, pin de Ténérife)*
- Nerprun alaterne (prunier noir, niger prunus)
- Brahea armata (palmier bleu de Basse-Californie)
- Callistemon sp. (arbre rince - bouteille d’Australie)
- Dracaena draco (dragonnier des Canaries, dragonnier commun)
- Yucca filifera (palmier de Saint Pierre du Mexique)*
- Agave americana (agave américain, maguey)
- Agave americana marginata (agave américain, agave pita)
- Agave americana var. medio picta aurea (agave américain panaché jaune du Mexique)
- Agave salmiana var. ferox (agave ferox du Mexique)
- Pinus sabiniana (pin gris de Californie)*
- Beschorneria yuccoïdes (beschornerie à forme de yucca du Mexique)
- Agave attenuata (agave queue de renard, agave à cou de cygne)
- Cycas circinalis (sagoutier enroulé d’Inde)*
- Araucaria araucana (désespoir des singes du Chili)[108]
- Trachycarpus wagnerianus (palmier miniature de Chusan)*
- Livistona chinensis (latanier de Chine, palmier fontaine)*
- Chamaerops humilis (palmier nain, faux Doum)
- Arbutus andrachne (arbousier de Chypre)*
- Arbutus unedo (arbousier commun de Méditerranée)
- Pinus halepensis (pin d’Alep)*
- Quercus suber (chêne-liège)
- Cedrus libani (cèdre du Liban)
- Jasminum humile subsp. humile (jasmin relique)
- Arbutus ×andrachnoides (arbousier hybride de Méditerranée)
- Freesia alba (freesia blanc d’Afrique du Sud)
- Pittosporum tobira (pittospore à graine collante de Nouvelle-Calédonie)
- Cyprès sempervirent (cyprès commun de Méditerranée)
- Quercus pubescens (chêne blanc, chêne pubescent, chêne truffier)*
- Kerria japonica (corête du Japon)
- Acacia dealbata (mimosa d’hiver, mimosa des fleuristes)
- Spiraea arguta (spirée du Japon)
- Yucca gloriosa (yucca gloriosa du Mississippi)
- Agave lophanta poselgeri (agave lophanta du Texas)
- Agave salmiana (agave salmiana du Mexique)
- Agave bracteosa (agave araignée)
- Ceratonia siliqua (caroubier)
- Agave angustifolia variegata (agave panachée du Costa Rica)
- Agave parryi truncata (Agave patonii du Mexique)
- Agave americana var. medio picta alba (agave américain panaché blanc du Mexique)
- Pistacia lentiscus (pistachier lentisque, arbre au mastic, bassin méditerranéen)
- Agave sisalana (sisal du Mexique)
- Urginea maritima (Scille maritime du bassin méditerranéen)
- Chasmanthe floribunda (chasmanthe d'Afrique du Sud)
- Agapanthus praecox (agapanthe d'Afrique du Sud)
- Phoenix canariensis ×dactylifera (dattier des Canaries hybride)
- Yucca torreyi (yucca de John Torrey, Texas)
- Yucca schottii (yucca d'Arizona)
- Quercus rysophylla (chêne du Mexique, Peckerwood garden, Texas)
- Encephalartos altensteinii (encephalartos, Eastern Cape Afrique du Sud)*
- Cordyline australis purpurea (cordyline pourpre de Nouvelle-Zélande)
- Araucaria heterophylla (pin de Norfolk, île de Norfolk)

Les végétaux suivis d’un * sont remarquables en raison soit de leur ancienneté — les cocotiers du Chili plantés par Hortense de Prailly ou le yucca filifera décrit par Chabaud en 1876 par exemple — soit de leur rareté sur la côte méditerranéenne — le cycas circinalis, pour le plus notable.

#### Quelques particularités de certains végétaux du Plantier de Costebelle

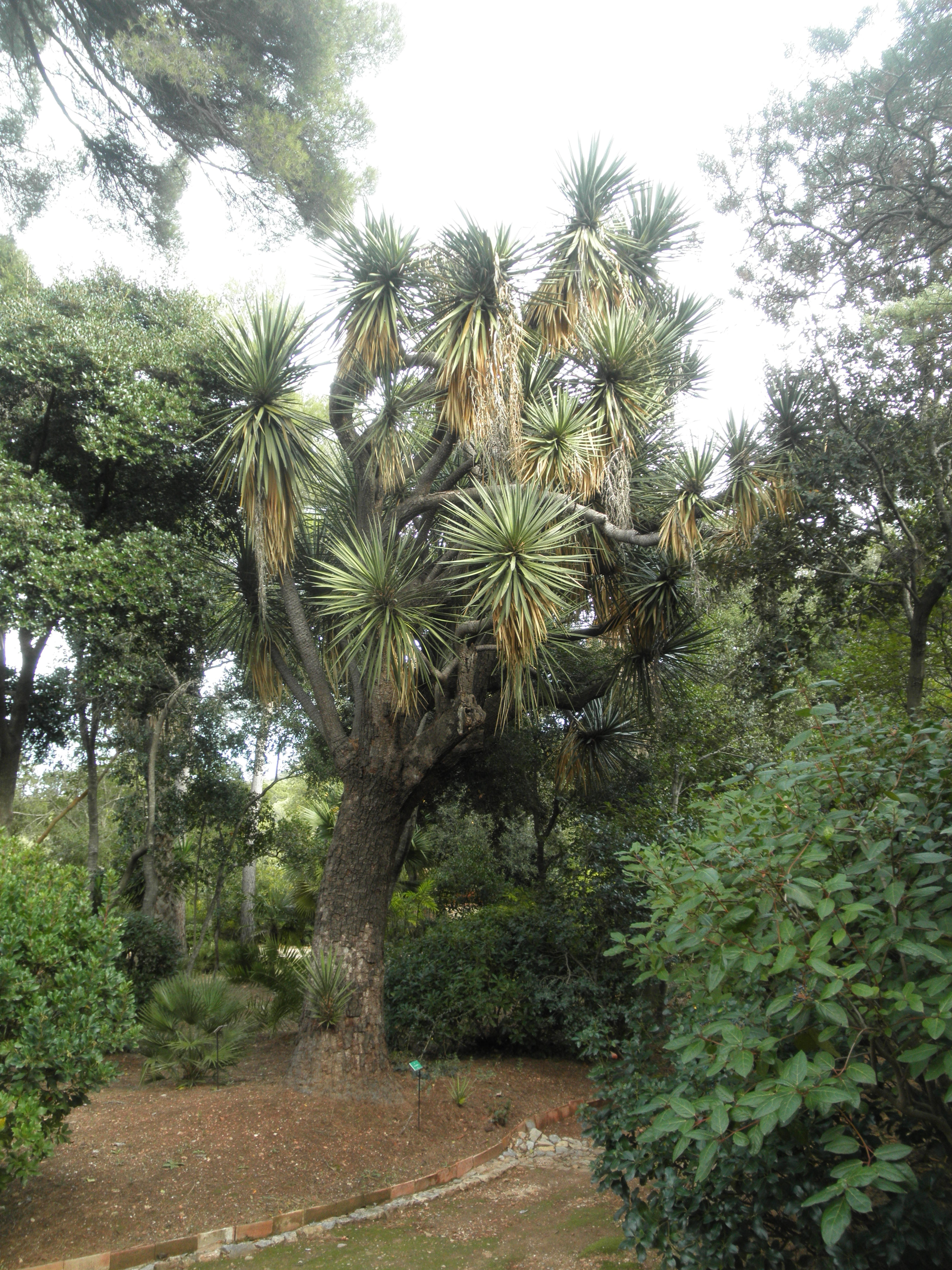
Le Yucca filifera décrit par Chabaud en 1876 dans la diagnose originale de l'espèce.

Les vénérables cocotiers du Chili de la propriété sont les plus massifs de tous les palmiers par le diamètre de leur stipe. Au Chili les gros sujets ont été majoritairement coupés pour en extraire la sève sucrée qui coule alors en abondance et peut se boire en bouillie, donnant du miel de palme, ou fermentée, comme du vin. Un sujet adulte peut donner 450 litres de cette sève, cause de sa raréfaction dans son pays d’origine. Ce palmier est présent dans le parc après 1860 et inventorié sous le nom de Jubaea spectabilis par Giorgio Roster en 1915, où ils ont été plantés après 1863, grâce à Charles Huber, directeur de l'établissement horticole Charles Huber et Compagnie. Le botaniste Justin-Benjamin Chabaud précise que les quatre sujets du Plantier de Costebelle représentent dans la région de l'olivier cette « végétation hors ligne ».
Le rare sagoutier enroulé, plante très archaïque du sud de l’Inde, a un système de reproduction qui se réalise par l’intermédiaire de fleurs archaïques, très rudimentaires, disposées sur des inflorescences ligneuses en forme de cône. Chaque pied ne comporte en général qu’un seul type de cônes, mâles ou femelles, mais on a observé qu’ils peuvent changer de sexe occasionnellement, changement qui se produit souvent à la suite d’un traumatisme.
Originaire du sud du Brésil, le cocotier plumeux est découvert par un naturaliste d’origine française, Louis Charles Adélaïde Chamisseau de Boncourt qui l’a dédié au chancelier russe Nicolas Romanzoff, commanditaire de l’exploration à laquelle il participa.
Le palmier miniature de Chusan est inconnu dans la nature. Il a été décrit à partir de plantes cultivées et demeure une énigme pour les spécialistes.
L’arbousier de Chypre a la particularité d’avoir une écorce s’exfoliant durant la période d’été laissant alors apparaître une couche de couleur vert pistache qui vire ensuite progressivement vers l’orange/brun. Vu le nombre important de sujets jeunes et anciens dans le parc, le Plantier de Costebelle agit comme un véritable conservatoire pour cette collection végétale d’arbousiers. On peut d’ailleurs observer, en dehors des limites du domaine du Plantier, sur le versant est du mont des Oiseaux (pic des Fées), et grâce à la dissémination des graines depuis le parc, quelques arbousiers de Chypre qui poussent au milieu des espèces indigènes (pinèdes de pins d’Alep, pelouses thermophiles à légumineuses).
Le plus ancien palmier de Saint Pierre de la propriété est acheté avec un lot de dix pieds par le baron de Prailly en 1860, 1866 et 1867 à la société horticole Charles Huber (chef-jardinier du maire d'Hyères Alphonse Denis) qui se fournit auprès du producteur Vilmorin - Andrieux. Ces yuccas proviennent des hauts plateaux mexicains d'où le botaniste tchèque, Benedict Roezl les ramènent pour le compte de Philippe André de Vilmorin et de l'horticulteur hyérois Charles Huber. Ce dernier vend cette plante avec un lot de dix pieds, en 1866 et 1867 au baron de Prailly. En 1869 et 1870, la maison Haage et Schmidt, d'Erfurt, cède aux Prailly une autre variété de yucca, Yucca albo spica, qui est plantée aux côtés des Yuccas filiferas existants. L'examen de cette seconde variété par Justin-Baptistin Chabaud révèle une analogie entre les deux espèces. Yucca filifera fleurit pour la première fois en Europe, au Plantier de Costebelle en 1876, soit trois ans avant la mort de la baronne de Prailly. Cette première inflorescence, constituée de panicules chargées de grosses clochettes qui ont un port retombant, est reproduite et décrite dans la Revue Horticole de 1876 par Chabaud, alors que le botaniste John Gilbert Baker considère à l'époque qu'il s'agit d'une simple variante du Yucca baccata. Chabaud précise que cette première inflorescence européenne est sans doute due à une réaction à une ancienne transplantation du yucca, en 1869, au sein même du parc du Plantier de Costebelle. Ces manipulations, connues des jardiniers et arboriculteurs, permettent de hâter la floraison de plantes qui tardent à fleurir. La date de 1876 représente l’année de publication effective de la Revue Horticole dans laquelle l'espèce et le taxon d'origine sont décrits la première fois sous le binôme « Yucca filifera ».

Quelques plantes exotiques du parc d'acclimatation du Plantier de Costebelle
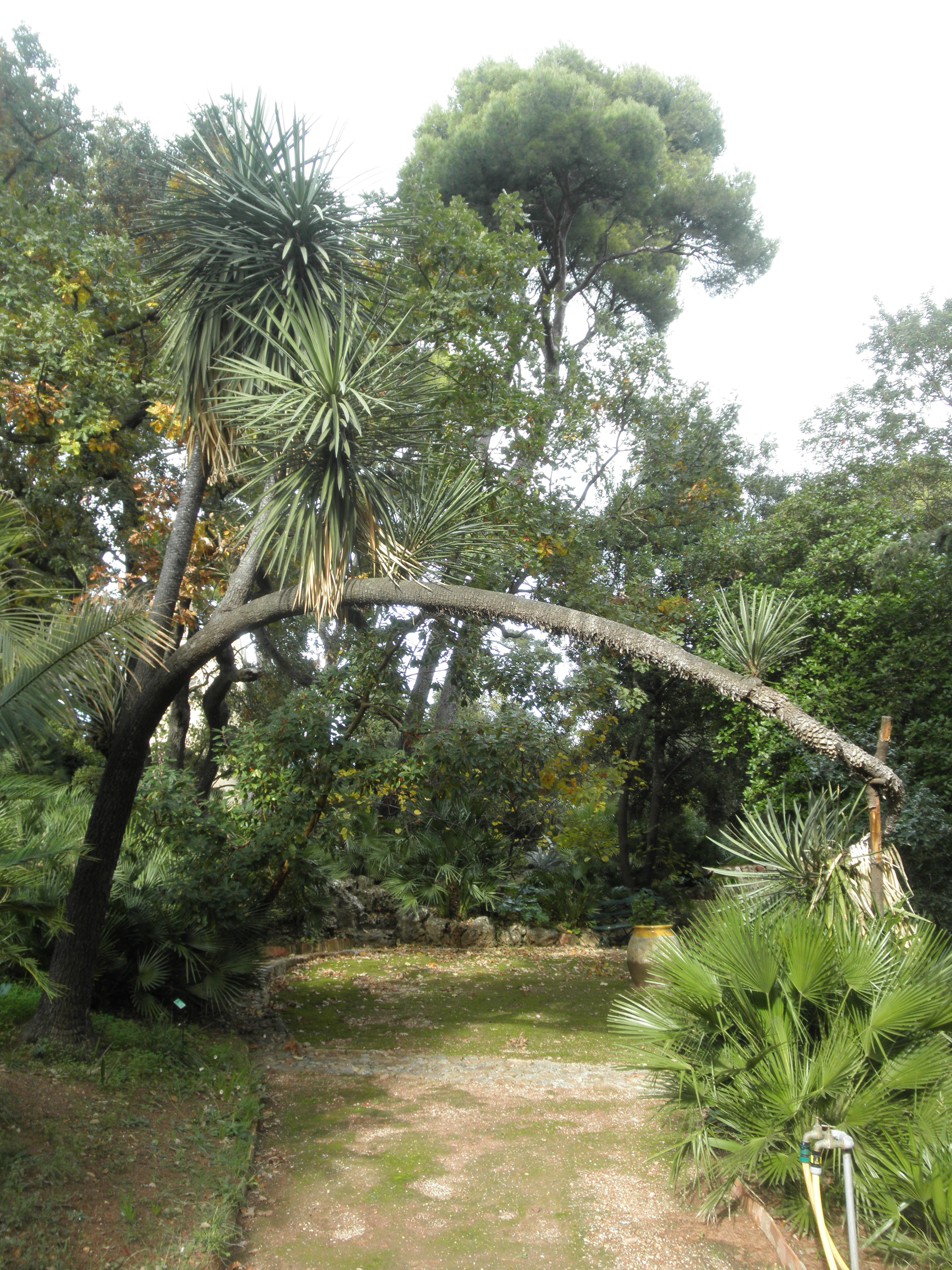
Yucca filifera centenaire.
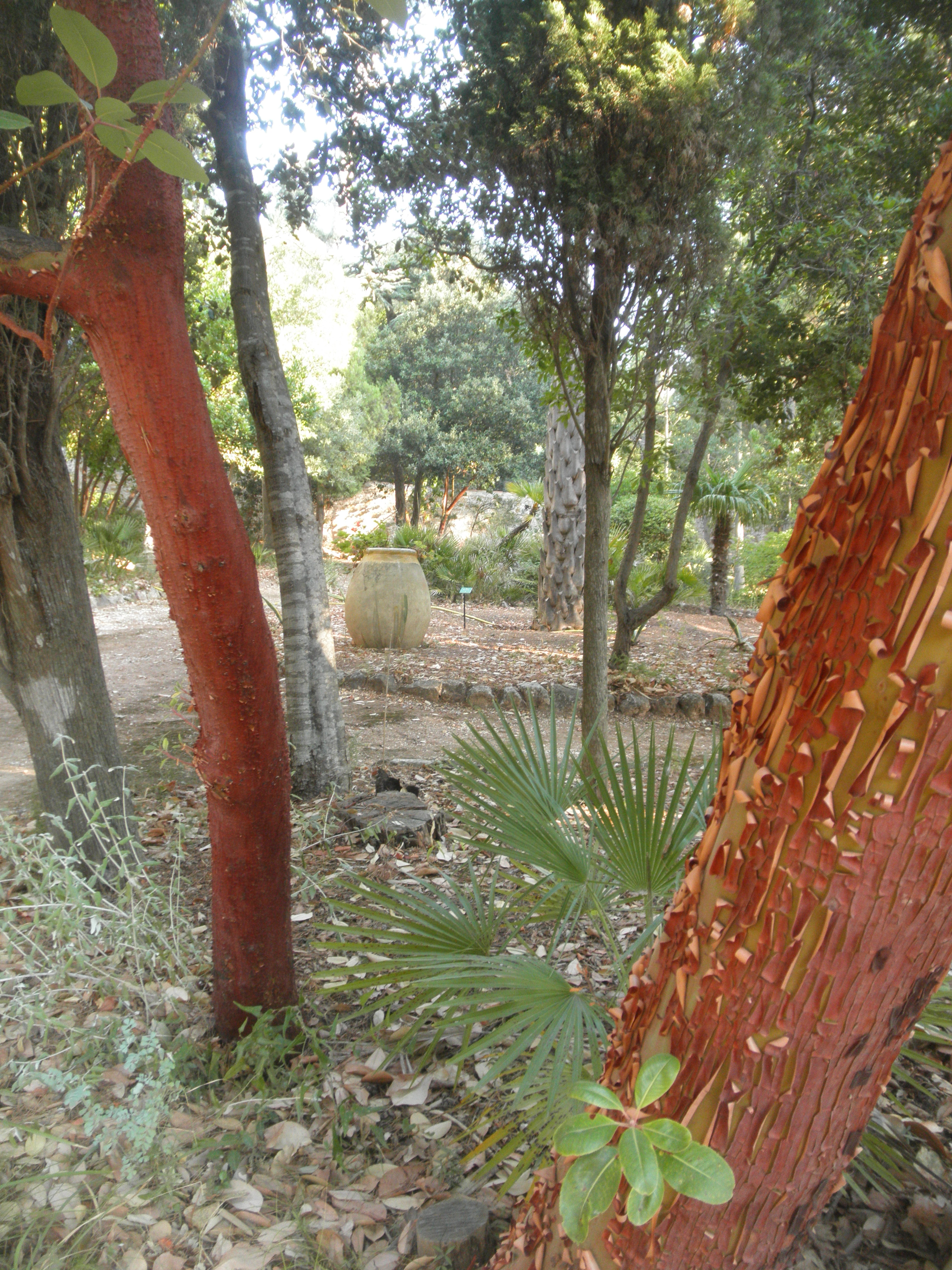
Écorce d'Arbutus andrachne s'exfoliant.
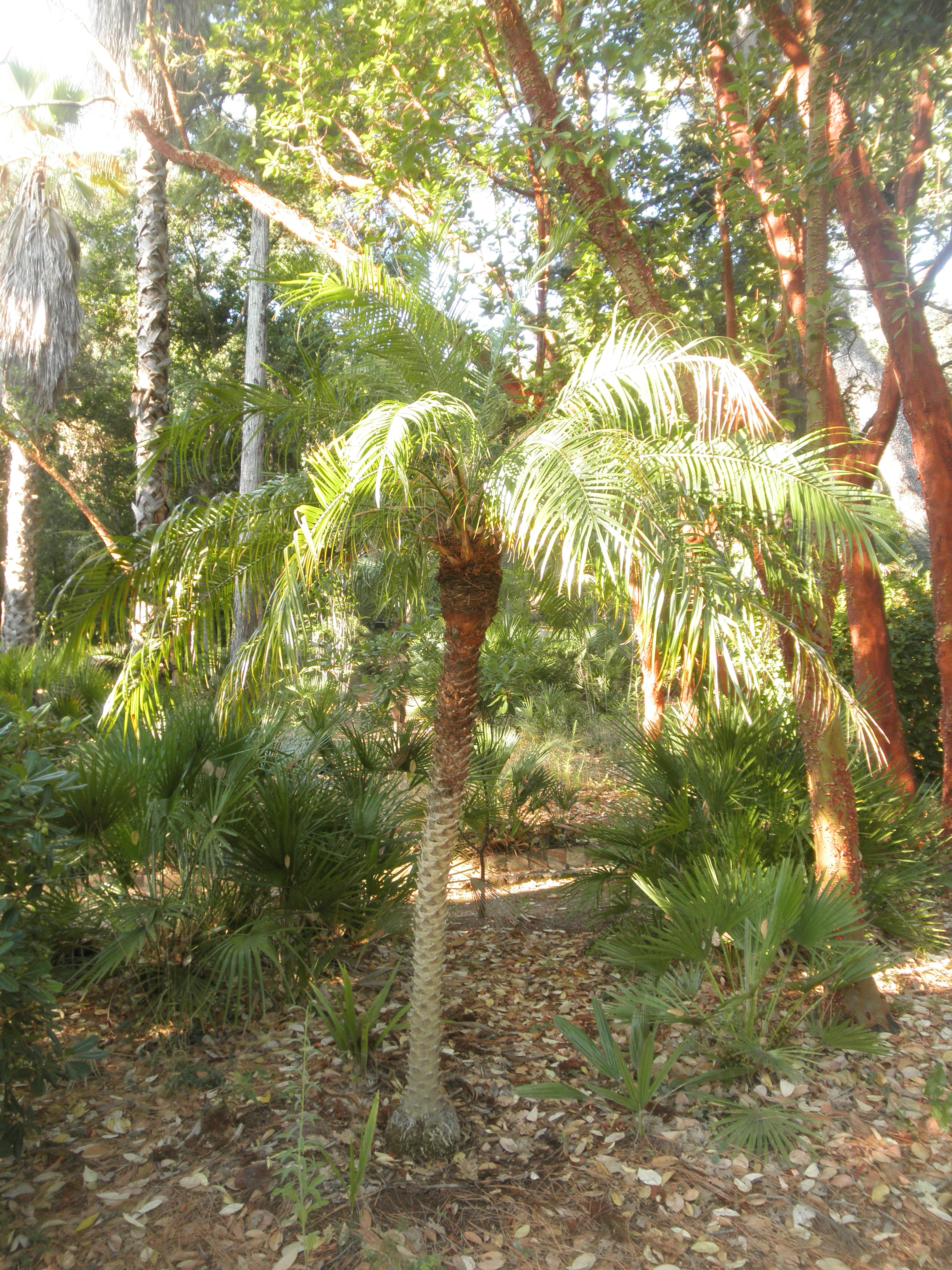
Phoenix roebelinii.
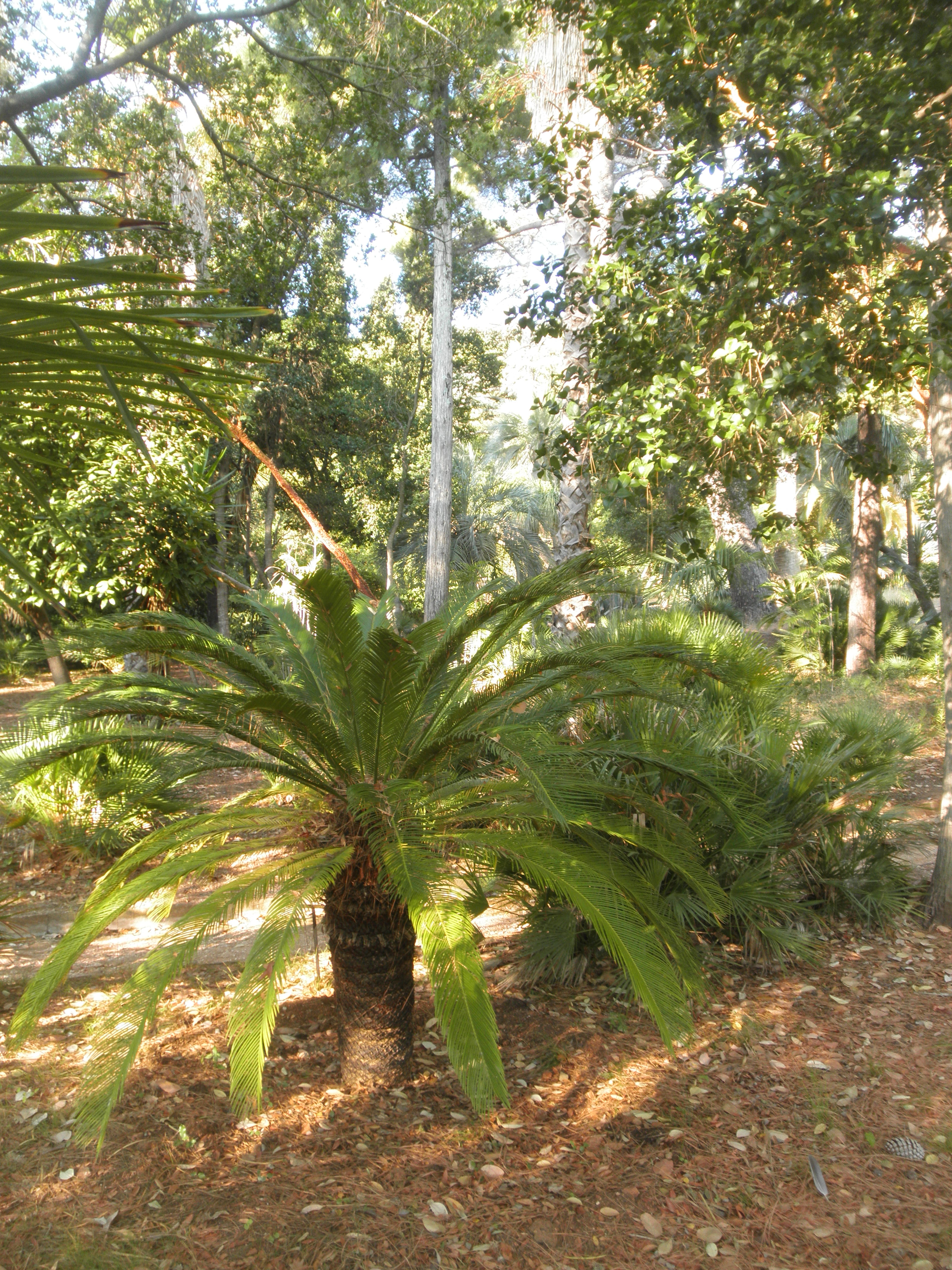
Cycas revoluta.
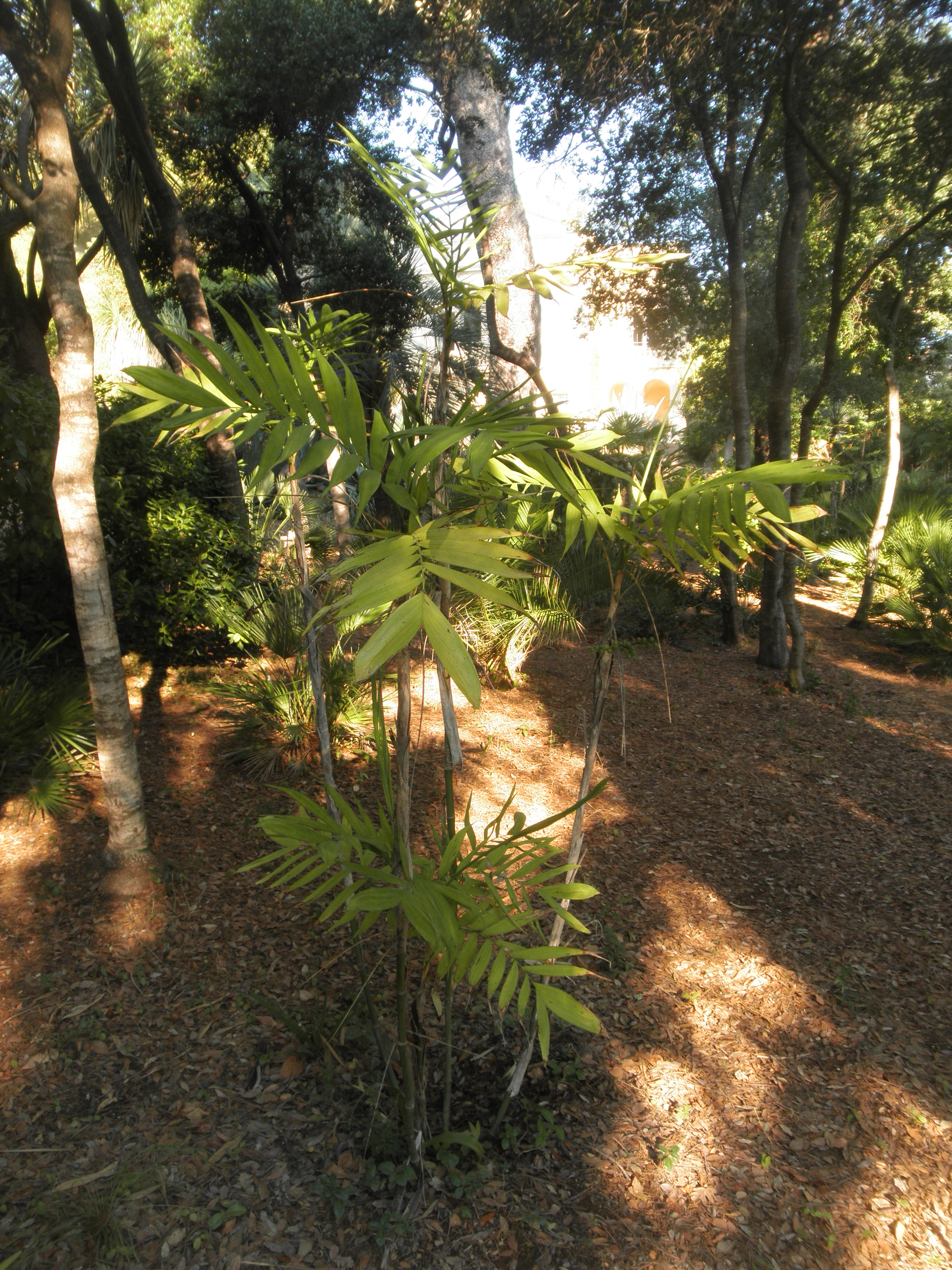
Chamaedorea microspadix.
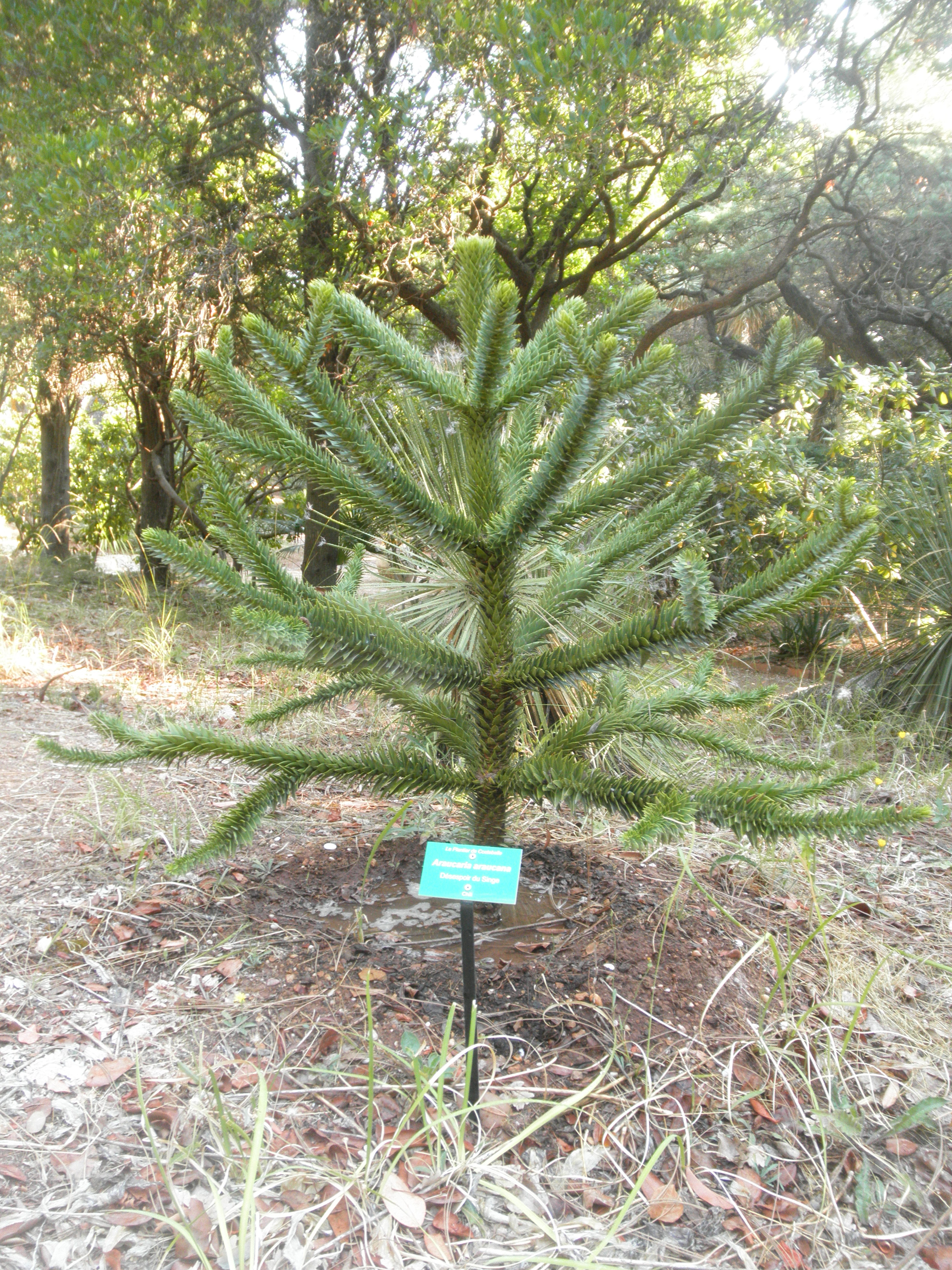
Araucaria araucana.
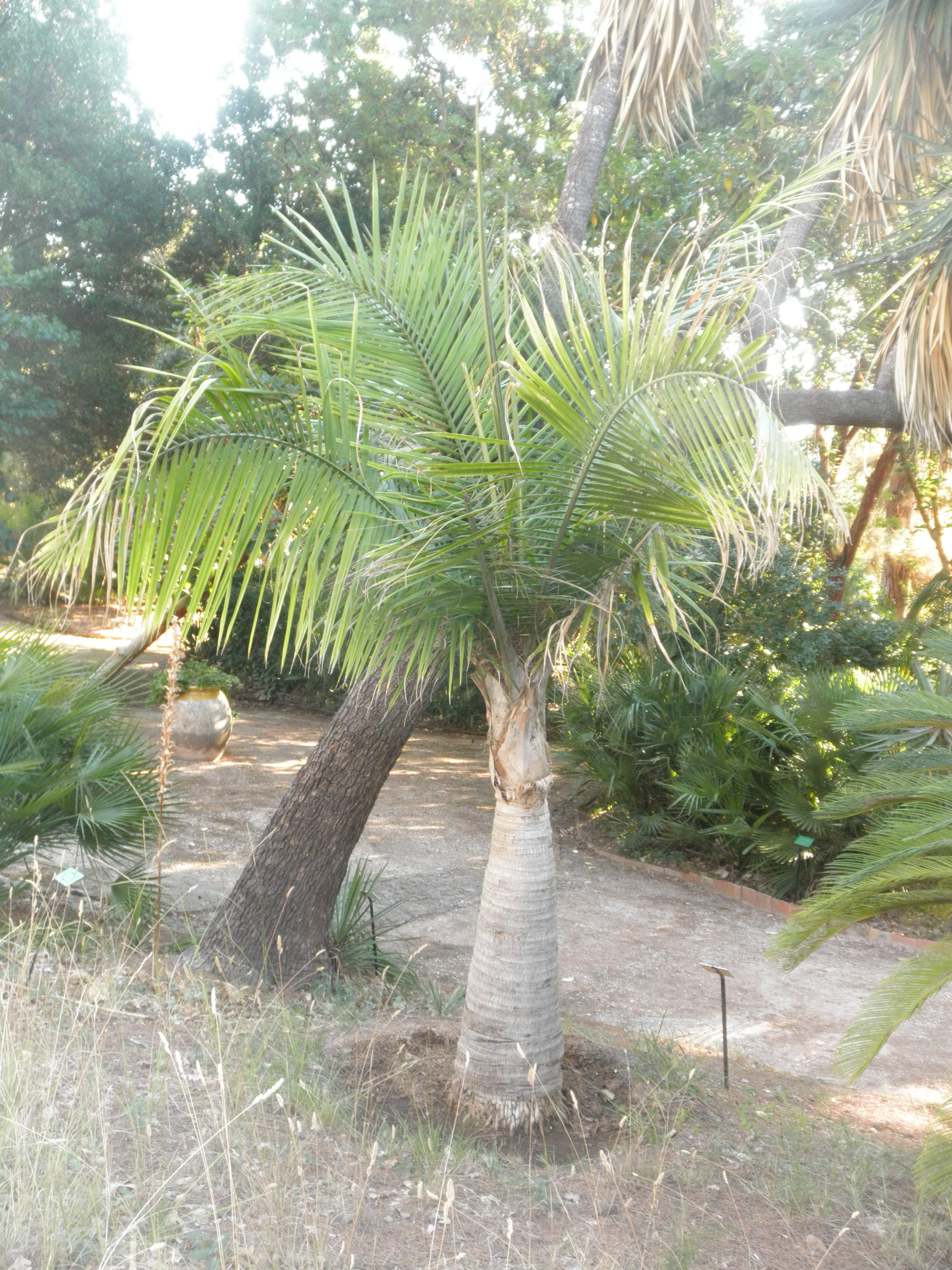
Ravenea rivularis.

### Présence de compositions «rocaille» dans le parc, l’architecture de l’imitation
Le terme de « rocaille », qui est un dérivé du mot rococo, est utilisé pour la première fois en 1730.

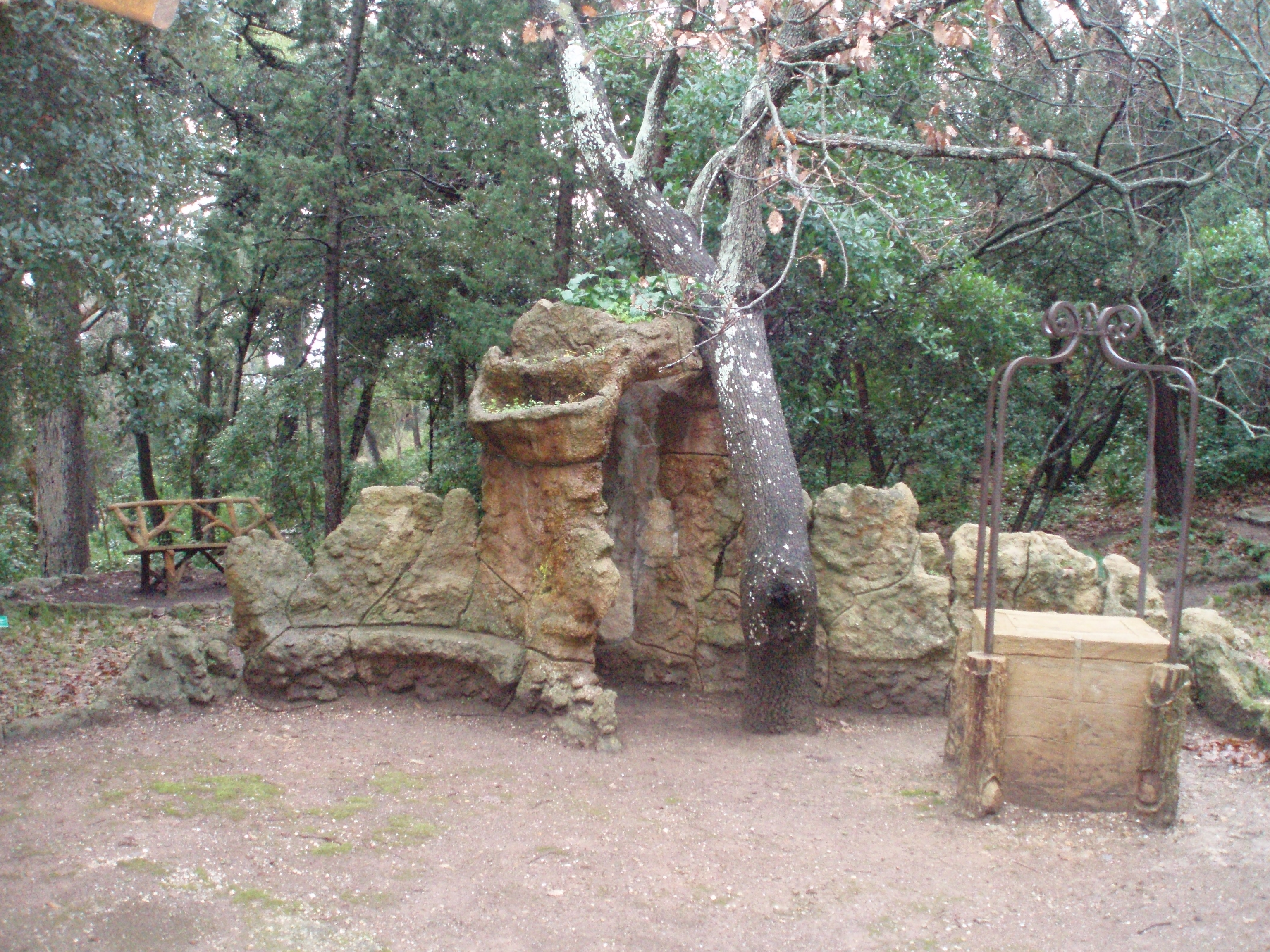
Ensemble « rocaille » dans le parc du Plantier de Costebelle (puits, banc, arche).

La rocaille est un morceau de minéral, pierre, cailloux, de forme tourmentée que l’on utilise avec des coquillages et dont on se sert pour construire des grottes artificielles, des décorations de jardins. Le cimentier-rocailleur va ainsi créer des grottes, des bancs, de faux arbres, ou habiller un puits. Après la pose d’un premier mortier de liaison utilisé pour le gros-œuvre, des couches pour emboutir, le rocailleur sculpte les éléments dans le ciment frais à l’aide de truelles à profiler, spatules ou scalpels. L’artisan peut déposer des détails insolites (tels lézards, feuilles, et autres) et fait apparaître la vie dans un monde de faux-semblants. Le rocailleur est donc un faussaire sincère dont la technique s’est épanouie au XIXe siècle.
Le parc du Plantier de Costebelle possède un ensemble rocaille comprenant un banc, un faux arbre, une arche, des rochers en ciment et un puits qui ont été restaurés en 2008 par un des derniers cimentiers-rocailleurs pratiquant encore de nos jours cette science décorative du trompe-l'œil maçonné. Cet ensemble ne doit pas être assimilé à un autre élément décoratif du parc, l’obélisque antiquisant, proche de la chapelle, qui s’apparente davantage à une folie, une fabrique de jardin classique destinée originellement à marquer la séparation entre le parc d’agrément et les vergers de la ferme.

## Actualité du Plantier de Costebelle

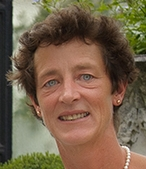
Susan Wissler, directrice américaine de la maison d'Edith Wharton The Mount, au Plantier en 2010.

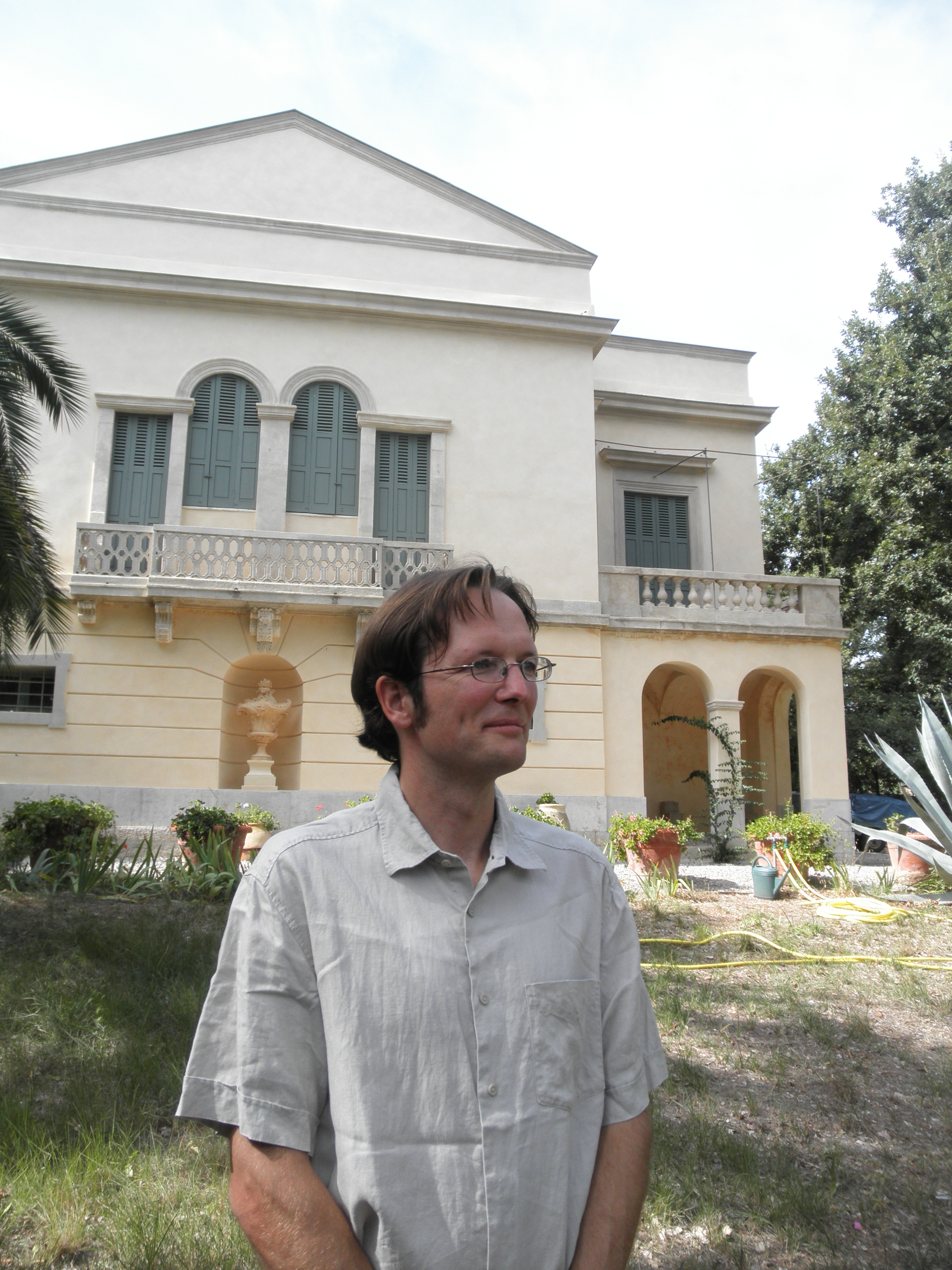
Richard Hibbitt, universitaire britannique, reçu au Plantier en 2010.

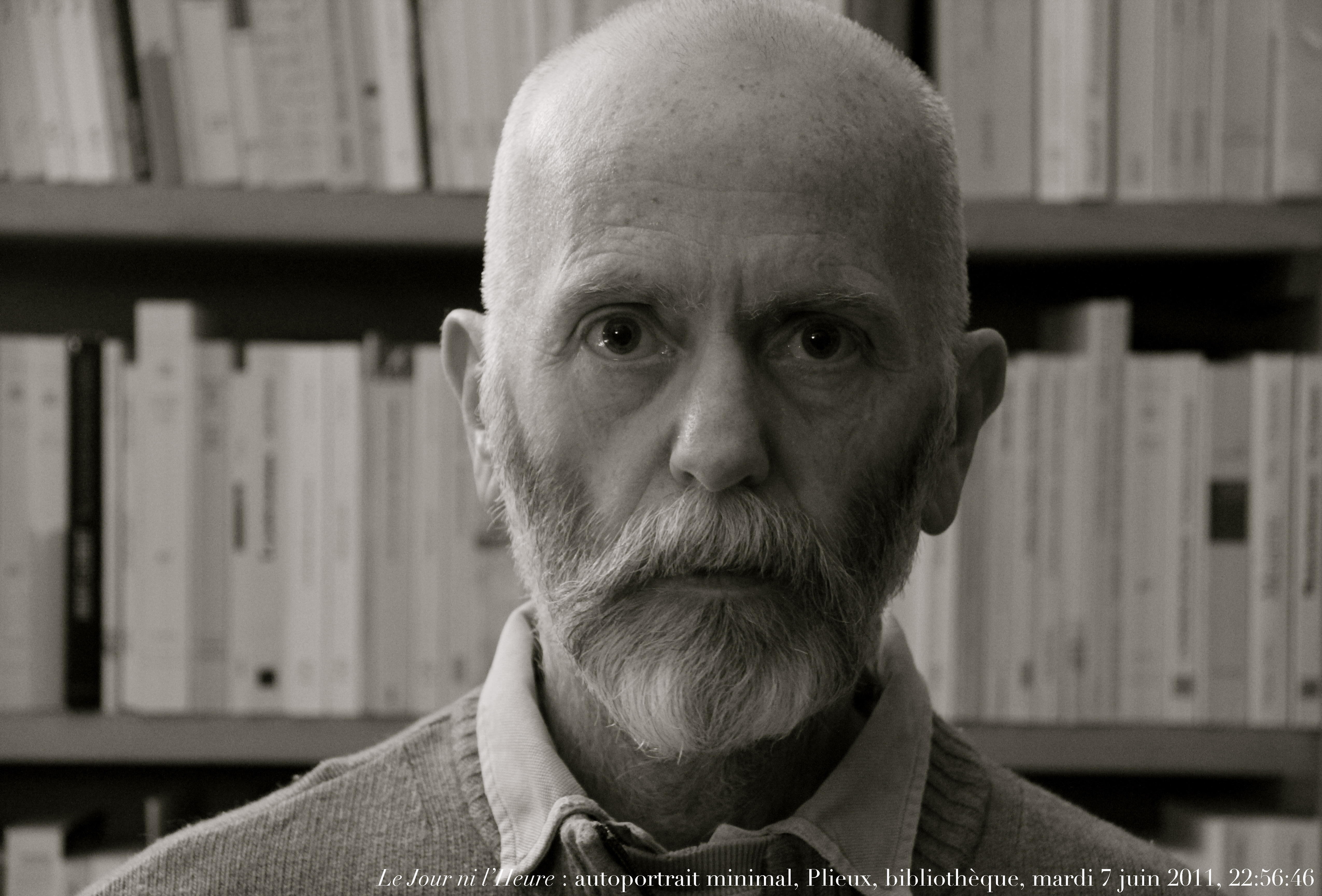
Renaud Camus, reçu au Plantier le 7 mai 2011,.

Le Plantier de Costebelle a fait l’objet de travaux de rénovation exécutés en partie sous le contrôle de l’architecte des bâtiments de France entre 2006 et 2013. L’objectif de ces interventions est de restituer le domaine (édifice protégé, chapelle et parc) tel qu’il avait été conçu originellement par Hortense de Prailly. C'est aujourd’hui une propriété privée partiellement ouverte au public, uniquement sur rendez-vous, dans le cadre de l’attribution du label Jardin remarquable et sous certaines conditions détaillées sur les divers sites touristiques référencés sur internet ou autres supports et guides fournis dans les offices de tourisme ou diffusés par les DRAC.

### Une maison d’écrivain labellisée «Maisons des Illustres» et membre de la Fédération des maisons d’écrivains
Le Plantier de Costebelle, labellisé Maisons des Illustres  depuis 2017, est membre de la Fédération des maisons d’écrivains et des patrimoines littéraires, association née le 6 décembre 1997, qui a pour objet de fédérer l’ensemble des lieux littéraires : maisons d’écrivains (la maison de Balzac, la maison de Chateaubriand par exemple), musées conservant des collections littéraires (musée Jean Racine, musée Marcel Proust par exemple) ou bibliothèques possédant des fonds d’archives littéraires (bibliothèque municipale de Bourges, bibliothèque de l’université de Bourgogne par exemple). La fédération organise des manifestations littéraires et diffuse des informations concernant les lieux et les collections.
Dans cet esprit d’approfondissement des connaissances en littérature, Le Plantier de Costebelle met à la disposition des chercheurs le fonds d’archives littéraires concernant l’écrivain Paul Bourget, notamment les manuscrits du Roman des quatre, écrit en collaboration « à quatre mains » avec Gérard d’Houville, Pierre Benoit et Henri Duvernois, le manuscrit de premier jet d'Un cœur de femme (1890), la correspondance inédite du romancier avec la marquise d’Argenson qui apporte une lumière nouvelle sur la naissance de son œuvre Le Démon de midi ou les manuscrits de ses Notes Sociales et du Beau rôle (1920).

Exemples de manuscrits autographes du fonds Paul Bourget pouvant être consultés au Plantier de Costebelle
À propos du Charles X de Pierre de La Gorce tome II de La Restauration.
Paul Bourget et la marquise d’Argenson dessinée par elle-même, le Démon de midi.
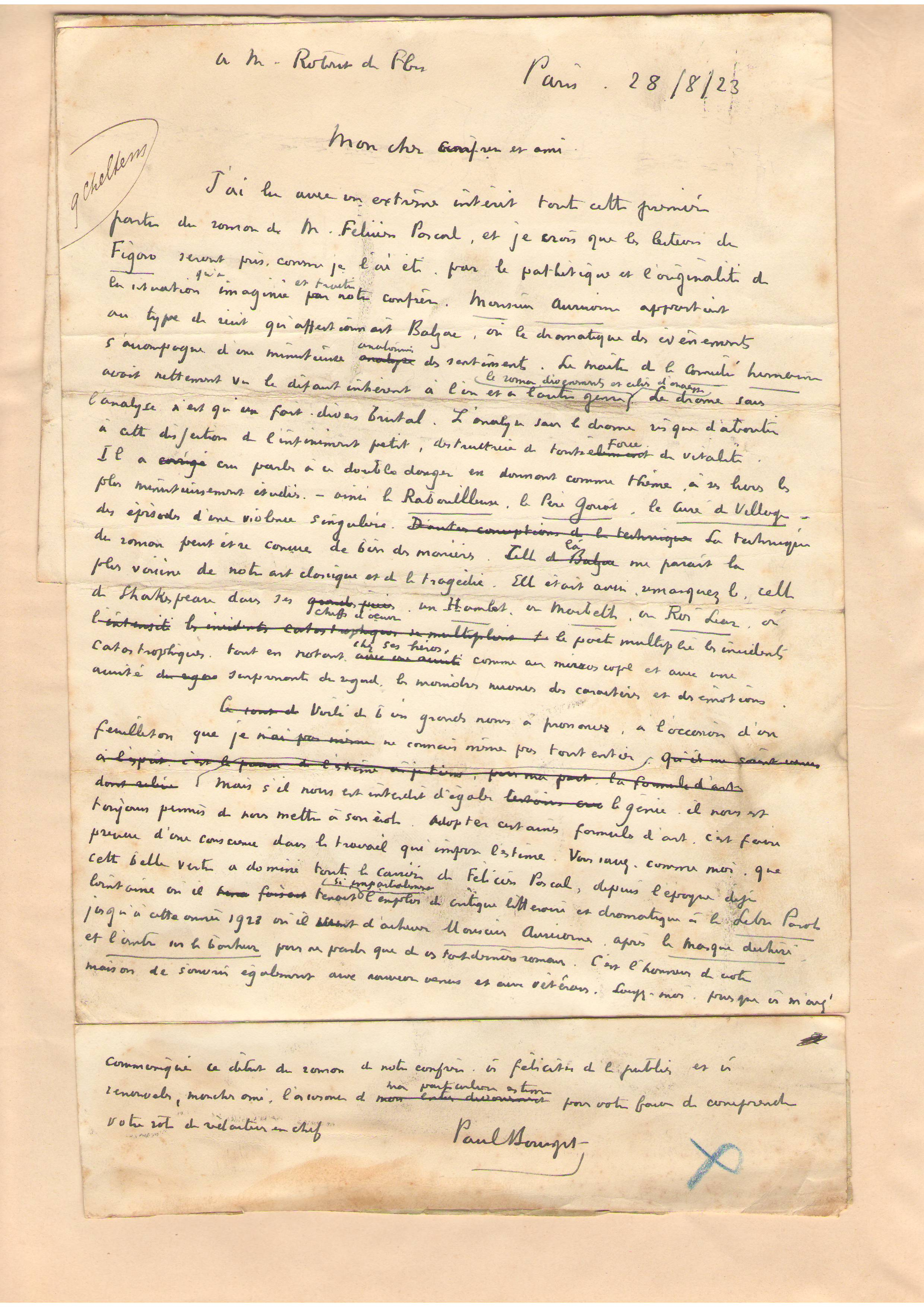
Lettre manuscrite à Robert de Flers au sujet d’un roman de Félicien Pascal.
Lettres à la marquise d’Argenson écrites depuis Le Plantier de Costebelle.
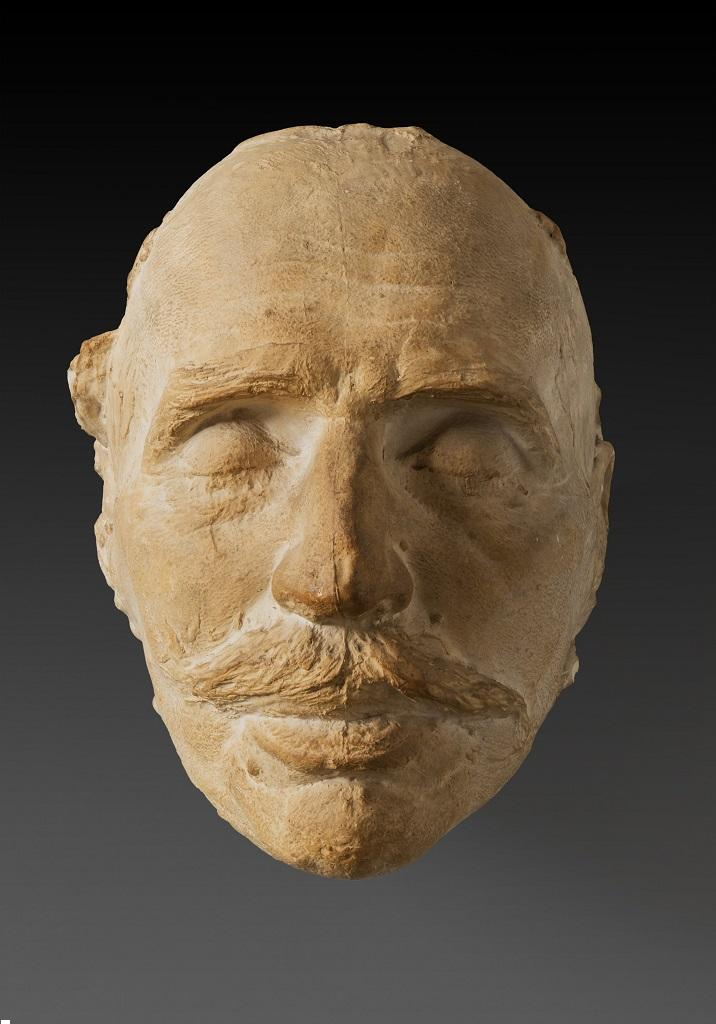
Masque mortuaire de Paul Bourget au Plantier de Costebelle.
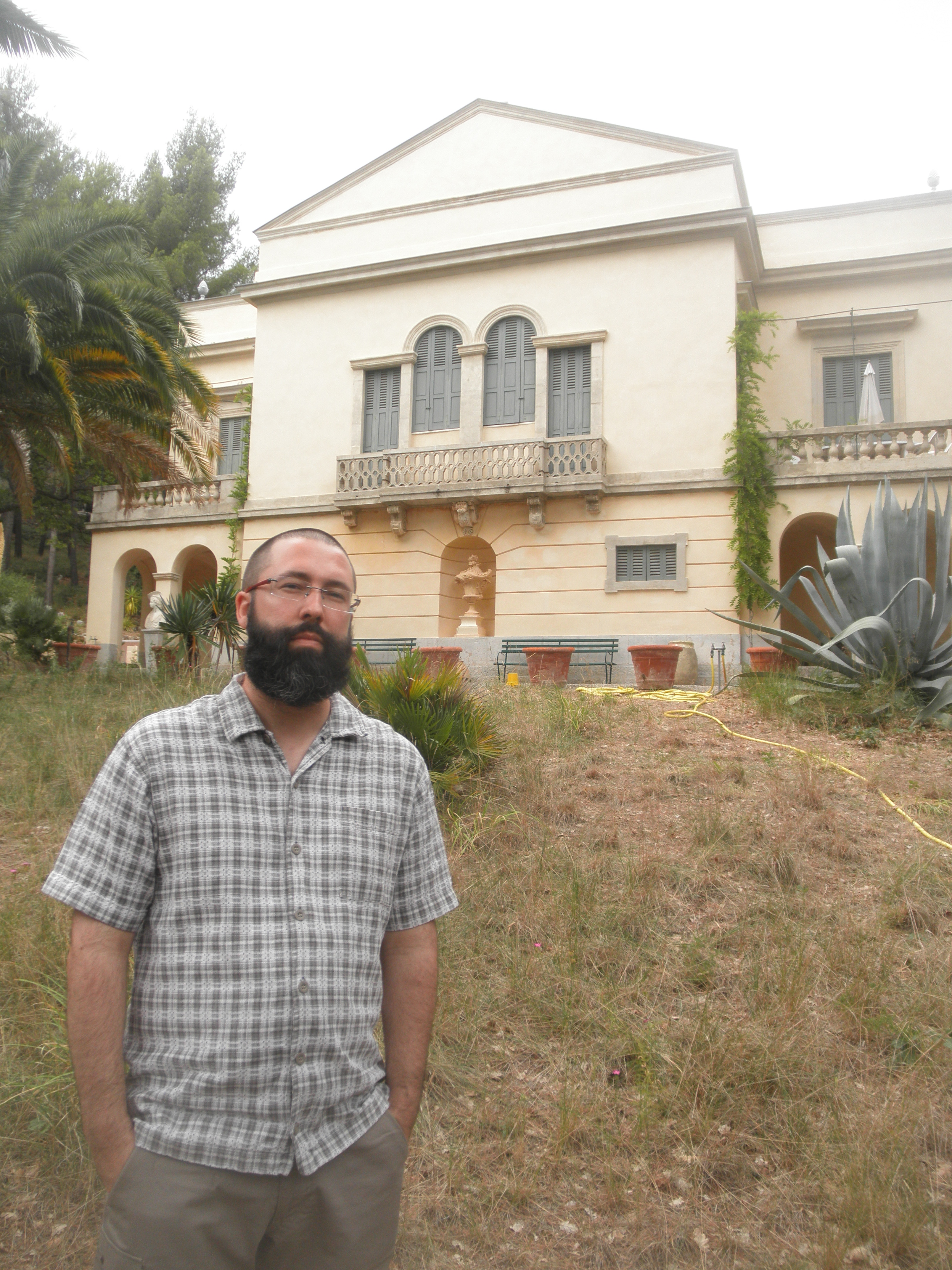
Grégory Bouak, professeur certifié, chercheur en littérature, membre du CERLI, en 2014.
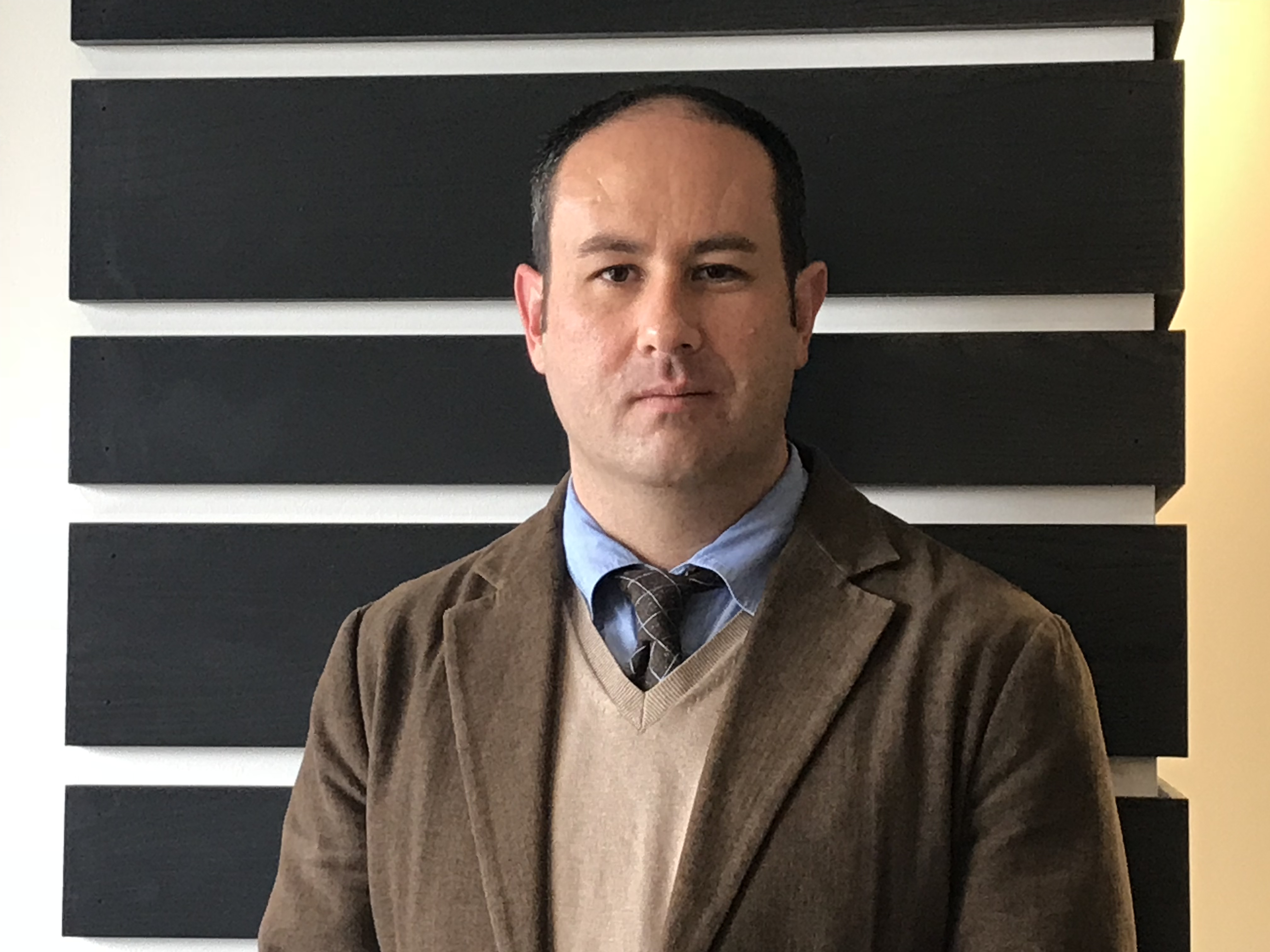
Daniel Ridge, Ph.D., chercheur américain, spécialisé dans les correspondances de jeunesse de P.Bourget, 2017.

### Un parc botanique labellisé «Jardin remarquable»

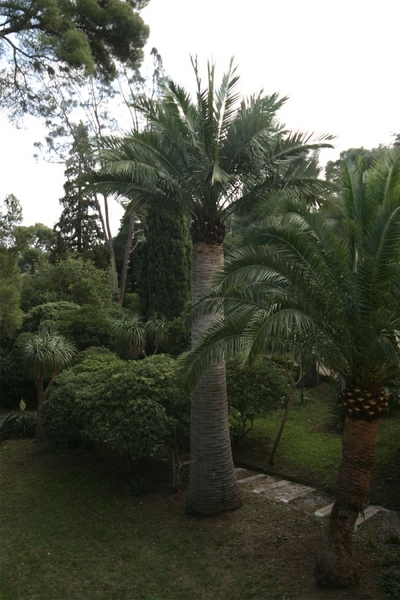
Jubaea chilensis planté après 1863 par la baronne de Prailly dans le parc du Plantier de Costebelle.

#### Réglementation juridique
Depuis novembre 2009, le parc botanique du Plantier de Costebelle est labellisé « Jardin remarquable » par le Ministère de la Culture. Il est le seul parc privé labellisé à Hyères, aux côtés des trois espaces publics que sont les parcs Olbius Riquier, Saint-Bernard et Sainte-Claire. Ce label d’État, crée en 2004, vise à reconnaître et valoriser les parcs et jardins, publics (Domaine du Rayol, Villa Ephrussi de Rothschild par exemple) ou privés (Parc du Moulin Blanc, Jardins d'Albertas par exemple), ouverts à la visite et présentant un intérêt botanique avéré. Ce label, accordé pour cinq années, renouvelable et révocable, est attribué par le préfet de région après avis favorable d’une commission présidée par le directeur régional des Affaires culturelles.
L’attribution de ce label impliquant l’ouverture au public 40 jours par an, Le Plantier de Costebelle ouvre son parc botanique à la visite d’avril à juillet et au mois de septembre, sur rendez-vous et il s’agit toujours d’une visite guidée payante. La propriété participe également aux deux manifestations nationales annuelles que sont les Rendez-vous aux jardins (le premier week-end de juin) et les Journées européennes du patrimoine (le troisième week-end de septembre). Dans ces deux cas, l’ouverture au public, payante, est de droit, sans nécessité de rendez-vous préalable.
L’ouverture au public nécessite chaque année, avant le 1er février, l’envoi d’une déclaration d’ouverture au Délégué Régional au Tourisme. Ce document précise les conditions d’ouverture de l’immeuble privé et permet aux différents organismes institutionnels régionaux et départementaux (Comité départemental du tourisme) auquel il est retransmis, d’inclure sur leurs supports touristiques, le lieu concerné. Le respect de ces règles permettait d'obtenir jusqu'en 2014, un agrément fiscal autorisant un régime spécial de déduction des charges d'entretien des bâtiments et du parc.

#### Modalités d'entretien très spécifiques

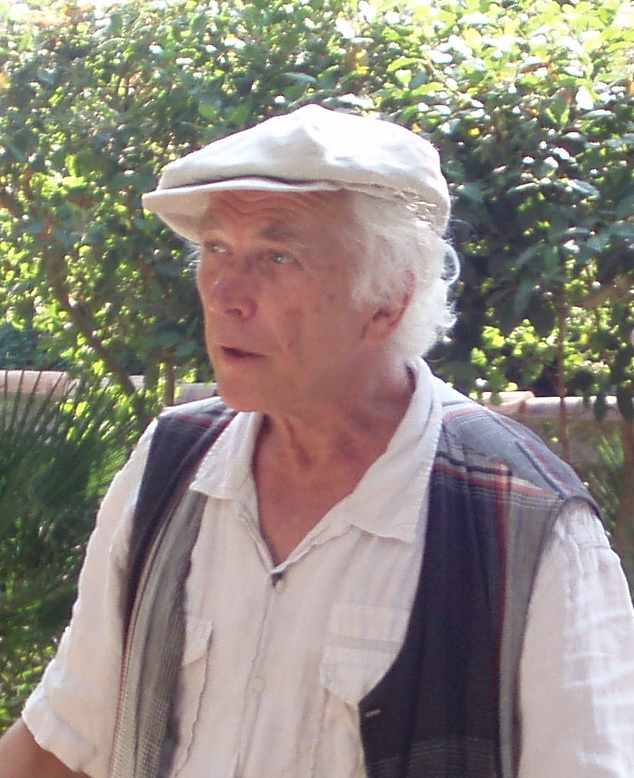
Michel Racine en 2009 au Plantier pour recenser les végétaux.

L’entretien du parc étant un des éléments déterminants de l’attribution du label, un plan de gestion des espaces ainsi labellisés doit être prévu. Ce document de programmation impératif est un outil de suivi technique (coupes à blanc, replantations de sujets déjà formés), scientifique (recensement des taxons ou des cultivars par exemple), sanitaire (surveillance des palmiers afin d’éviter la présence de parasites invasifs tels que le charançon rouge) et économique (budgets à prévoir) du jardin.
Les plantes et les arbres se développent librement dans le jardin du Plantier pour les besoins de l'acclimatation sans recours à un quelconque traitement phytosanitaire. Les formes naturelles des arbres sont également respectées et les quelques activités de taille sont destinées à assurer la sécurité des visiteurs et la libre circulation dans les allées du parc. L’arrosage est toujours effectué manuellement grâce au forage de la source de la vierge ; cet arrosage est réservé aux premières années après plantation, afin d’aider les palmiers et autres végétaux à s’installer. Les pelouses engazonnées sont inexistantes mais des prairies changeantes, fleuries au printemps et à l’automne et sèches durant l’été sont présentes en de nombreux endroits du jardin. Les herbes sauvages maintiennent une couverture végétale qui protège efficacement le sol contre l’érosion. Elles sont entretenues de façon à permettre leur reproduction par graine (tontes printanières tardives).

### Monument historique reconnu

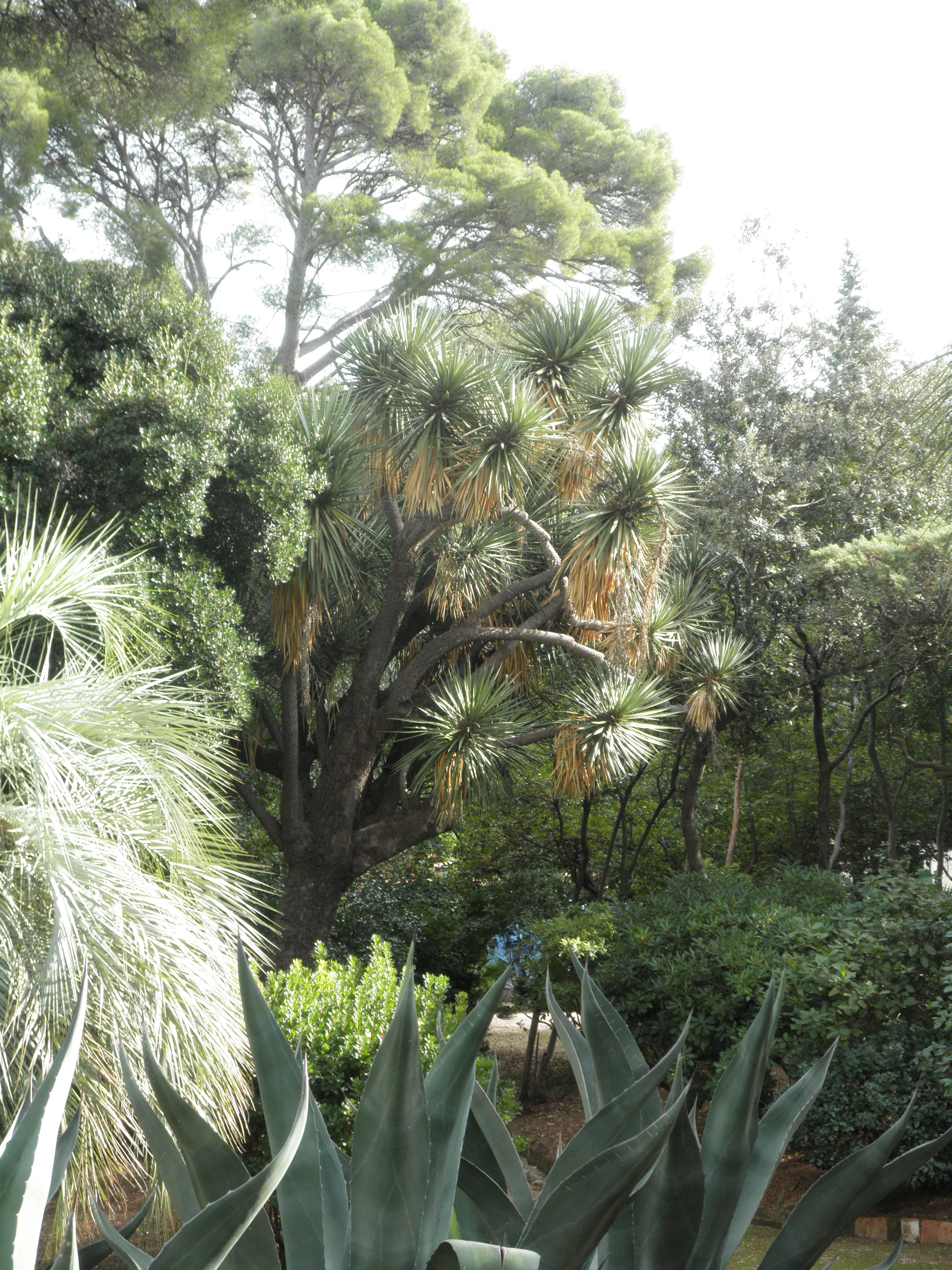
Yucca filifera (centre) à l'origine de la description du taxon par le botaniste J.B. Chabaud en 1876.
Agrandissez cette image

La propriété du Plantier de Costebelle est inscrite à l’inventaire supplémentaire des monuments historiques (façades et toitures) depuis un arrêté du 26 décembre 1976. Elle adhère à différents réseaux, des partenaires institutionnels qui ont pour but la sauvegarde et la promotion du patrimoine culturel et architectural français. Ceux-ci, par l’intermédiaire d’associations dont la notoriété est appréciée des pouvoirs publics, assistent les propriétaires privés sur le plan juridique, technique et financier en récompensant sous forme de prix, les programmes de restauration patrimoniale.
Parmi ces associations dont le Plantier de Costebelle est membre, on remarque :
- l’association reconnue d’utilité publique Vieilles maisons françaises, fondée en 1958 par la marquise de Amodio se consacre à la sauvegarde et à la mise en valeur du patrimoine bâti et paysager et au développement des moyens de financement du patrimoine[131],[132] ;
- depuis sa création en 1924 par le docteur Joachim Carvallo et Boni de Castellane, l’association La Demeure historique met au service des monuments privés son savoir-faire acquis en 80 ans d’existence notamment pour améliorer la gestion des monuments privés ;
- les Parcs et Jardins de Provence-Alpes-Côte d’Azur participent aux actions nationales pour la préservation et le développement des parcs et jardins remarquables et représentent les responsables de parcs et jardins auprès des administrations régionales, nationales ou internationales. Cette association est notamment présente au sein de la commission régionale chargée de l’attribution du label Jardin remarquable.